# Église Saint-Martin de Survilliers
L'église Saint-Martin est une église catholique paroissiale située à Survilliers, dans le Val-d'Oise, en France. Elle a été édifiée en deux principales étapes, entre 1483 et 1500 et entre 1535 et 1554 environ. La dédicace à saint Martin de Tours a été célébrée en 1493, selon une inscription derrière l'autel, et l'année d'achèvement est gravée sur une clé de voûte. L'église appartient ainsi à la période gothique flamboyante et au début de la Renaissance, mais les styles architecturaux de son époque de construction ne se manifestent pas dans toute leur dimension. Les architectes n'ont pas cherché l'élégance et le raffinement, mais ont veillé d'autant plus à la solidité et à la cohérence de l'ensemble, et ils ont fait preuve d'un sens développé pour l'harmonie et la proportion des formes. Aussi, l'église ne se signale-t-elle pas par des prouesses architecturales et artistiques, mais par une étonnante homogénéité et unicité stylistique : plus de soixante-dix ans se sont tout de même écoulées du début des travaux jusqu'à la fin du chantier. Aucun élément en élévation ne subsiste de la précédente église, ce qui est rare dans la région. Le plan de l'église est très simple et se compose de trois vaisseaux de six travées, avec une abside à pans coupées s'ajoutant à la fin du vaisseau central, qui est plus élevé que les autres. Les clés de voûte pendantes qui sont présentes dans la plupart des travées constituent le seul ornement de l'église, sans parler du mobilier et des vitraux, dont plusieurs éléments sont d'une grande qualité. L'église est aussi connue pour ses nombreuses pierres tombales, dont douze sont classées. Le clocher se dresse au-dessus de la première travée du bas-côté sud et se remarque par ses quatre échauguettes cantonnant la flèche. À l'extérieur, les contreforts flamboyants au sud et le portail occidental avec son riche décor à mi-chemin entre gothique et Renaissance sont également intéressants. L'église a été classée monument historique par arrêté du 27 juillet 1945, et entièrement restaurée entre 1976 et 2007, elle se présente aujourd'hui dans un parfait état. Des messes y sont célébrées un dimanche sur deux à 11 h.

## Localisation

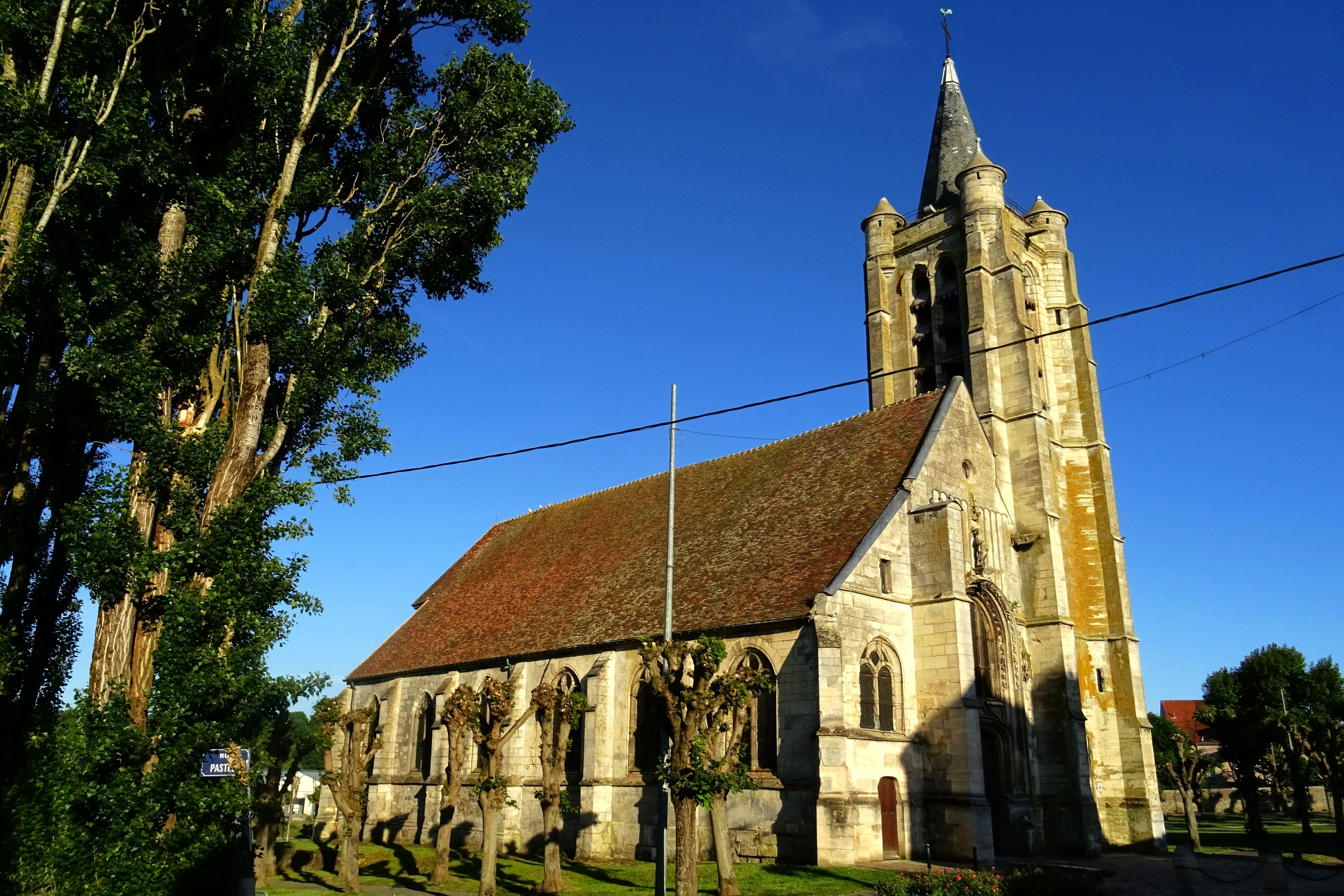
Vue depuis le nord-ouest.

L'église est située en France, en région Île-de-France et dans le département du Val-d'Oise, sur la commune de Survilliers, place Dhuique. Ce nom a été pris par la rue qui relie la RD 922 - rue Jean-Jaurès au carrefour au nord-ouest de l'église, où se rencontrent la rue Pasteur, la rue Gaston-Fouliouse (menant à la mairie) et la rue d'Alsace-Lorraine. Un petit parvis a été aménagé entre la place Dhuique et la façade occidentale de l'église. Son élévation nord est alignée sur la rue d'Alsace-Lorraine, alors que le chevet et l'élévation méridionale donnent sur une vaste pelouse, qui est propriété municipale. L'église est ainsi entièrement dégagée d'autres constructions et bien mise en valeur, et l'on peut en faire le tour. Son haut clocher permet de la repérer de loin, notamment en s'approchant depuis le sud et depuis l'est.

## Historique

### Histoire de la paroisse

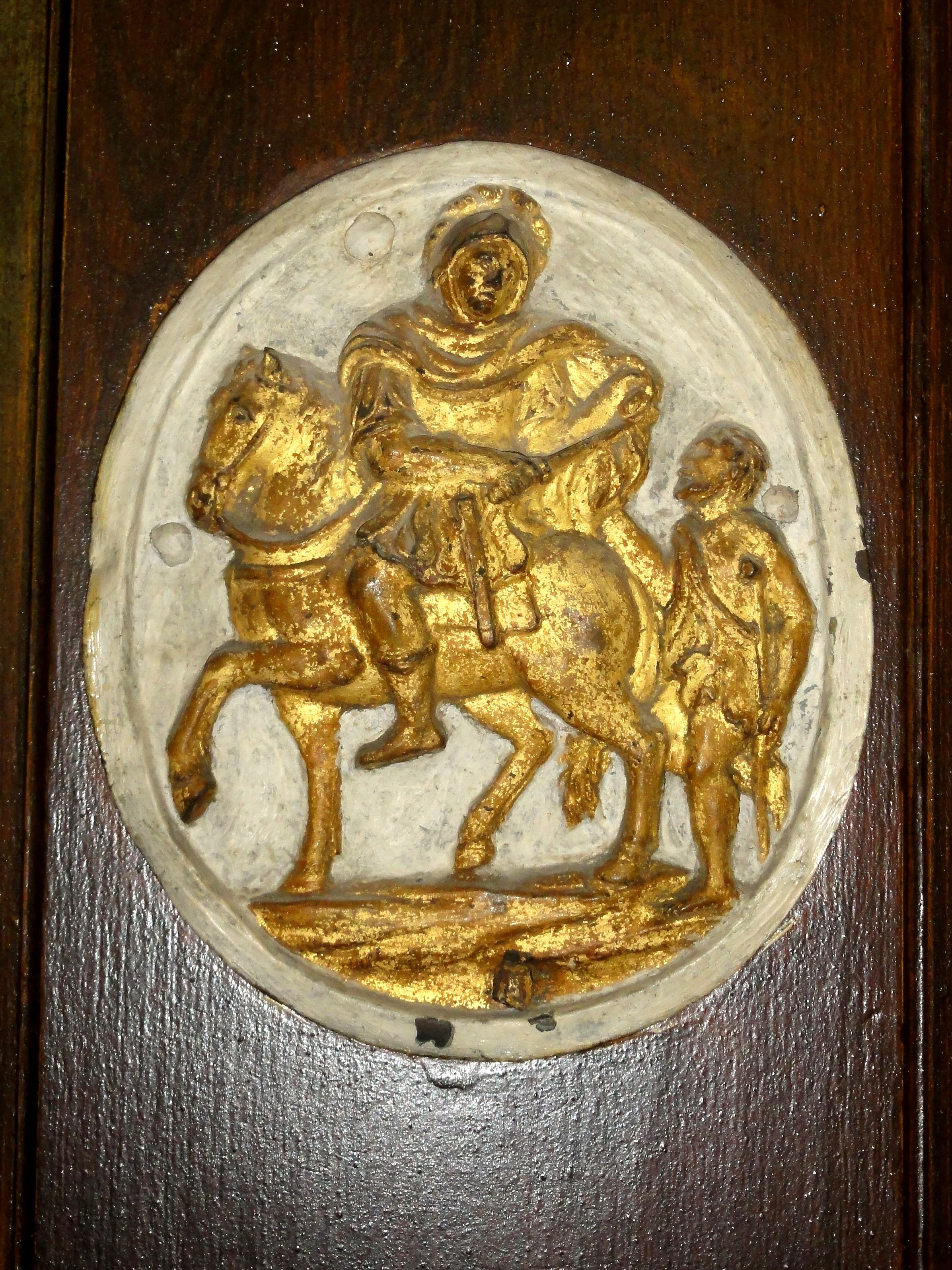
Charité de Saint-Martin, bas-relief sur la chaire.

Sous tout l'Ancien Régime, Survilliers fait partie du diocèse de Senlis, l'un des plus petits de France ; c'est la seule paroisse de ce diocèse qui n'a pas été intégrée dans le département de l'Oise après la Révolution française, mais dans le département de Seine-et-Oise et le diocèse de Versailles. Sinon, tout le nord-est de l'actuel département du Val-d'Oise, ainsi que l'extrême nord-ouest du département de Seine-et-Marne, entre dans le périmètre de l'ancien diocèse de Paris, qui était très étendu. Survilliers constitue donc un cas à part, et contrairement à l'ensemble des communes des alentours, la commune n'est donc pas étudiée dans les Précis statistiques... de Louis Graves parus pendant le second quart du XIXe siècle et couvrant l'ensemble du département de l'Oise, ni dans l'Histoire de la ville et de tout le diocèse de Paris de l'abbé Jean Lebeuf paru en plusieurs volumes au milieu du XVIIIe siècle. Les sociétés savantes ont également omis Survilliers : la Société d'histoire et d'archéologie de Senlis, car se consacrant uniquement à l'arrondissement de Senlis, et la Société historique et archéologique de Pontoise, du Vexin et du Val-d'Oise, car restant focalisé sur Pontoise et ses environs. Un seul historien amateur s'est occupé à ce jour de Survilliers, Édouard du Chesne en 1966, qui, en paléographe expérimenté, a systématiquement identifié l'ensemble des documents d'archives antérieures à la Révolution concernant le village (voir la bibliographie). Or, si les recherches ont été fructueuses sous de nombreux égards, Édouard du Chesne n'a trouvé rien trouvé sur la construction de l'église. Il n'a pas non plus trouvé la date de fondation de la paroisse. Son patron est saint Martin de Tours, le plus répandu dans la région.
L'histoire de la paroisse n'a pas encore fait l'objet de recherches publiées, et seulement quelques épisodes en sont connus. Le curé de Survilliers au milieu du XVIIe siècle, maître Le Lieupault, a laissé des mémoires manuscrits. Ils relatent un épisode peu glorieuse pour le cinquième baron de Survilliers, Charles de Meaux, troisième du nom, né en 1585. En effet, ce dernier est accusé par le curé d'avoir assassiné l'un de des parents, Thomas Le Lieupault. D'après les dires du curé, ce crime aurait été sanctionné par la condamnation à mort de Charles de Meaux en date du 31 août 1646, mais l'acte n'a jamais été retrouvé. En tout cas la condamnation est restée lettre morte. Pour se venger des accusations qui pèsent sur lui, Charles de Meaux, accompagné de quatre hommes de main, tire un coup d'arquebuse sur le curé. Cet attentat du 9 mars 1649 blesse maître Le Lieupault, mais Charles de Meaux est en revanche encore plus gravement blessé par l'un des propres compagnons, et succombe à ses blessures quelques jours plus tard. Il est enterré dans l'église, mais ce n'est pas la pierre tombale à gauche en regardant le chœur, qui appartient à son grand-père Charles I, ni la sépulture dans l'abside, qui est celle de son père Charles II. Le curé se remet rapidement de ses blessures et vit encore près de trente ans jusqu'au 3 janvier 1679. Il est enterré dans l'abside, mais la pierre tombale n'existe plus ou est caché sous le piédestal.
Sous la Révolution française, les inscriptions des nombreuses pierres tombales de l'église (au moins une vingtaine) sont martelées pour effacer, dans l'esprit des révolutionnaires, les marques de l'Ancien Régime. Or, la plupart des personnes enterrées sont seulement des marchands ou laboureurs aisés, pas des seigneurs incarnant le pouvoir, et une seule pierre tombale appartient à des membres de la noblesse. L'on ignore si la perte de la quasi-totalité des vitraux Renaissance est imputable à la Révolution ; dans plusieurs églises de la région dont la cathédrale Saint-Maclou de Pontoise, ils ont été victimes du changement des goûts au XVIIIe siècle, ou arrachés au XIXe siècle seulement, comme à Bessancourt.
La paroisse de Survilliers n'est plus indépendante. Elle fait partie du diocèse de Pontoise depuis sa création en 1966, le diocèse de Versailles étant désormais limité au seul département des Yvelines. Le dernier curé qui s'occupait exclusivement de Survilliers fut l'abbé L.J. Vigneron, qui a officié à Survilliers de 1905 à 1932, et dont une plaque commémorative dans l'église garde le souvenir. Ensuite, l'abbé Alfred Chaumier qui lui succède, a déjà en charge les villages de Vémars et Saint-Witz outre que Survilliers. Alfre Chaumier reste au service de la paroisse jusqu'en 1942. Sa plaque commémorative rappelle que « L'Amour de la Justice dirigeait sa vie ». Aujourd'hui, Survilliers fait partie du groupement paroissial Fosses - Survilliers - Vémars - Saint-Witz. Les messes dominicales sont célébrées à Survilliers un dimanche sur deux à 11 h 00, avec des exceptions pendant les vacances scolaires d'été.

### Histoire de l'église

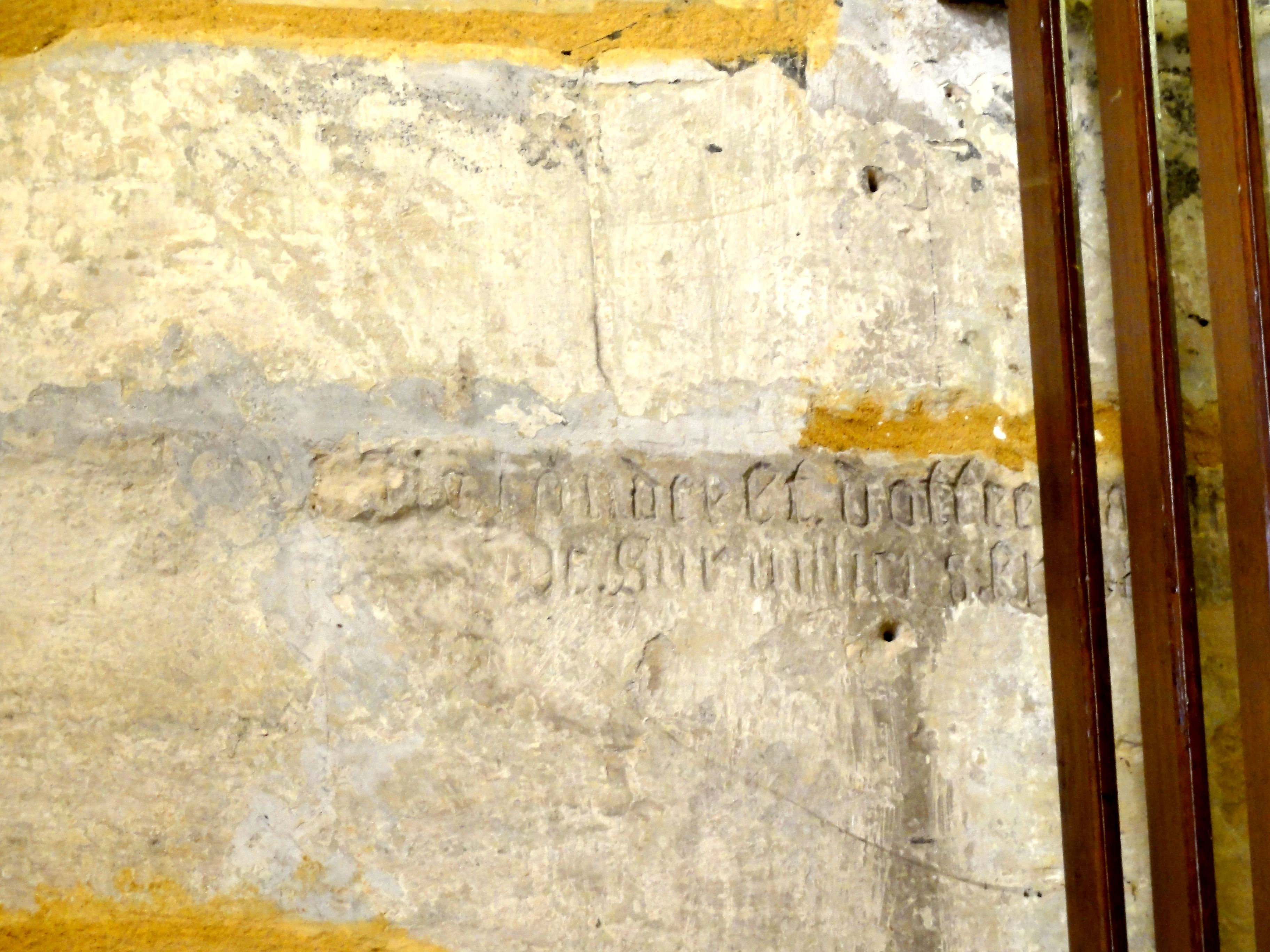
Début de l'inscription sur le mur occidental du clocher, à l'intérieur.

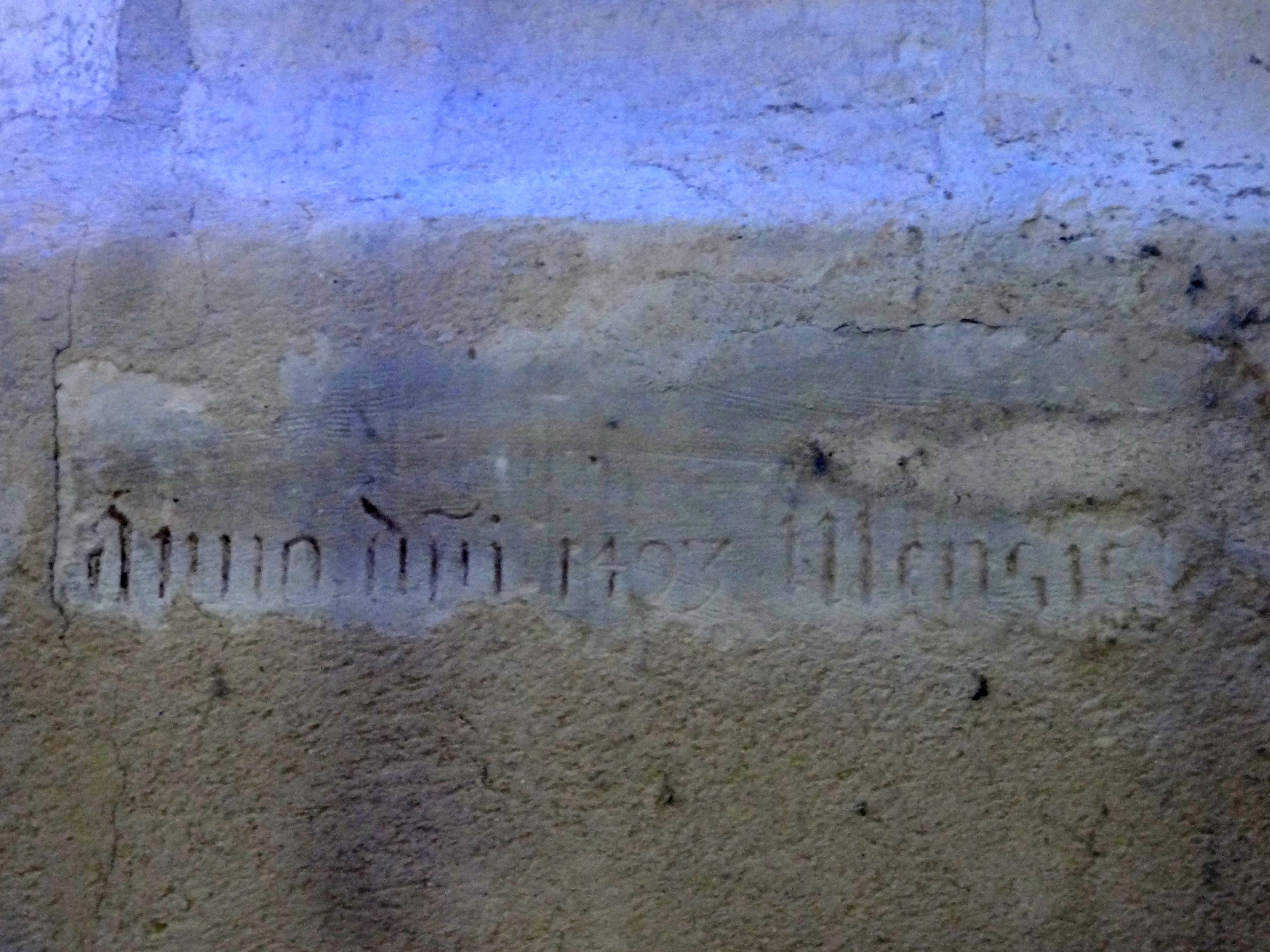
Fin de l'inscription de dédicace derrière l'autel : année 1493.

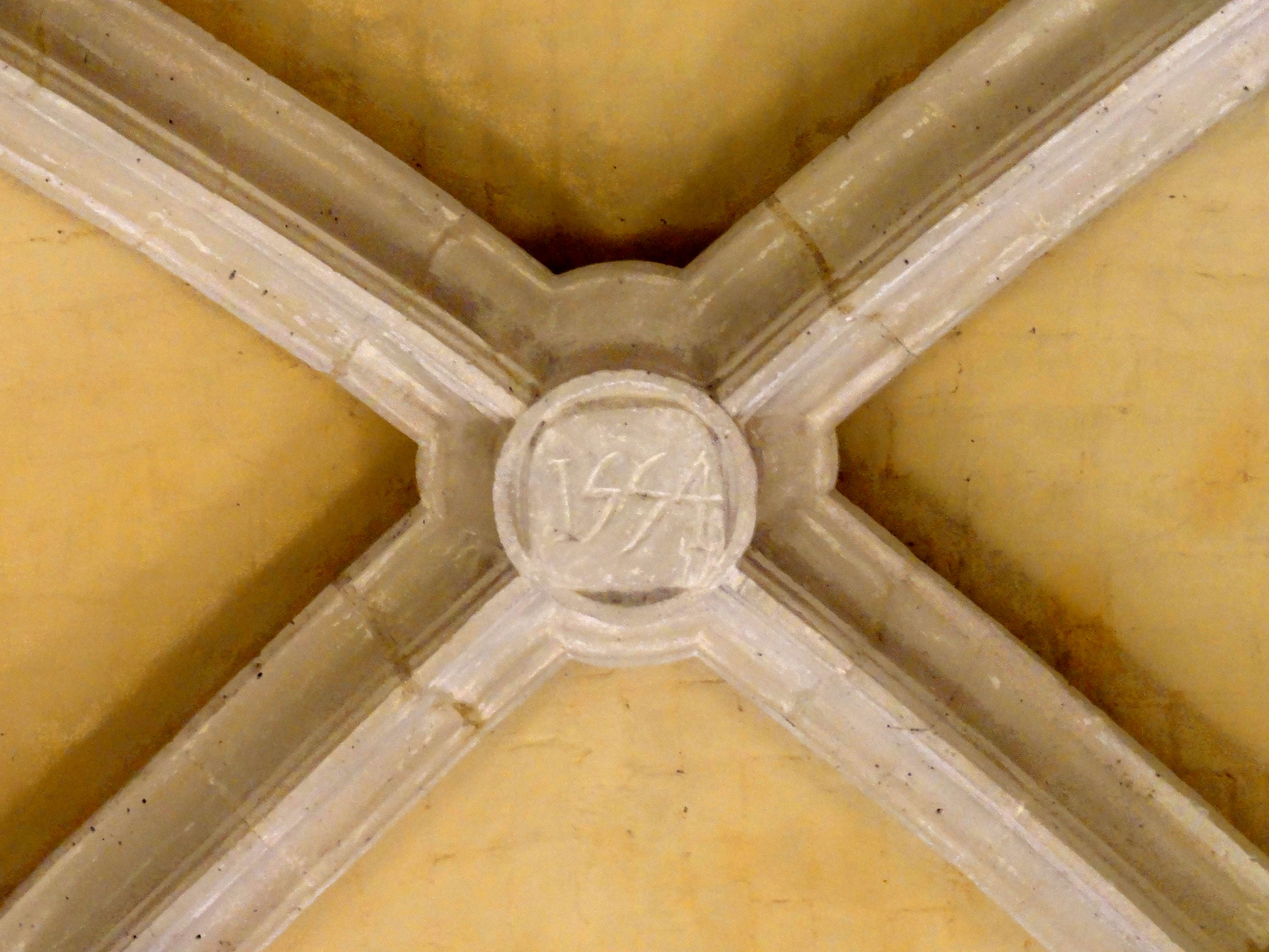
Clé de voûte de la 5e travée de la nef.

Sans les citer mot par mot, Catherine Crnokrak et al. attirent l'attention sur une inscription en caractères gothiques gravée dans le revers du mur occidental du clocher. Elle se situe au-dessus de la porte d'entrée et du tambour de porte, et est partagée en deux parties par la rampe d'escalier de la tribune occidentale, dont l'état de fragilité s'oppose à un examen de près. La lisibilité de certains mots est réduite. L'inscription dirait que l'église aurait été fondée en 1354 par Guillaume de Meaux. Il n'est pas clair qui pourrait être ce Guillaume de Meaux, car aucun lien entre la famille de Meaux et Survilliers n'existe avant la fin du XVe siècle, quand le seigneur de Survilliers est Philippe de Campremy, chevalier et bailli de Meaux, dont Édouard du Chesne suggère que les descendants prennent le nom de Meaux. Ensuite, des membres de la famille de Meaux sont seigneurs de Survilliers entre 1525 environ et 1649. C'est justement vers 1525 qu'entre en scène Guillaume de Meaux, écuyer, et premier seigneur pouvant prétendre au titre de baron de Survilliers. En 1354, le seigneur de Survilliers est François Cassinel. L'interprétation de l'inscription semble donc poser problème. Il devrait plutôt s'agir d'une épitaphe avec le rappel d'une fondation de messes, car on voit les mots « …Messire…Survilliers…en 1354. Priez Dieu pour lui. » Édouard du Chesne n'a pas étudié en détail l'architecture de l'église, mais est néanmoins parvenu à la conclusion qu'on ne trouve pas trace d'une construction de la seconde moitié du XIVe siècle, soit en raison son ajournement, soit en raison de sa destruction durant la guerre de Cent Ans,.
Charles Huet, qui a publié une description de l'église Saint-Martin, n'a pas pris note des interrogations d'Édouard du Chesne et fait remonter le clocher à la fin du XIVe siècle en se basant sur « son style général et son décor plus austère ». Le même auteur a fait remonter les voûtes du vaisseau central de l'église Saint-Justin de Louvres et la chapelle sud de l'église Saint-Étienne de Fosses à cette même époque (au lieu de la fin du XVe siècle et du début du XIIIe siècle) et est coutumier des datations hasardeuses ; aussi faut-il souligner que Catherine Crnokrak et al. affirment que la construction ne commence pas avant le dernier quart du XVe siècle. Ils situent le début des travaux en 1483, selon un document d'archives qu'Édouard du Chesne n'a pas trouvé, et la fin des travaux en 1554, selon la date qui figure sur la clé de voûte de la cinquième travée du vaisseau central. L'inscription derrière l'autel commémore par ailleurs une dédicace en 1493, qui devrait correspondre à la première campagne de travaux. Un autre document d'archives évoqué par Catherine Crnokrak et al. fait référence à une dédicace en 1544, quand le gros œuvre des trois vaisseaux devait être terminé. On voit que Guillaume de Meaux, premier du nom, est toujours seigneur de Survillies et le reste jusqu'à sa mort vers 1562.
Sous le Premier Empire, la charpente de la nef et des bas-côtés est remplacée, ainsi que le beffroi de bois qui supporte les cloches à l'intérieur du clocher. Des vitraux historiés caractéristiques du style et de l'iconographie sulpicienne sont posés en 1864 dans le bas-côté sud ; ils sont signés Ména, Paris. Le portail occidental est refait en 1884 par l'architecte diocésain François Boulogne, qui s'est illustré dans les environs par la reconstruction Néorenaissance de la nef de l'église Saint-Côme-Saint-Damien de Luzarches, et par la construction du clocher actuel de l'église Saint-Martin de Mareil-en-France. Quelques travaux de restauration sont menés à la fin des années 1930. En 1944, à la fin de la Seconde Guerre mondiale, une bombe explose près de l'église et son souffle détruit les vitraux du bas-côté nord et les vitraux des fenêtres latérales de l'abside. D'après Arnaud de Saint-Salvy, ces vitraux du XIXe siècle faits de grisaille et de figures assez mièvres ne valaient pas les vitraux du bas-côté sud, qui n'ont pas été endommagés. L'église est classée au titre des monuments historiques par arrêté du 27 juillet 1945. Il est à noter que l'arrêté de classement indique bien les XVe et XVIe siècles comme périodes de construction. Le bas-côté sud est restauré en 1976 et le bas-côté nord en 1980. La restauration de l'extérieur commence en 1992 par la façade occidentale, et la porte de la chapelle baptismale (première travée du bas-côté nord) est rouverte. Un vaste programme de restauration à l'occasion du cinquième centenaire de l'église est mise en place, et l'ensemble de l'église est ainsi restauré en plusieurs campagnes successives jusqu'en 2007. L'église Saint-Martin de Survilliers est représentatif d'un certain courant de l'architecture gothique flamboyant en milieu rural, qui mise davantage sur la solidité que l'effet décoratif. On peut y rattacher les églises de La Chapelle-en-Serval et du Thillay dans les environs immédiats, ainsi que la nef de Précy-sur-Oise.

## Description

### Aperçu général

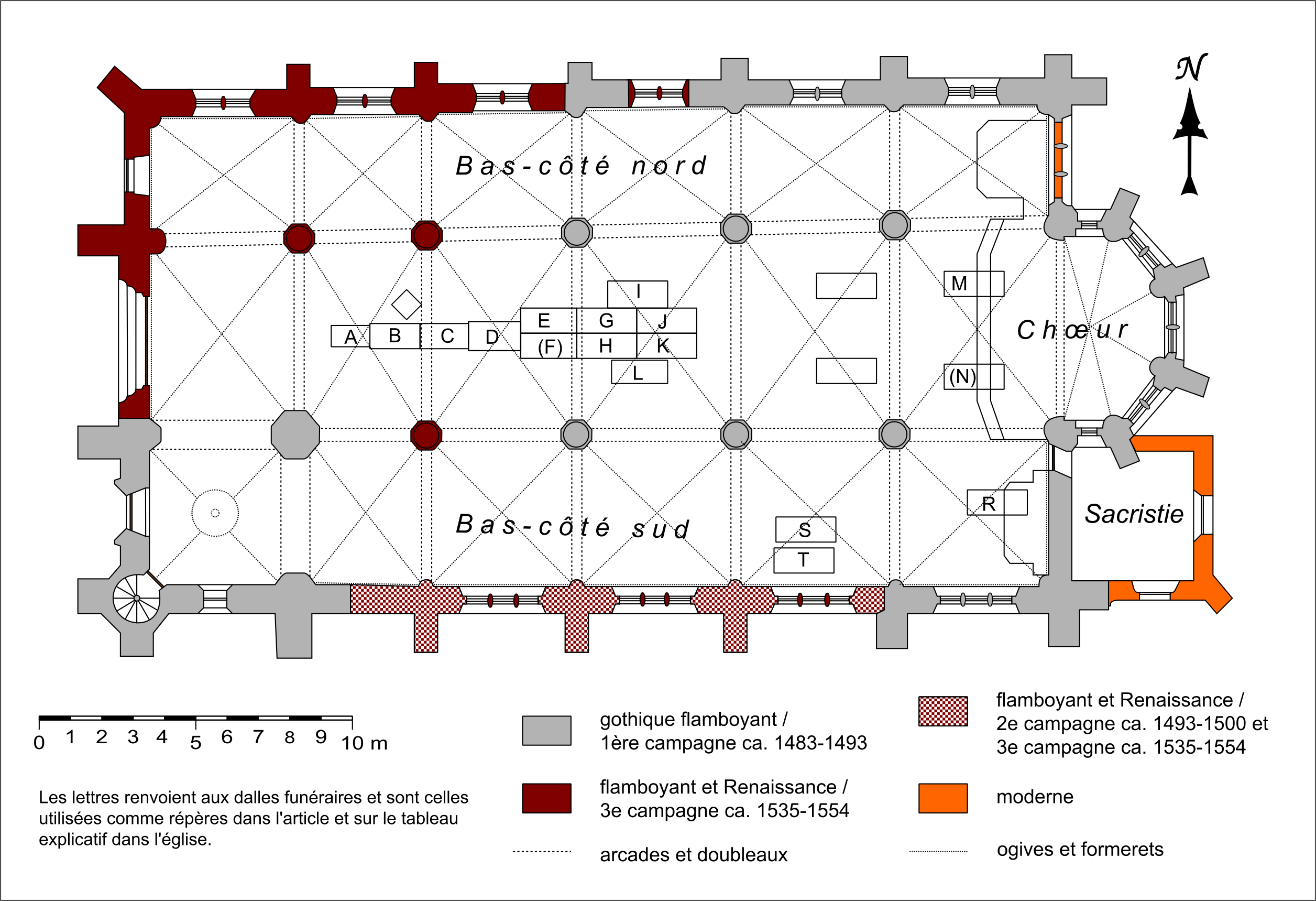
Plan de l'église.

À peu près régulièrement orientée, l'église répond à un plan très simple sans transept, et occupe un emplacement presque rectangulaire au sol, dont ne déborde que l'abside. L'édifice se compose d'un vaisseau central de six travées ; d'une abside à cinq pans ; d'un bas-côté nord assez étroit de six travées et se terminant par un chevet plat ; d'un clocher au sud de la première et partiellement de la seconde travée de la nef ; et d'un bas-côté sud d'une demi-travée près du clocher, et de quatre autres travées, se terminant également par un chevet plat. La sacristie se situe à l'angle entre le chevet du bas-côté sud et de l'abside. La longueur dans-œuvre est de 32,50 m entre le portail occidental et le chevet, et de 28,6 m dans les deux bas-côtés. La largeur dans-œuvre est de 15,30 m au niveau de la quatrième à la sixième travée, les premières étant légèrement plus étroites. La largeur utile entre le mur et les piliers, ou entre les piliers des grandes arcades, est de 2,90 m environ dans le bas-côté nord ; de 5,60 m dans le vaisseau central ; et de 4,40 m dans le bas-côté sud. — L'élévation latérale du vaisseau central porte sur deux niveaux, l'étage des grandes arcades et un étage aveugle. L'ensemble de l'église est voûté d'ogives. Elle possède trois accès : le portail latéral dans la base du clocher, habituellement utilisé ; le grand portail occidental de la nef, réservé aux grandes occasions ; et le portail latéral de la chapelle baptismale dans la première travée du bas-côté sud.

### Extérieur

#### Élévations latérales et chevet

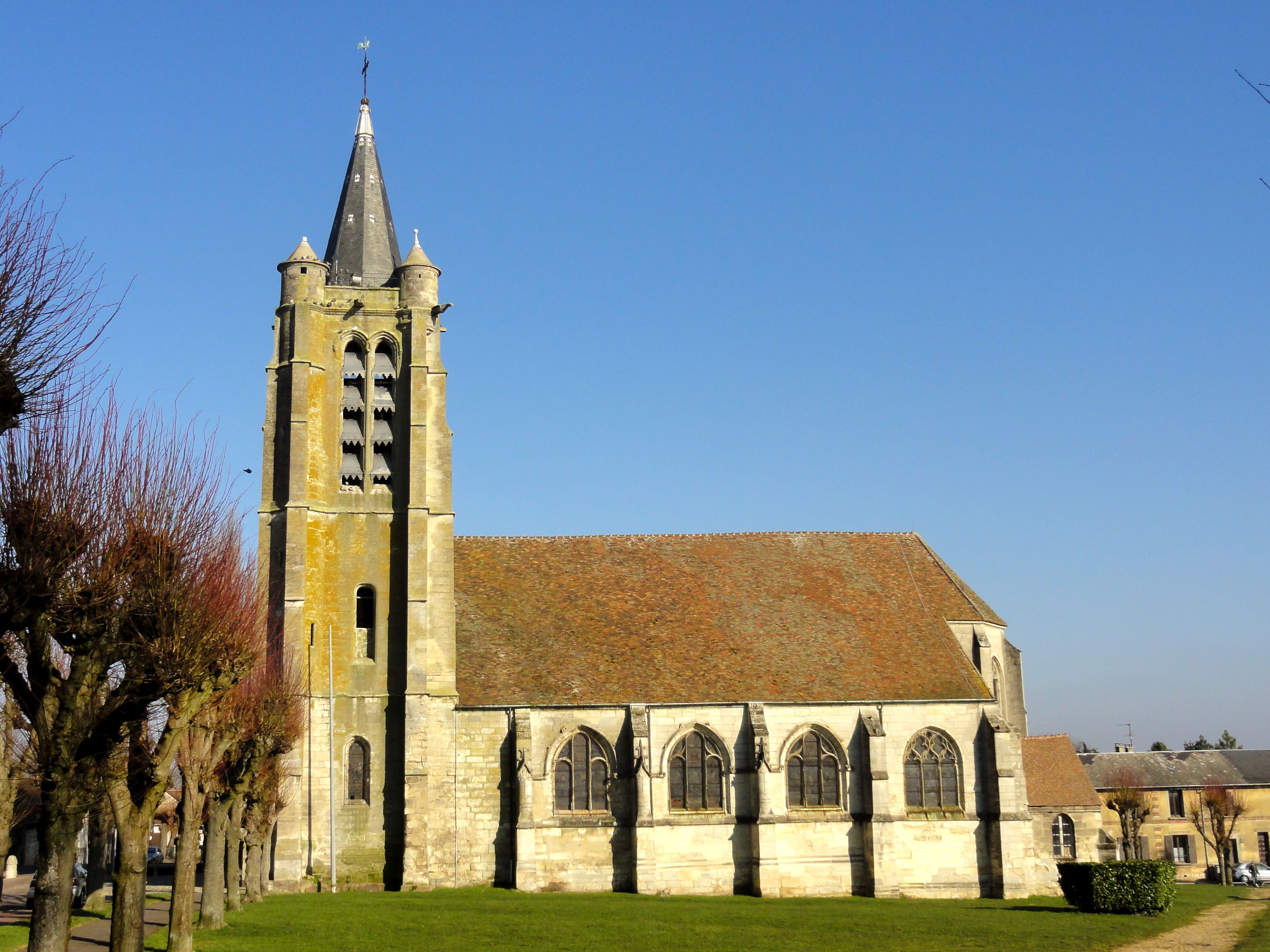
Vue depuis le sud.

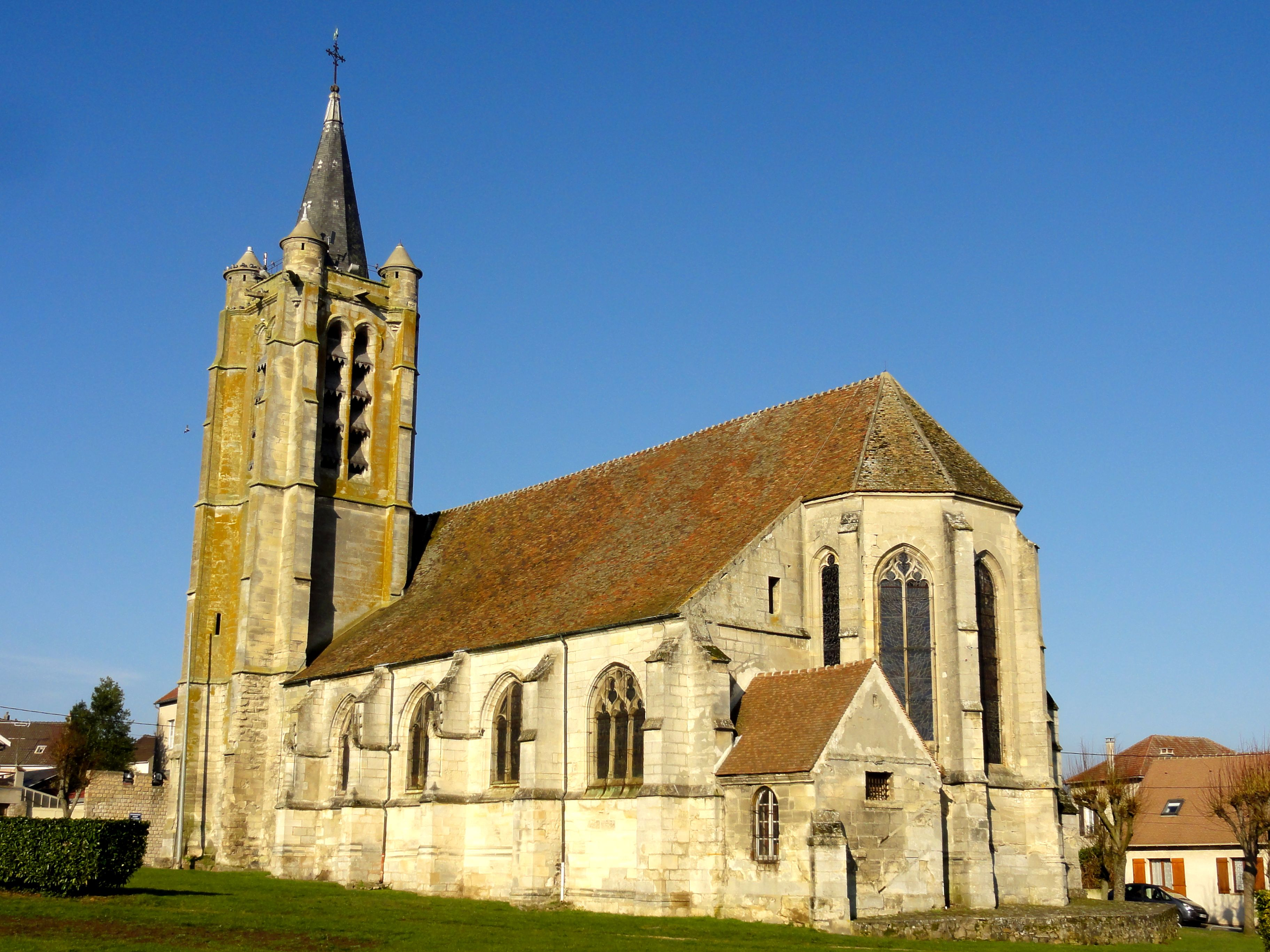
Vue depuis le sud-est.

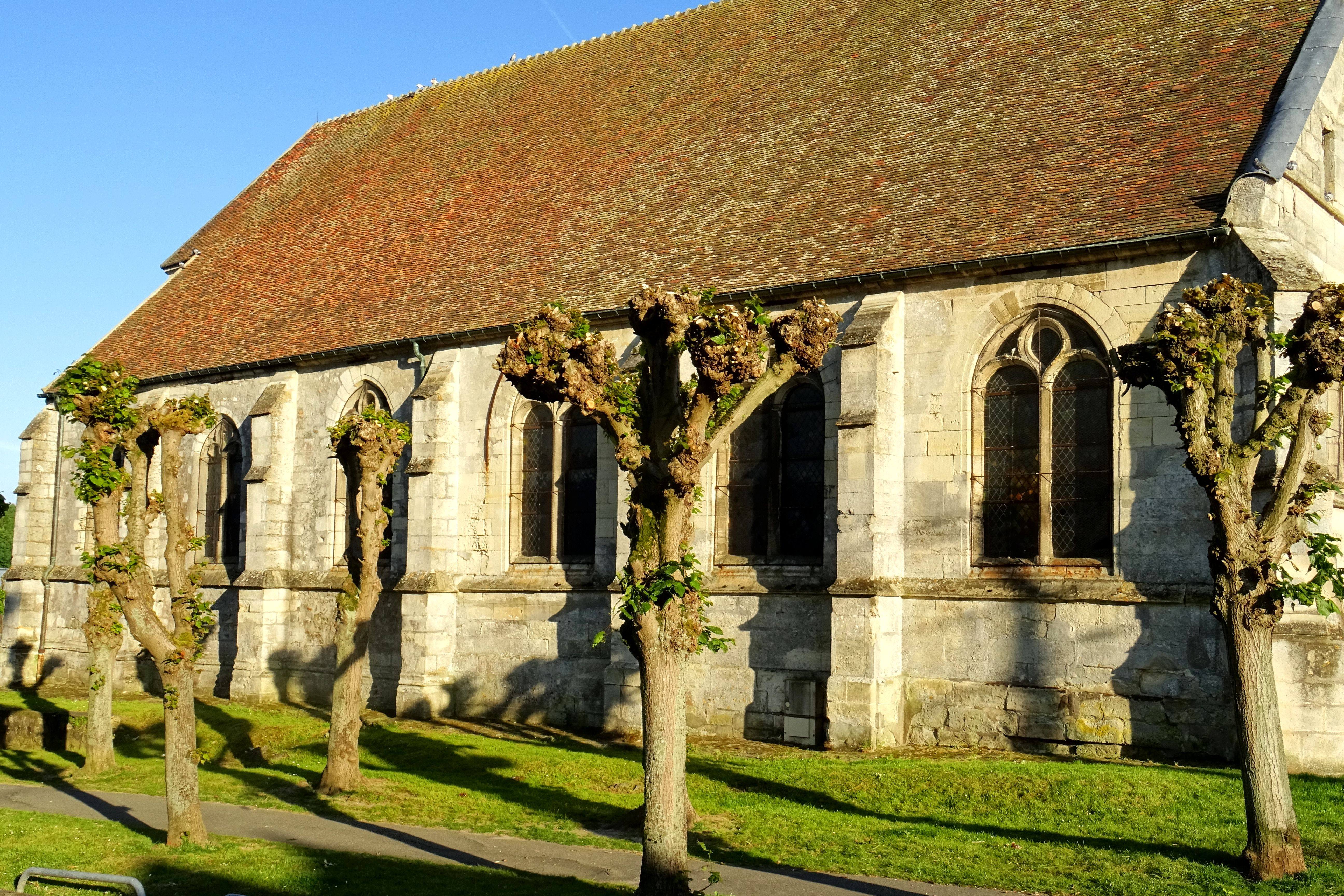
Bas-côté nord.

En comparant les contreforts, le remplage des fenêtres, les glacis formant larmier qui marque la limite des allèges, et le niveau de la plinthe moulurée qui court près du sol, l'examen extérieur permet de distinguer trois campagnes de construction distinctes. La hauteur des murs est identique de la première travée des bas-côtés à la dernière, et il n'y a pas de différences d'appareil, ni de décrochement ou d'autre marque d'interruption du chantier. Les contreforts se terminent pour la plupart par un glacis galbé, sauf les trois premiers contreforts intermédiaires au nord, dont le glacis est droit ou à gradins. À l'angle nord-ouest, l'on trouve par ailleurs un contrefort biais, au lieu de deux contreforts orthogonaux, ce qui n'est guère d'usage avant 1540. Au sud seulement, les glacis galbés des contreforts présentent des vestiges de petits animaux fantastiques, ce qui renvoie au gothique flamboyant à son apogée. Les trois contreforts de la troisième et quatrième travée du sud ont bénéficié d'une décoration particulièrement soignée. La face frontale est arrondie à partir du larmier qui court à la limite des allèges, et jusqu'au gâble tracé par le bandeau qui surmonte les fenêtres, et se prolonge au niveau des impostes. Il y a de discrètes bases moulurées, et deux arcatures trilobées plaquées tout aussi discrètes, séparées verticalement par un mince filet. Un soufflet s'insère entre les trilobes. Derrière le gâble, le contrefort se retraite, et revient vers le plan rectangulaire. Un clocheton plaqué, garni de crochets, se dégage devant cette ultime section du contrefort. L'église de Versigny possède des contreforts du même type.
Les fenêtres, en arc brisé, sont surmontées d'un bandeau saillant, peuplé de petits animaux plus ou moins bien conservés. Les fenêtres de la troisième, quatrième et cinquième travée du sud sont par contre pourvues d'un remplage de trois formes en plein cintre, dont celle du milieu monte jusqu'au sommet, alors que les autres sont surmontées d'une mouchette simplifiée. Déjà par l'emploi du plein cintre, ce remplage ne concorde pas avec l'arc brisé de la fenêtre, ni avec le décor flamboyant autour. Ces trois travées représentent en tout cas une campagne de travaux distincte, en l'occurrence la deuxième. Sinon, entre les autres contreforts à glacis galbé, on trouve des fenêtres en arc brisé aux réseaux flamboyants bien caractérisés, qui fournissent ici le seul indice clair pour la datation. Sont concernés, la cinquième et la sixième travée du bas-côté nord, l'abside, la sixième travée du bas-côté sud et la face occidentale du clocher, qui présente une porte en anse de panier au décor très érodé, et une fenêtre de deux lancettes trilobées surmontées par un soufflet et deux mouchettes. Ces parties peuvent donc être considérées comme faisant partie de la première campagne de construction, qui s'est déroulée entre 1483 et 1493 environ. La rareté du décor peut s'expliquer par une prospérité lentement recouverte après la guerre de Cent Ans. L'on constate que conformément à l'usage, la construction de l'église a donc commencé par le chœur, ou autrement dit le sanctuaire, partie la plus importante d'une église où s'effectue la célébration eucharistique. Ce chœur a dû se raccorder à la nef de la précédente église, car la préoccupation a toujours été de disposer d'un lieu de culte sans interruptions trop longues. La précédente église n'a pas dû comporter de bas-côté nord, car l'on observe que la quatrième travée présente le même glacis et le même bandeau que les suivants, ce qui montre que cette travée est restée inachevée pendant la première campagne, de sorte qu'elle n'a pas pu se raccorder à une autre travée à l'ouest. Moins habituel est la construction plus ou moins simultanée de deux parties non contigües, le chœur et le clocher.
Aussi paraît-il que les travées manquantes entre le clocher et la dernière travée du bas-côté sud aient été entamées quelques années seulement après la consécration de 1493, mais les travaux ont dû s'arrêter avant la pose du remplage des fenêtres, et le bas-côté a dû rester sans toiture, peut-être parce que l'ancienne nef empiétait sur le périmètre du bas-côté. L'achèvement a dû être ajourné jusqu'à la fin des années 1530 tout au moins. Plus ou moins à la même période, l'on a dû entamer la construction des trois premières travées du bas-côté nord et l'achèvement de la quatrième travée de ce même bas-côté. Ces travaux peuvent être considérées comme troisième campagne de construction. Pour dire dans quel ordre ont été menés ces travaux, il faudra attendre l'examen intérieur. Il est frappant que les contreforts des trois premières travées du bas-côté nord ne se distinguent que faiblement de ceux de la première campagne : l'architecte a continué le même glacis au niveau du seuil des fenêtres, avec une différence de profil à peine perceptible, et il a également prévu des larmiers à mi-hauteur des contreforts. Seulement le glacis sommital est sensiblement différent. À la Renaissance, les larmiers sur les faces des contreforts vont disparaître, et des chaperons vont couronner les contreforts. Les fenêtres des quatre premières travées du bas-côté nord sont toujours en arc brisé, mais néanmoins déjà pourvues d'un remplage Renaissance standard de deux formes en plein cintre surmontées d'un petit oculus (en fait un petit soufflet simplifié). Une telle fenêtre existe également dans le mur occidental du bas-côté nord. Toutes les fenêtres subsistantes du bas-côté nord sont en effet plus étroites que les baies de chevet des bas-côtés, bouchées toutes les deux, et que les baies tournées vers le sud, qui comportent trois formes au lieu de seulement deux. À deux lancettes sont aussi les fenêtres du chevet, en raison de l'étroitesse des pans, et les fenêtres de la courte partie droite de l'abside sont même à lancette unique. Ces fenêtres sont, bien entendu, deux fois plus élevées que les fenêtres des bas-côtés.

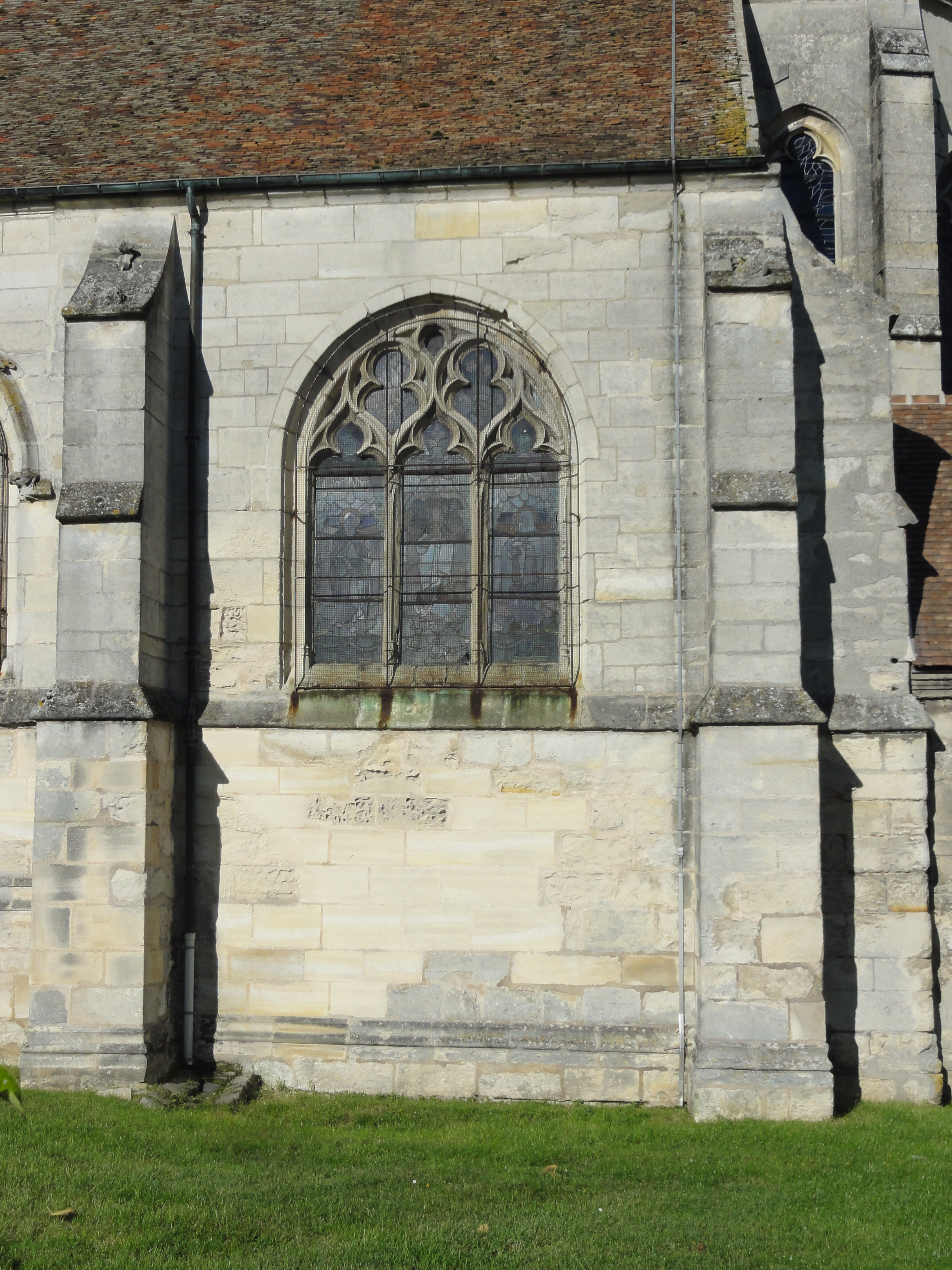
6e travée du bas-côté sud (1re campagne).
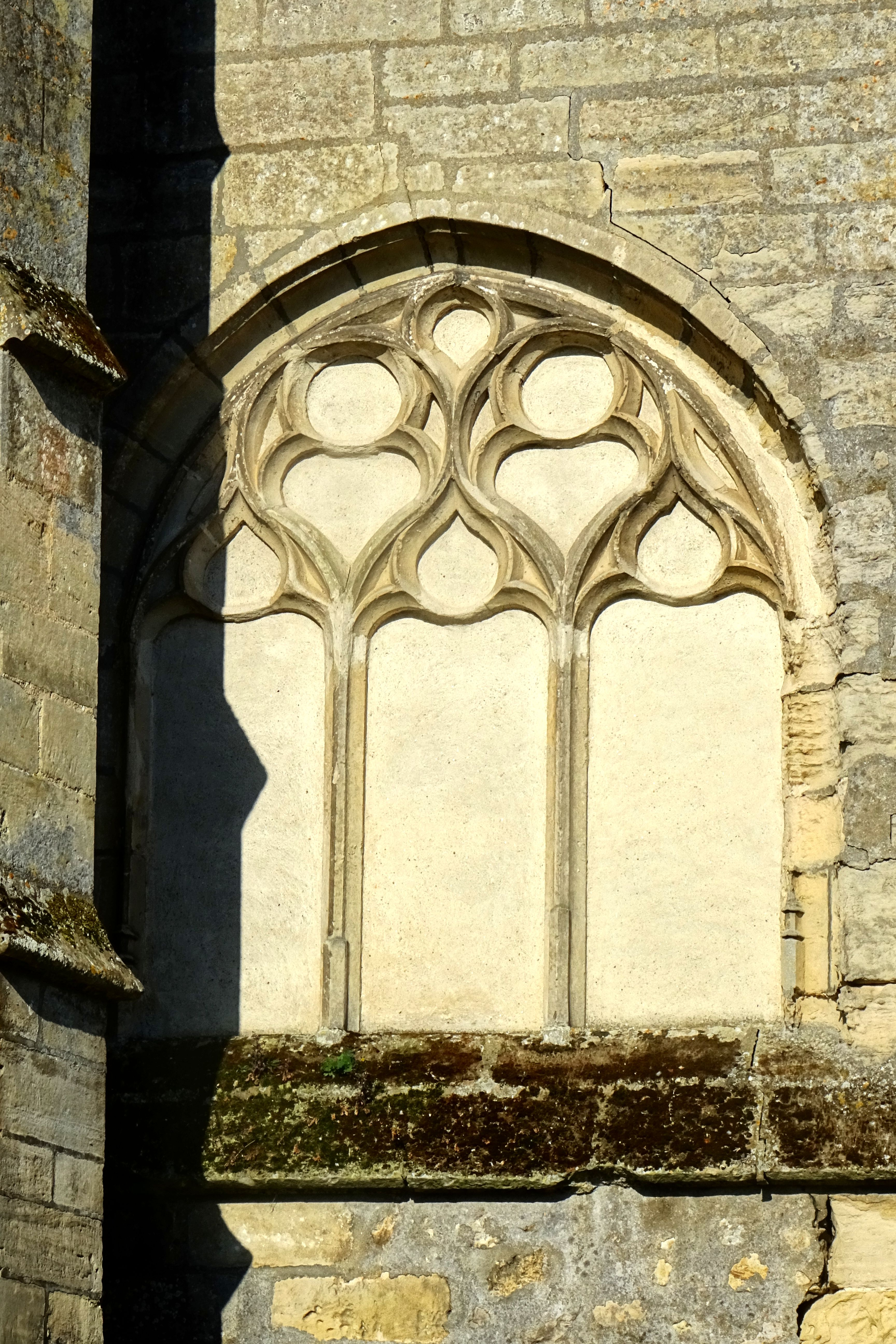
Fenêtre du chevet du bas-côté sud, avec le même remplage (1re campagne).
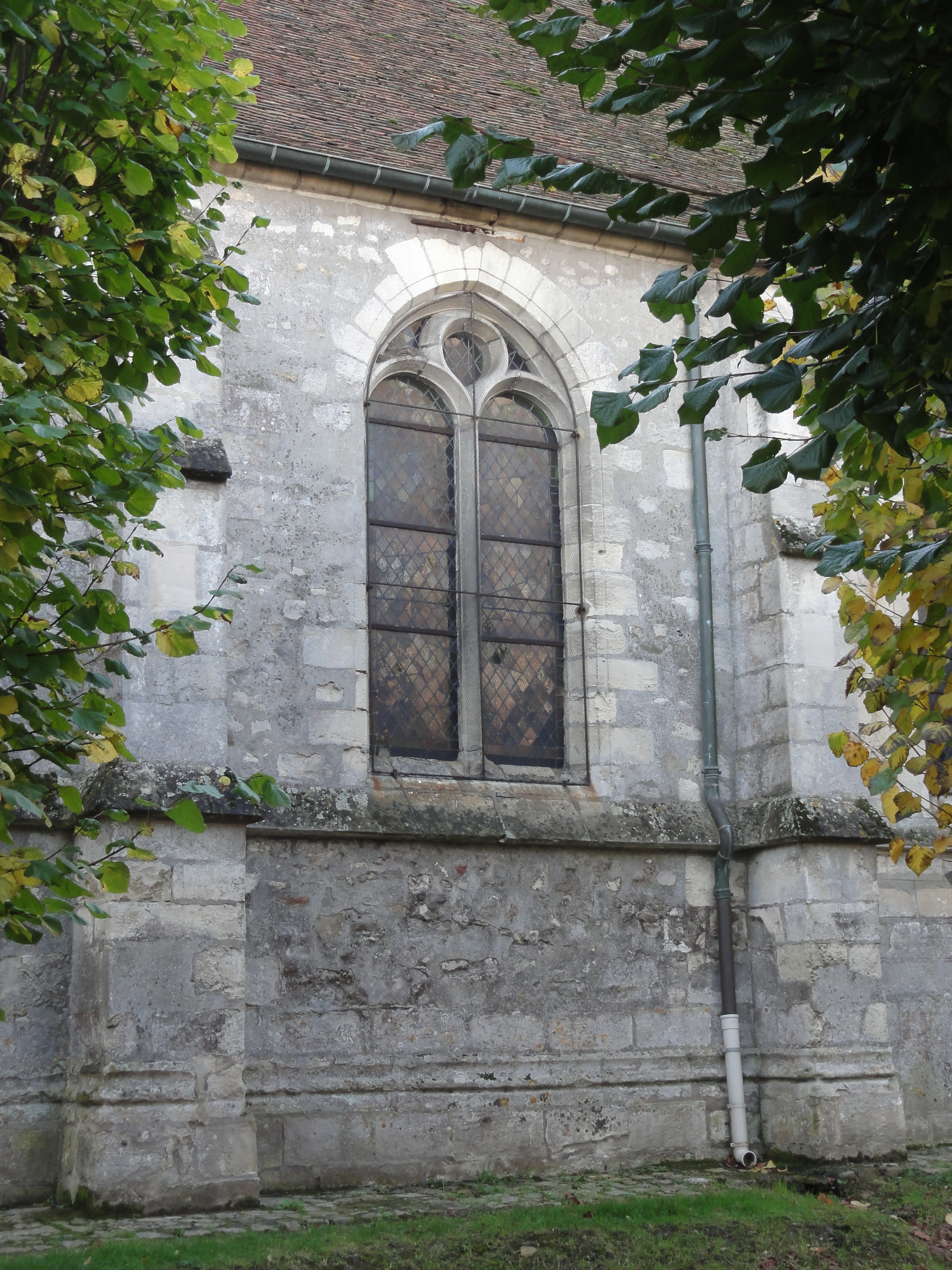
4e travée du bas-côté sud (1re et 3e campagne).
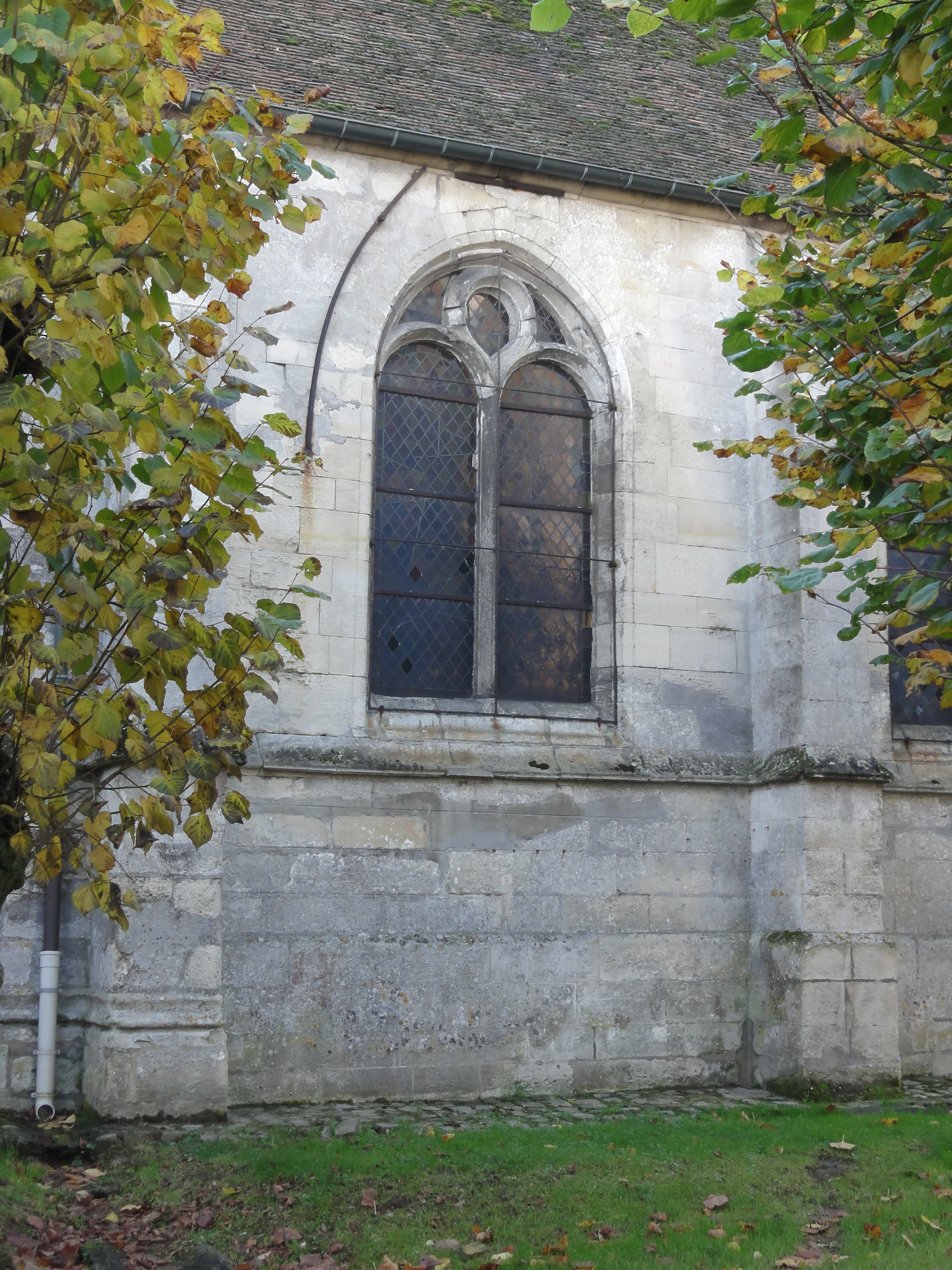
3e travée du bas-côté sud (3e campagne).
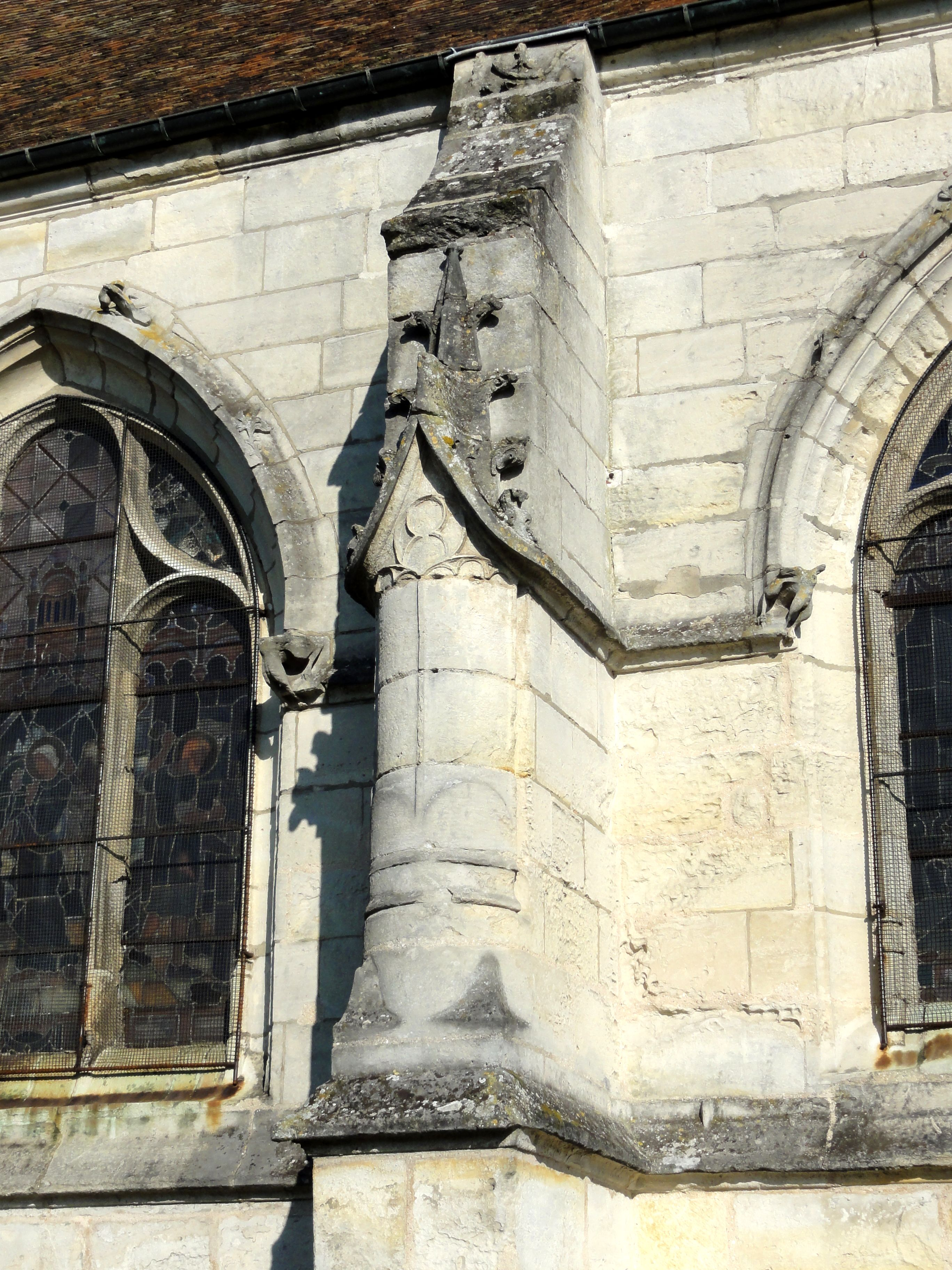
3e à la 5e travée du bas-côté sud, contrefort flamboyant (2e campagne).
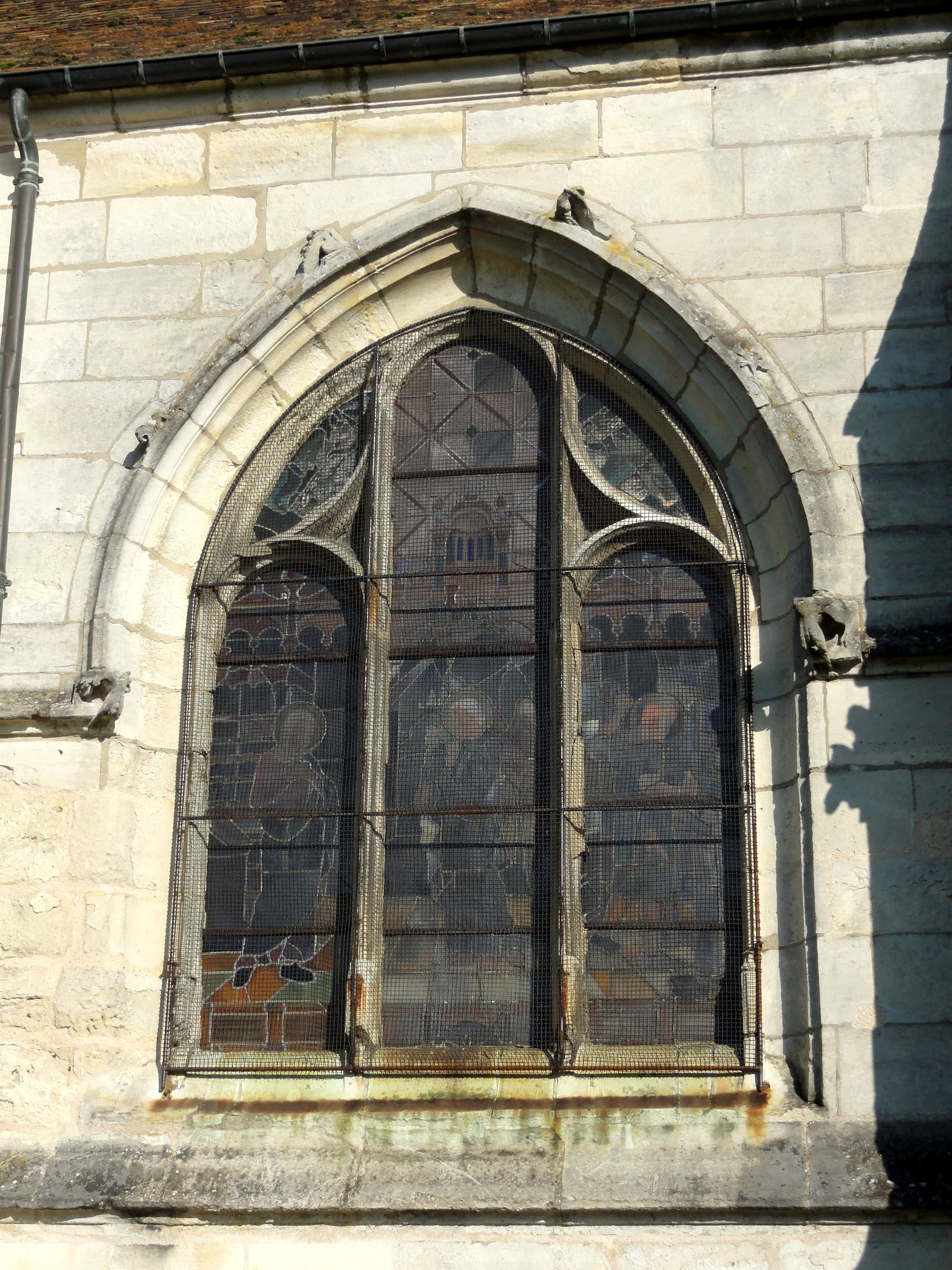
4e travée du bas-côté sud (2e campagne, sauf le remplage).

#### Façade occidentale de la nef et du bas-côté nord

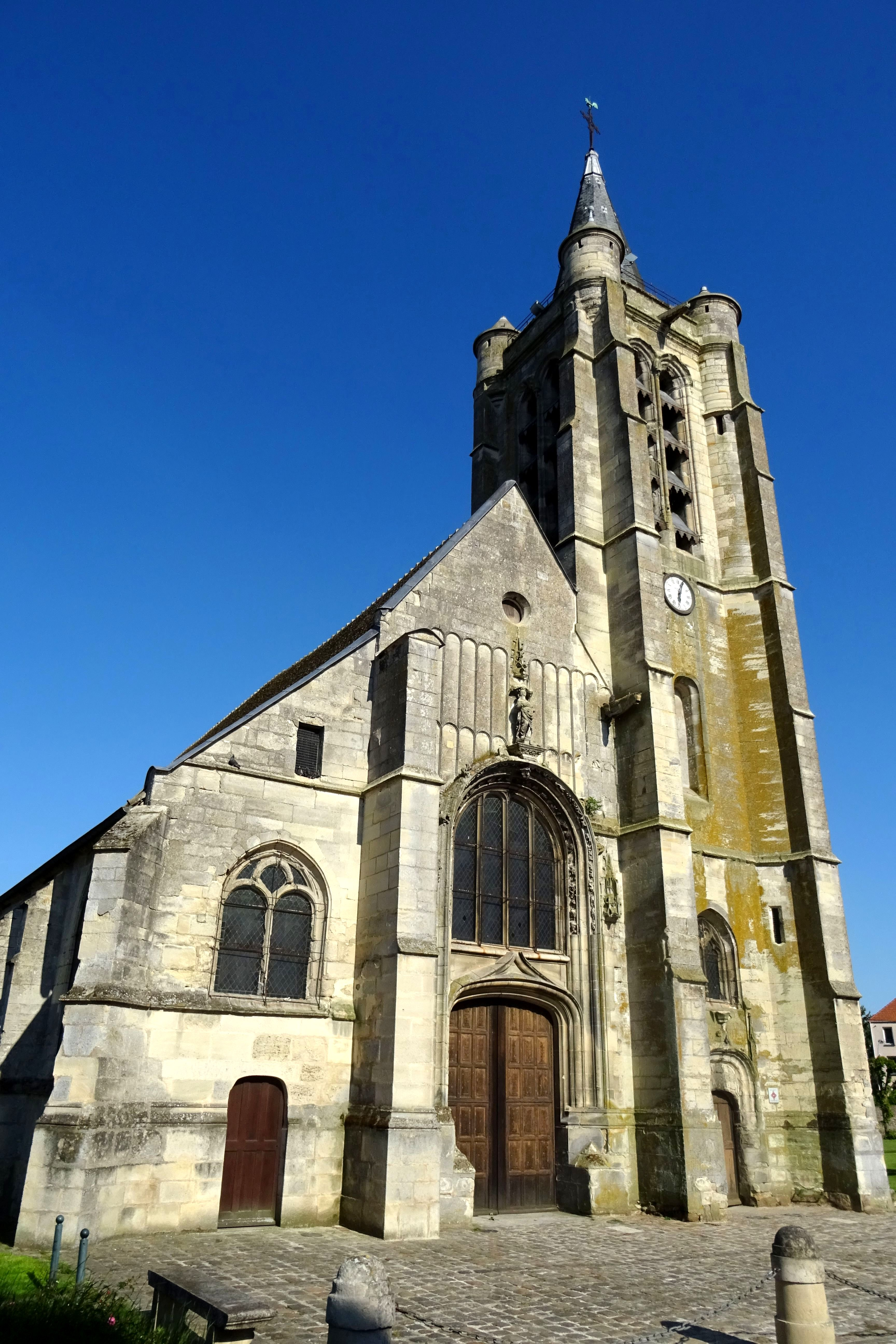
Façade occidentale.

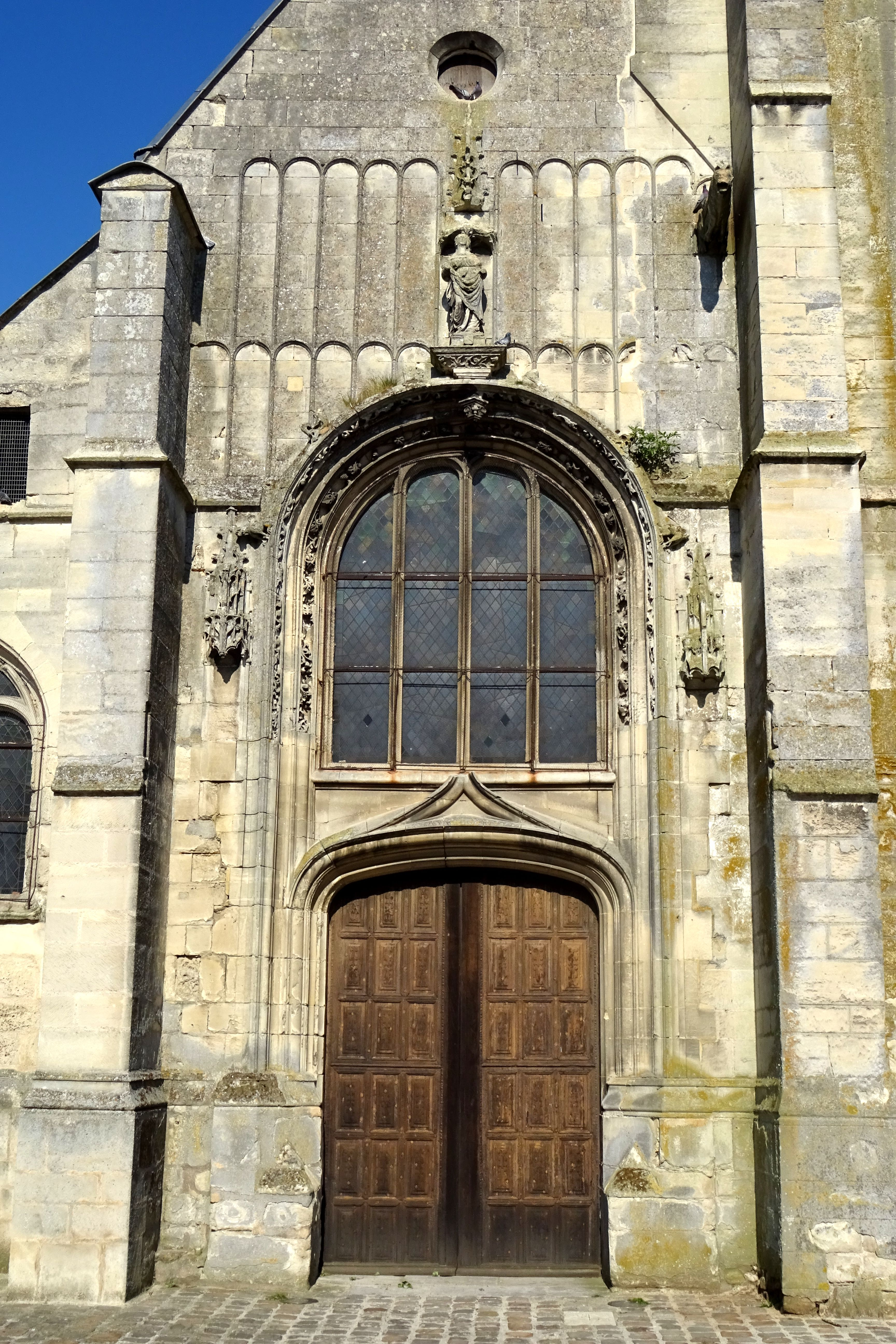
Façade occidentale de la nef.

La façade occidentale de la nef est en grande partie occupée par le portail central et la vaste baie qui le surmonte. Les moulures prismatiques qui entourent l'ensemble portail et fenêtre, montrent que cette dernière peut être considérée comme le tympan surhaussé et ajouré du portail. Le portail, en anse de panier, est séparé de la baie par les moulures de l'archivolte et une accolade dont la simplicité indique un style flamboyant déclinant. Cependant, il ne faut pas accorder trop d'importance à ce détail, car depuis le sol jusqu'en bas de la fenêtre, tous les blocs sculptés ont été remplacés lors de la campagne de restauration de 1884. On voit clairement que les blocs ont été incrustés après coup, car les niveaux des assises ne correspondent pas, et les deux frises de pampres qui entourent le tympan ajouré s'interrompent brusquement au lieu de se continuer jusqu'au soubassement.
La baie est déjà en plein cintre et montre que l'architecte est influencé par la Renaissance, sans toutefois vouloir abandonner le vocabulaire ornemental flamboyant. Le remplage se limite à trois meneaux verticaux, qui esquissent au milieu deux formes en plein cintre. Avec cette simplicité, contrastent les deux frises de pampres logées dans les voussures autour de la fenêtre ; les quatre animaux fantastiques séparés par des feuilles de chou frisées qui animent l'extrados ; et les deux dais gothiques en forme de pinacles finement ciselés situés à gauche et à droite de la baie. Ces dais sont tout ce qui reste de deux niches à statues. Leurs consoles ont disparu, au plus tard, lors de la campagne de restauration mentionnée ci-dessus. Le sommet de l'archivolte est couronné d'une niche à statue toujours à peu près intacte. Un pendentif disposé obliquement en dessous du socle transperce les voussures, ce qui est un trait assez original. Le socle, de plan rectangulaire, est agrémenté de moulures et sculpté d'un rang de feuilles déchiquetées, différentes des formes plus adoucies dans les voussures de la baie. Le dais en forme d'un clocheton plaqué est également d'une facture différente de ses homologues de part et d'autre du tympan ajouré. La partie au-dessus du segment inférieur manque. Le sommet du clocheton bute contre un oculus circulaire, aujourd'hui bouché par des lattes de bois, qui servait jadis à l'aération des combles de la nef.
La statue d'une sainte occupe toujours la niche. Aucun auteur ne s'est prononcé sur son identité. Elle entre à peine dans la niche, et ses mains ont été abattues. Le visage est aussi méconnaissable. Mais l'œuvre séduit toujours par l'élégance et la complexité des drapés. Le mur à gauche et à droite de la statue est animé par deux niveaux d'arcatures plaquées en plein cintre, qui sont une réminiscence des réseaux plaqués de la période flamboyante, comme en peut en voir sur l'église Saint-Justin de Louvres. Ces réseaux se composent typiquement d'arcatures trilobées. À la Renaissance, ils disparaissent complètement, et la façade de Survilliers est donc bien singulière par son interprétation Renaissance d'un procédé de décoration gothique. Cette façade est en tout cas de quelques décennies postérieure au clocher, et aussi postérieure aux parties flamboyantes de la troisième à la quatrième travée du bas-côté sud, où seul le remplage des fenêtres présage la Renaissance, alors que les fenêtres elles-mêmes sont en arc brisé. L'on ne trouve aucun exemple comparable dans la région.
Si l'ensemble de la façade occidentale de la nef, du bas-côté nord et du clocher est parcouru par une même plinthe moulurée à la limite du soubassement, l'homogénéité n'est pas totale. Le grand tympan ajouré du portail central est en plein cintre, mais les baies du bas-côté nord et du clocher sont en tiers-point. Celle du bas-côté nord est néanmoins pourvue d'un remplage de deux arcatures en plein cintre surmontées d'un oculus, caractéristique de la Renaissance, et analogue au quatre premières baies du côté nord. Sur la façade du bas-côté nord, le premier élément de scansion, en l'occurrence un larmier à la limite de l'allège, se situe plus bas que le premier niveau de larmiers des contreforts de la façade de la nef et du clocher. L'allège est percée d'une modeste porte en anse de panier destinée à desservir directement la chapelle des fonts baptismaux qui se situe juste derrière. Elle était bouchée jusqu'à une campagne de restauration fin 1992. Un unique contrefort oblique épaule l'angle nord-ouest de l'édifice. Il s'arrête bien en dessous du deuxième niveau de larmiers, qui concerne, cette fois-ci, les trois parties de la façade. Curieusement, ce larmier se situe une assise au-dessus de la naissance du demi-pignon du bas-côté sud. Ce n'est pas la seule marque d'improvisation du concepteur de la façade : on note aussi que le larmier ne se situe pas à la hauteur des impostes de la grande baie centrale, ce qui aurait été plus esthétique, mais deux assises au-dessus. Une autre anomalie est la faible saillie du contrefort nord du clocher devant le pignon de la nef, qui se termine par une ligne à 45°. La partie inférieure du contrefort a donc du être remaniée afin de permettre le déploiement du décor d'arcatures plaquées du pignon. Les traces de ce remaniement sont par ailleurs bien visible. En dessous de la ligne oblique, une gargouille sous la forme d'une chimère permet d'évacuer les eaux pluviales du versant sud du toit de la nef, et plus particulièrement de la noue entre la nef et le clocher.

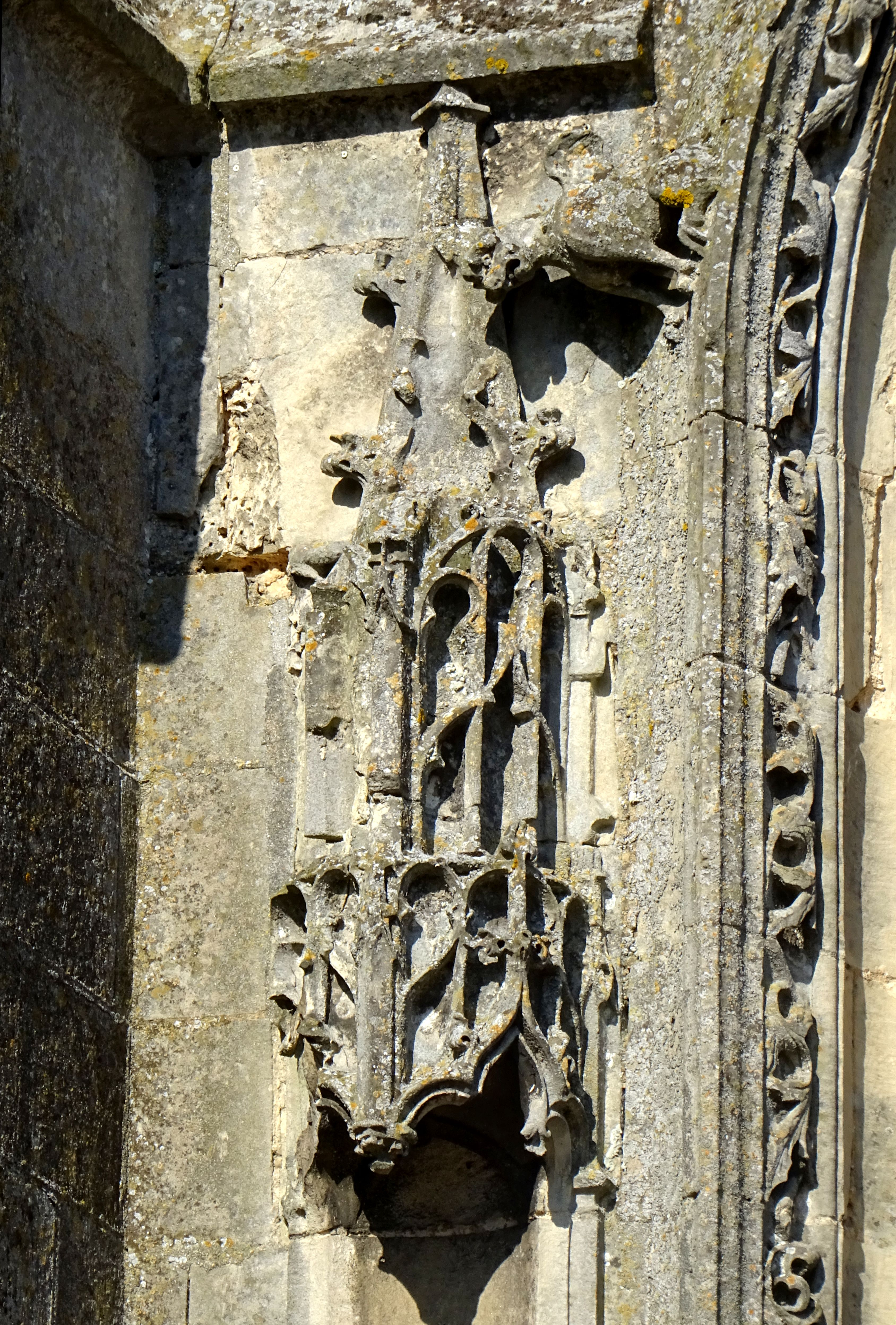
Dais et chimère à gauche du portail.
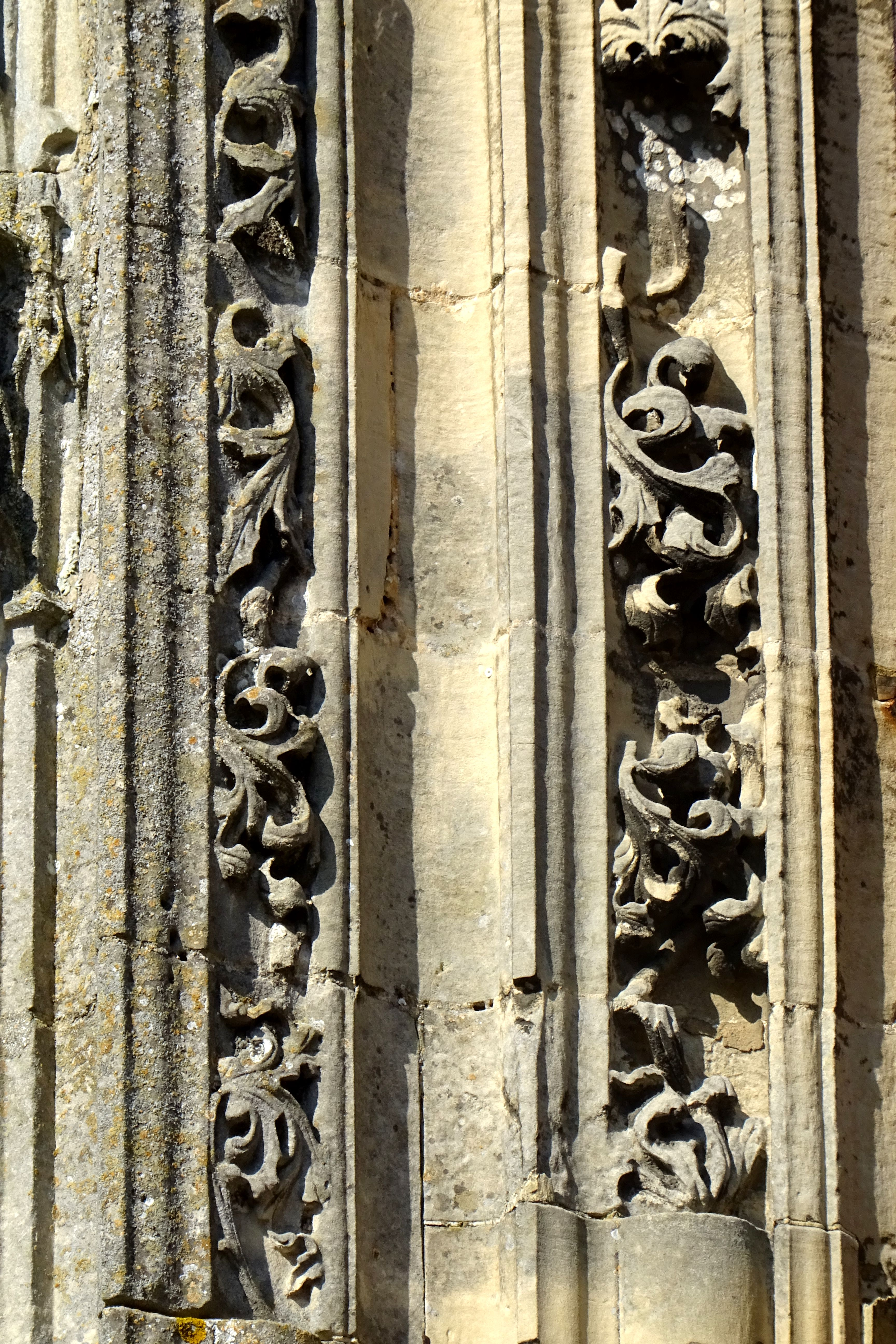
Frises de pampres à gauche du portail.
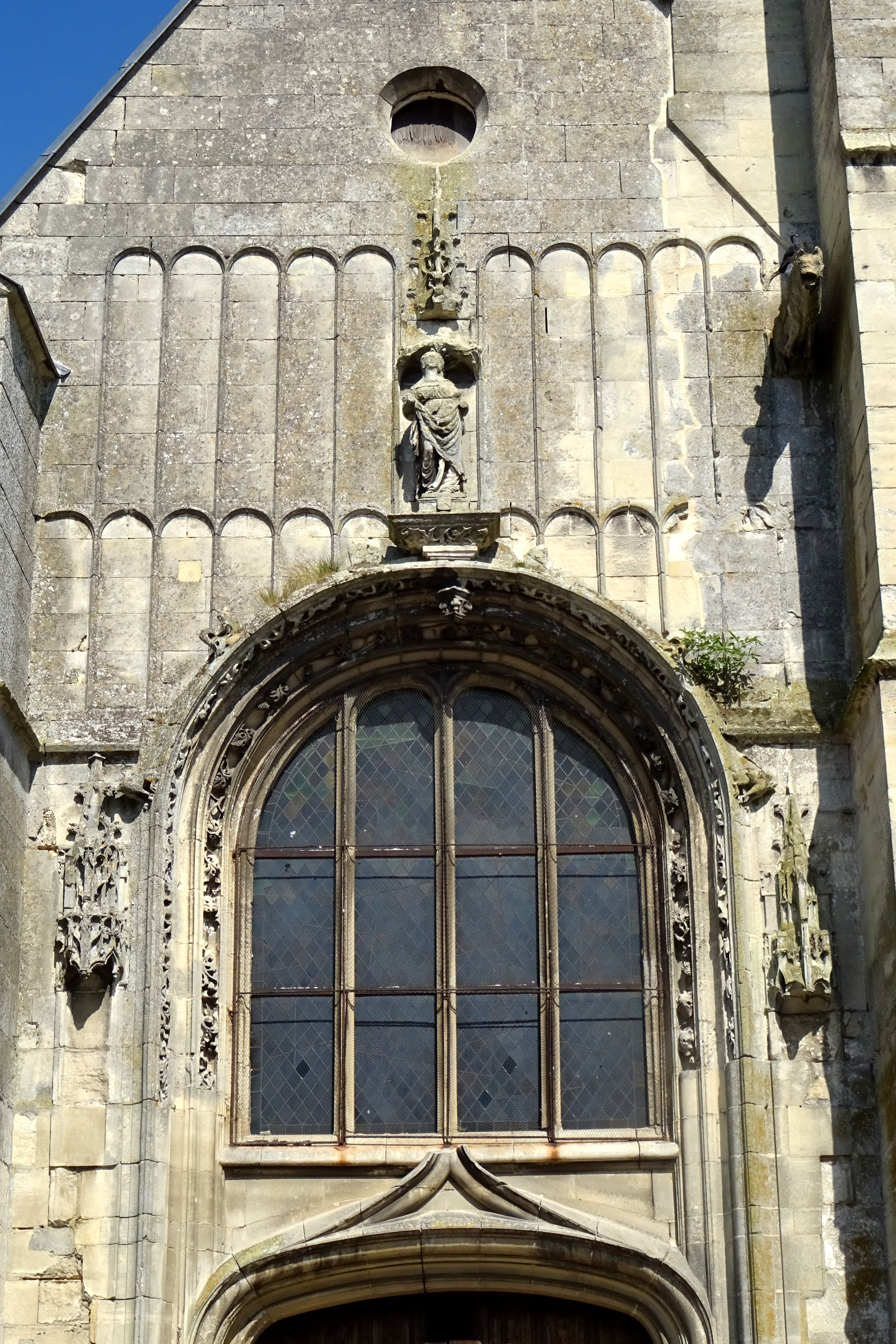
Fenêtre haute ou tympan ajouré du portail.
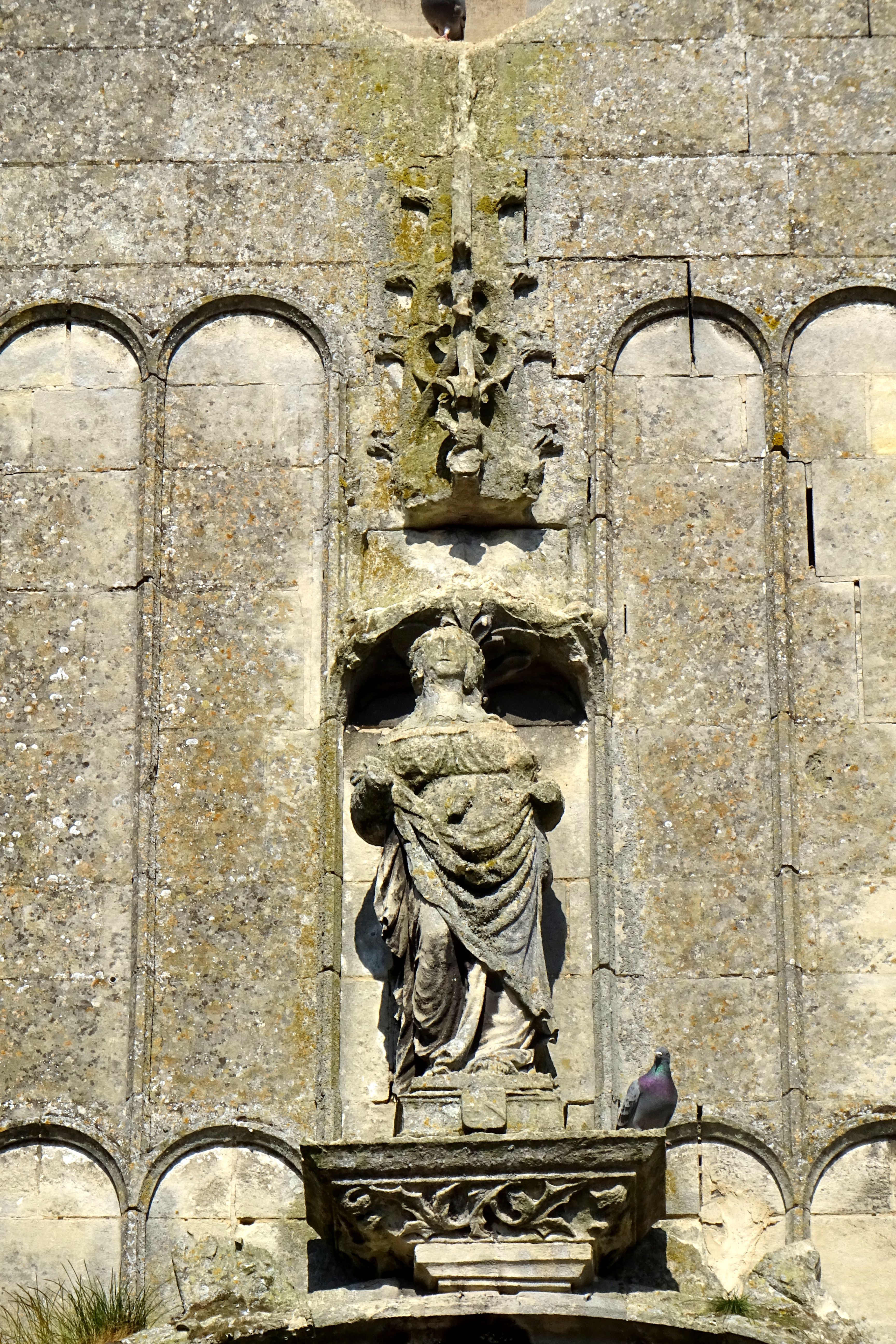
Statue non identifiée.
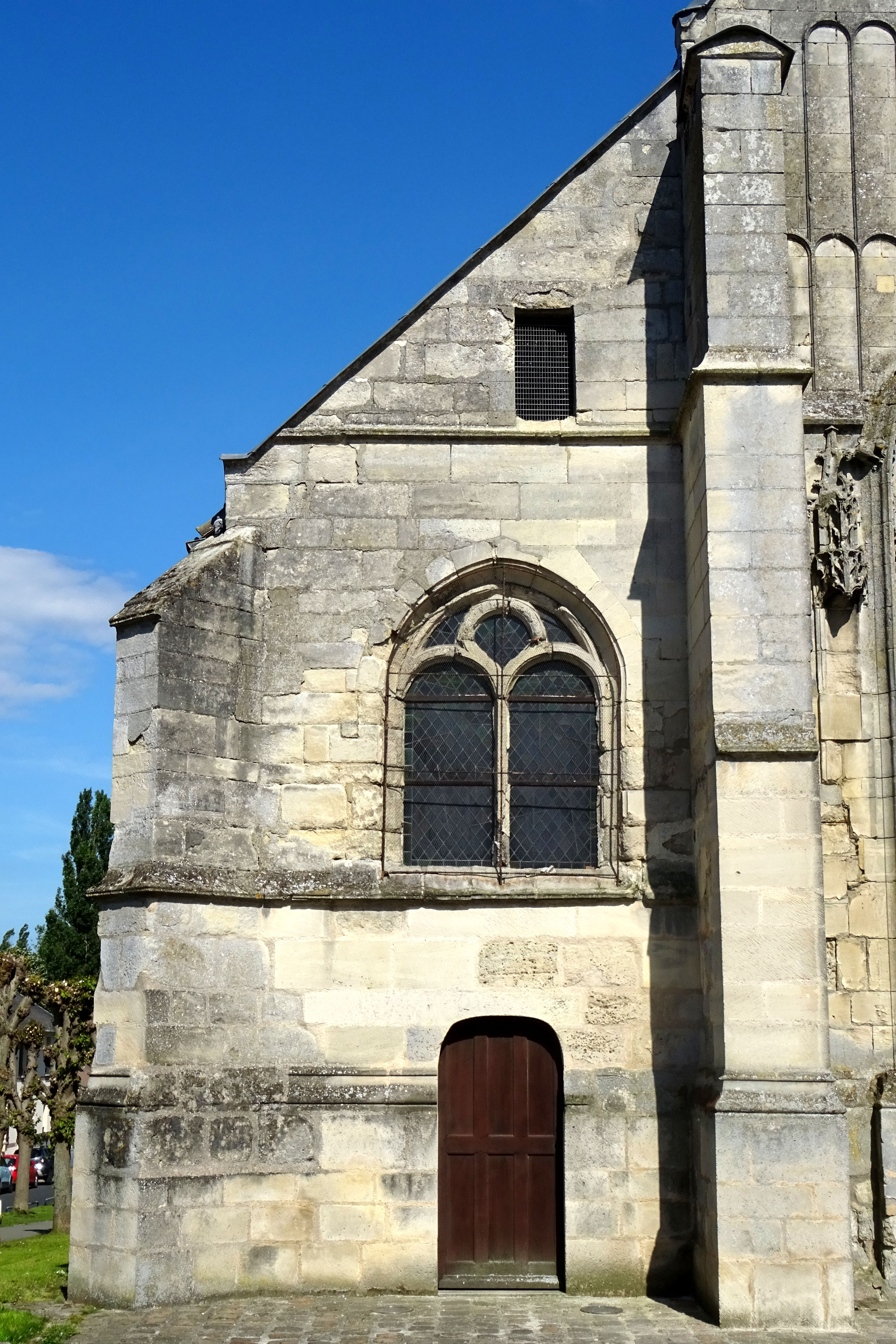
Façade occidentale du bas-côté nord.
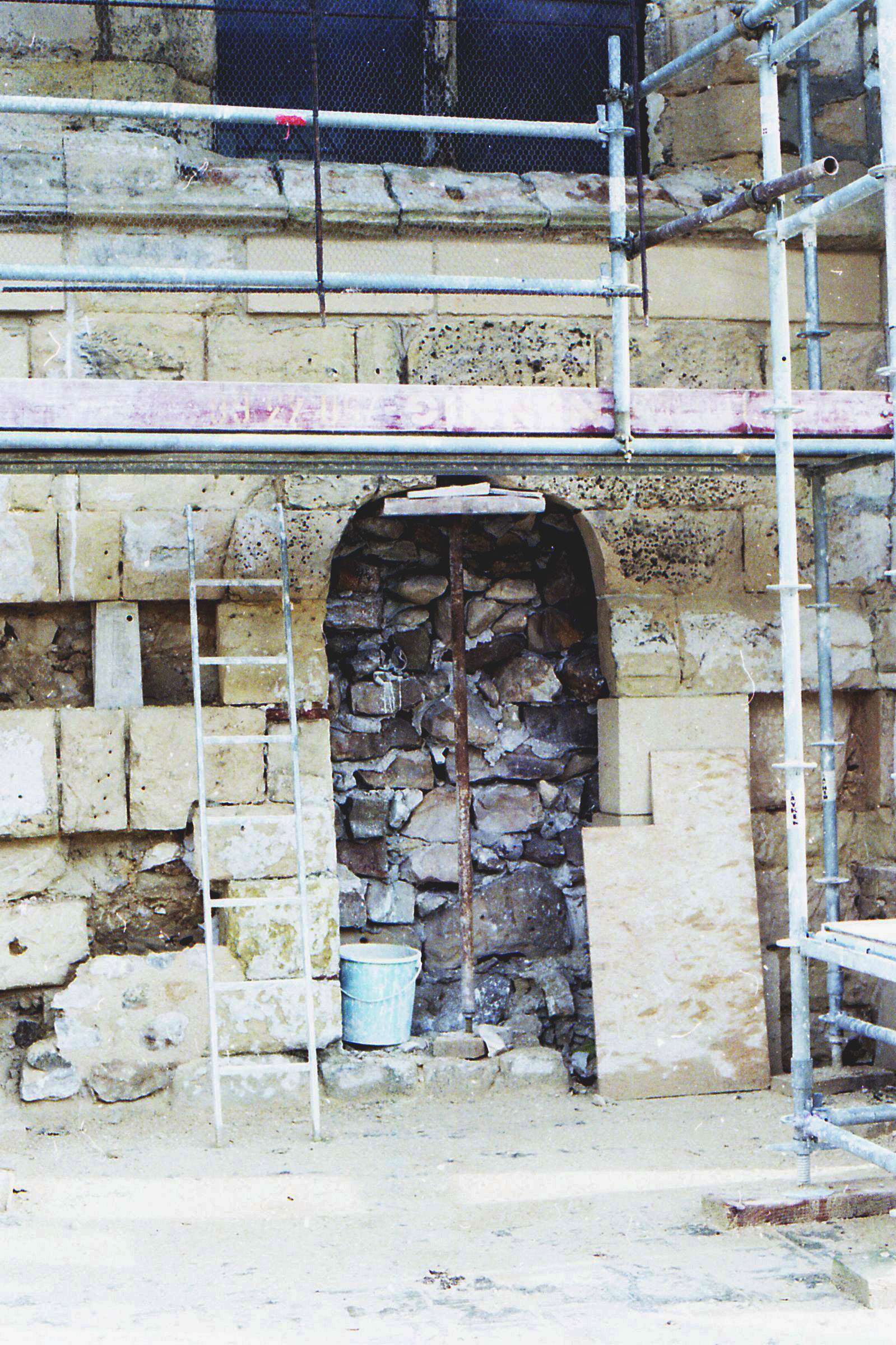
Restitution de la porte du bas-côté nord, fin 1992.

#### Clocher

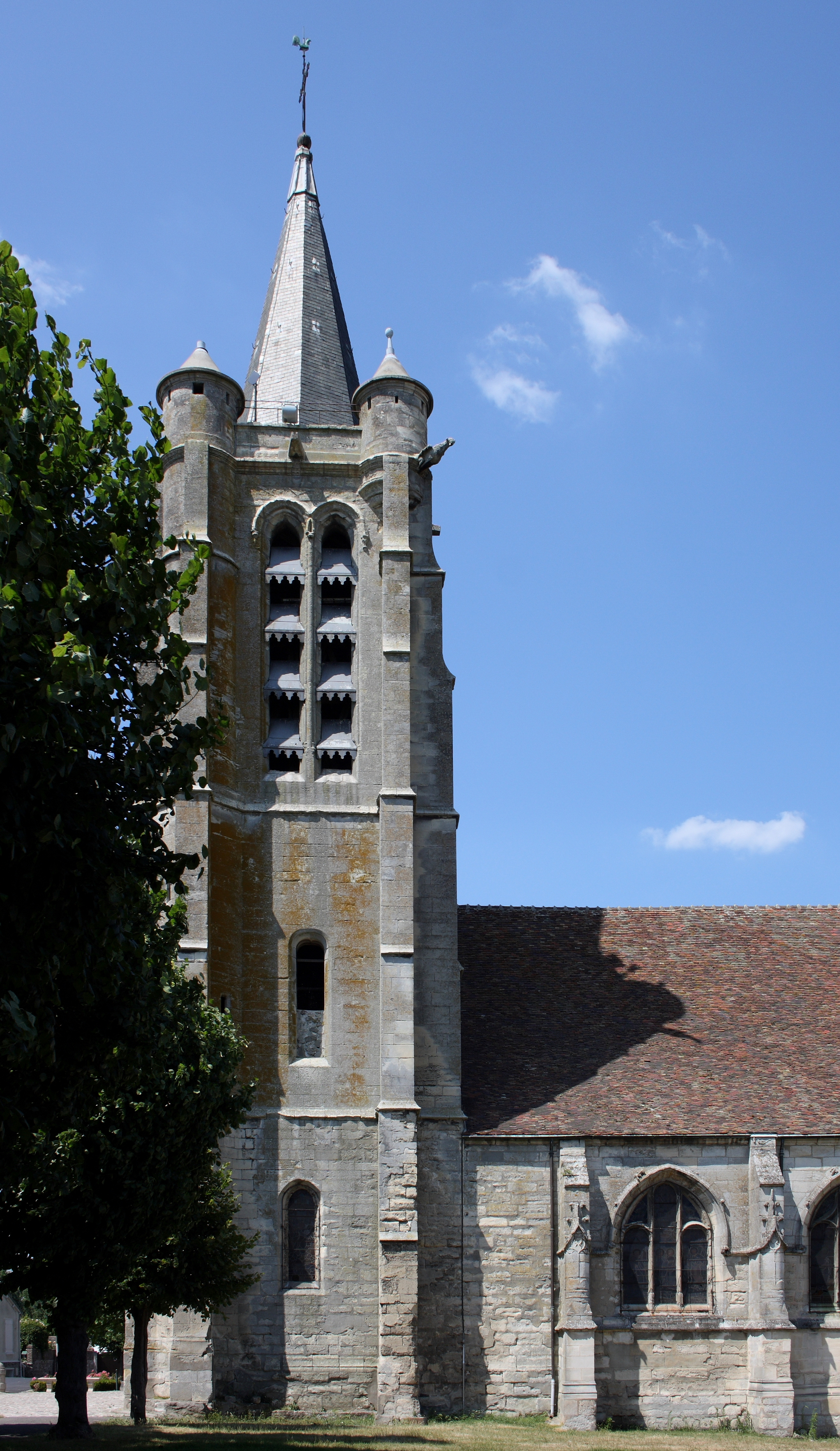
Clocher, côté sud.

Le clocher est scandé horizontalement par deux niveaux de glacis formant larmiers, qui marquent la limite entre le rez-de-chaussée et le premier étage, et entre celui-ci et l'étage de beffroi. Un bandeau mouluré d'un profil plus complexe est réservé au sommet de l'étage de beffroi. Le rez-de-chaussée comporte une porte en anse de panier surmontée d'une fenêtre en tiers-point au remplage de deux lancettes côté ouest, déjà mentionnées, et une fenêtre en arc brisé assez étroite côté sud. L'étage est percé d'une fenêtre en anse de panier entourée de moulures prismatiques à l'ouest, aujourd'hui bouchée, et d'une fenêtre identique côté sud. L'étage de beffroi est ajouré de deux baies abat-son géminées par face, qui sont décorées d'un bandeau mouluré retombant sur des culs-de-lampe. Les trumeaux sont garnis d'une colonnette appareillée, dernière concession aux clochers gothiques classiques de la région. Chaque angle de la tour est épaulé par deux contreforts orthogonaux, qui présentent, au milieu des deux premiers niveaux, un larmier sur leur face extérieure. L'étage de beffroi étant plus élevé, les larmiers se situent ici à un tiers de la hauteur. À deux tiers de la hauteur, l'on trouve des larmiers accompagné d'une retraite. Sinon, glacis et larmiers sont analogues aux parties de l'église appartenant à la première campagne de construction. Les deux contreforts à l'angle sud-ouest dissimulent une tourelle d'escalier ronde, qui contribue en même temps à la solidité de la tour. D'après Arnaud de Saint-Salvy, elle contient cent-trente-quatre marches. La tourelle d'escalier se termine par une échauguette au niveau de la plate-forme au sommet de la tour, qui est délimitée par un simple mur et non par une balustrade.

Disposition exceptionnelle, des échauguettes en encorbellement existent aussi aux trois autres extrémités de la plate-forme. Elles sont coiffées par des toits en poivrière. Il n'y a aucun exemple de clochers avec plusieurs échauguettes dans la région. Parmi les clochers flamboyants dans la région, que l'on trouve par exemple à Béthisy-Saint-Pierre, Boran-sur-Oise, Feigneux, Hérouville, Marquemont, Méry-sur-Oise, Montagny-Sainte-Félicité, Pontoise (cathédrale Saint-Maclou), Précy-sur-Oise, Venette, Verneuil-en-Halatte, Versigny, seul Feigneux présente des aménagements à vocation défensive ; il s'agit ici d'une salle de garde percée d'étroites ouvertures. La position de l'église de Survilliers à la limite du village rend plausible une vocation de tour de guet, mais la construction pendant une longue période de paix permet de douter d'une vocation défensive réelle. En dépit de son aspect militaire et de son austérité, le clocher de Survilliers est bien équilibré et se distingue par l'harmonie de ses formes. Il paraît conçu et bâti d'un seul jet. La quasi-absence d'ornementation peut surprendre, mais cadre avec le chœur de l'église et ne constitue pas une exception. Moins courant est la flèche octogonale en charpente et couverte d'ardoise : des flèches en pierre sont plus courantes à l'époque. Elles paraissent souvent trop maigres par rapport aux tours, ce qui est aussi le cas à Survilliers.

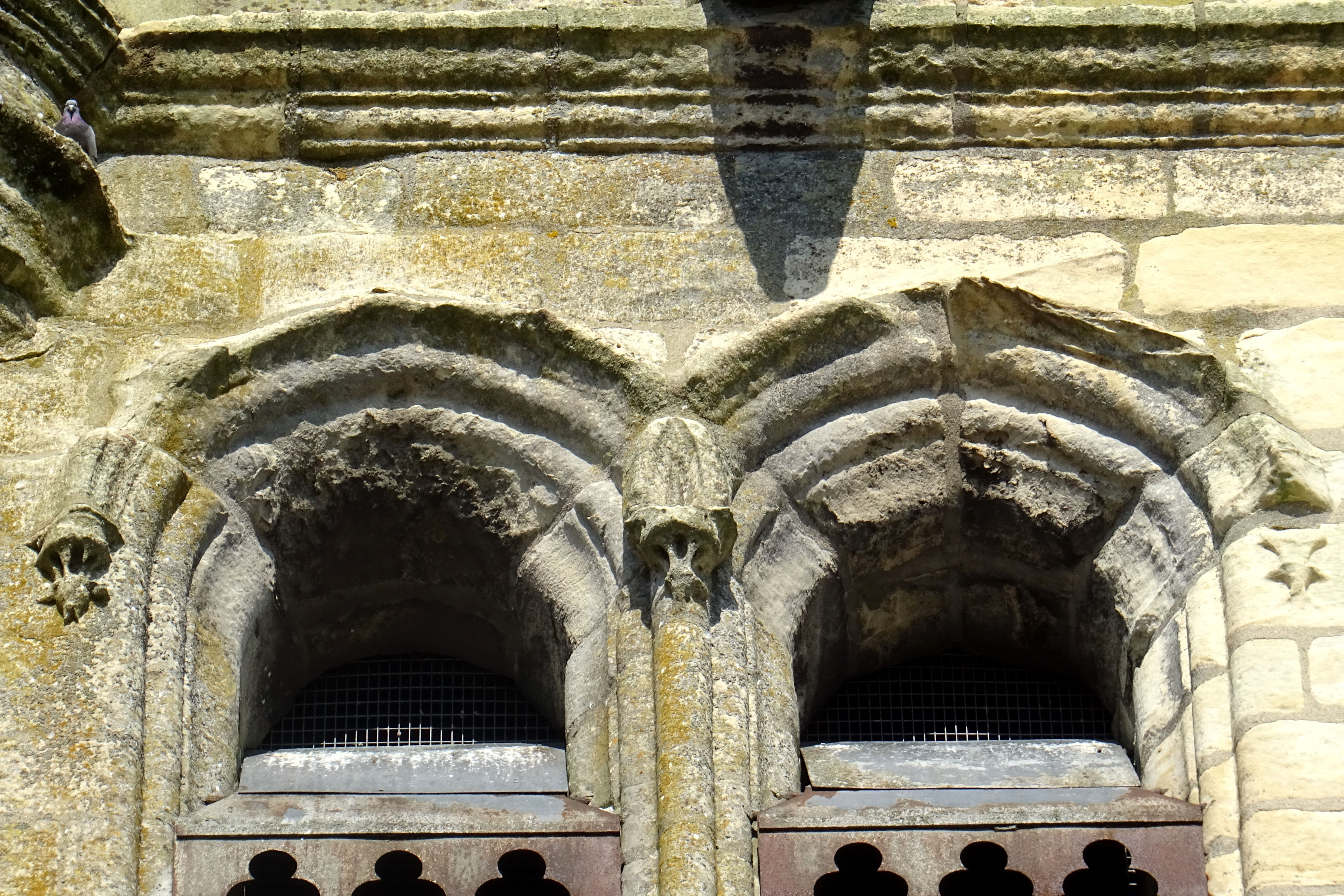
Clocher, étage de beffroi, archivoltes des baies.
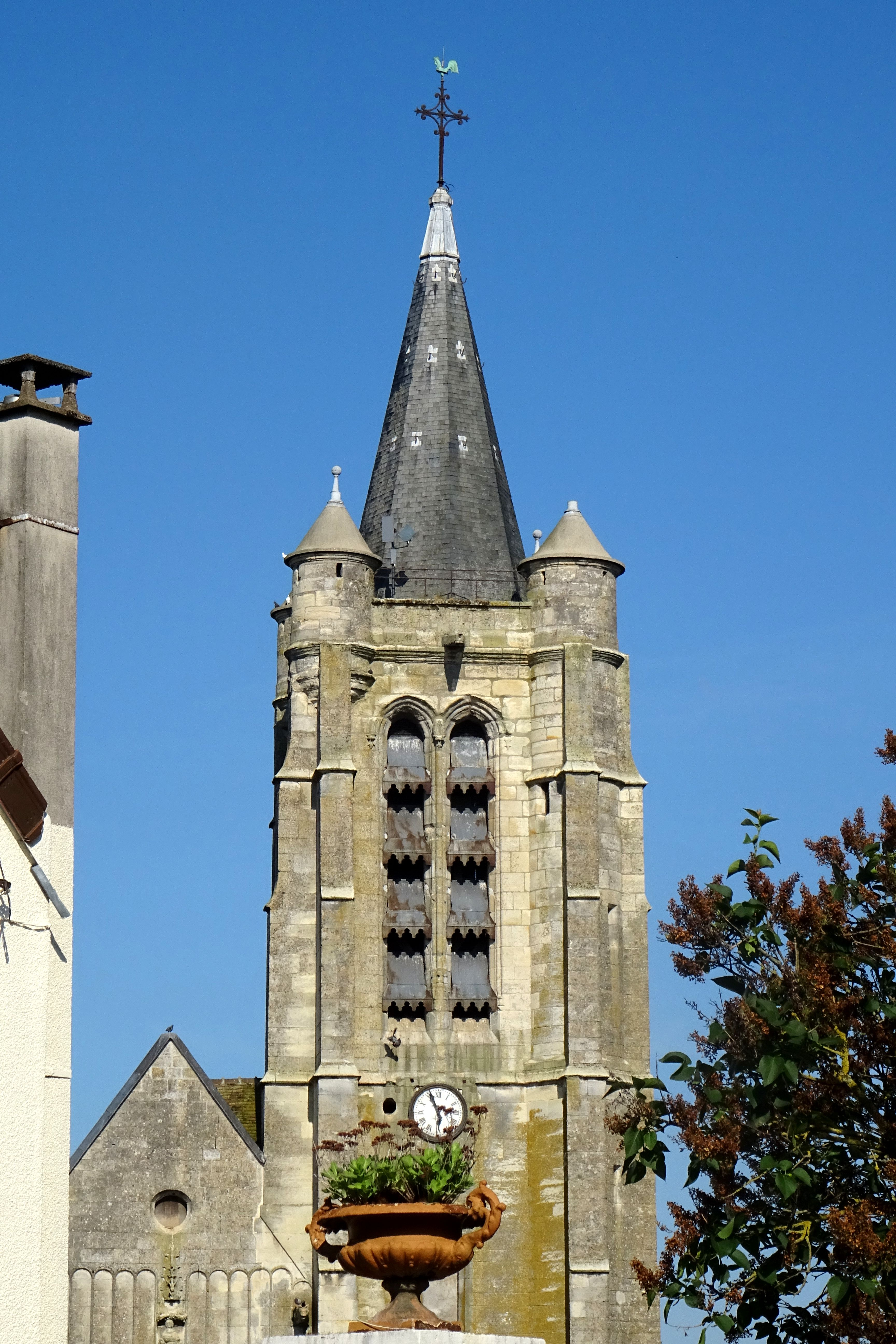
Clocher, parties hautes, vue depuis l'ouest.
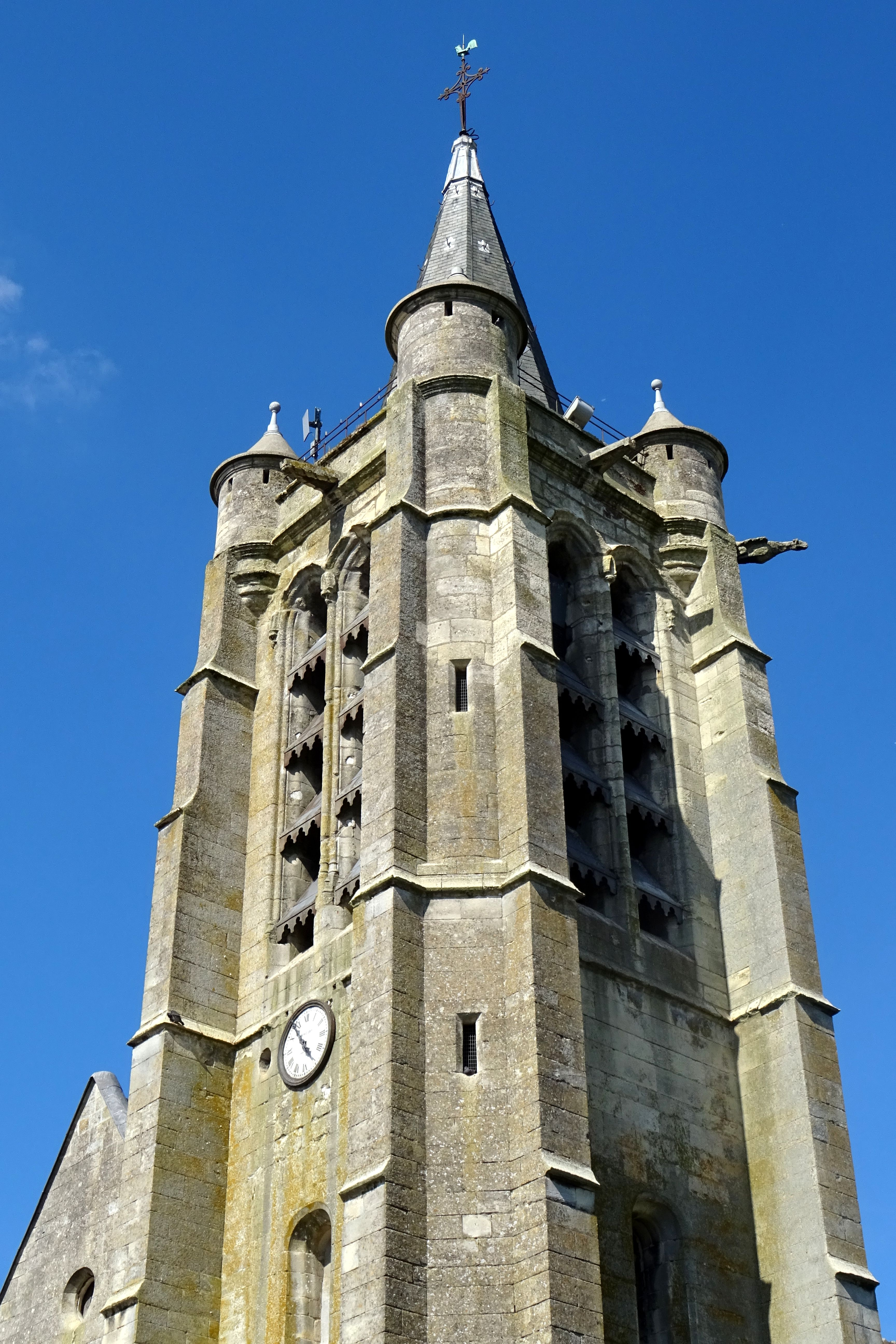
Clocher, parties hautes, vue depuis le sud-ouest.
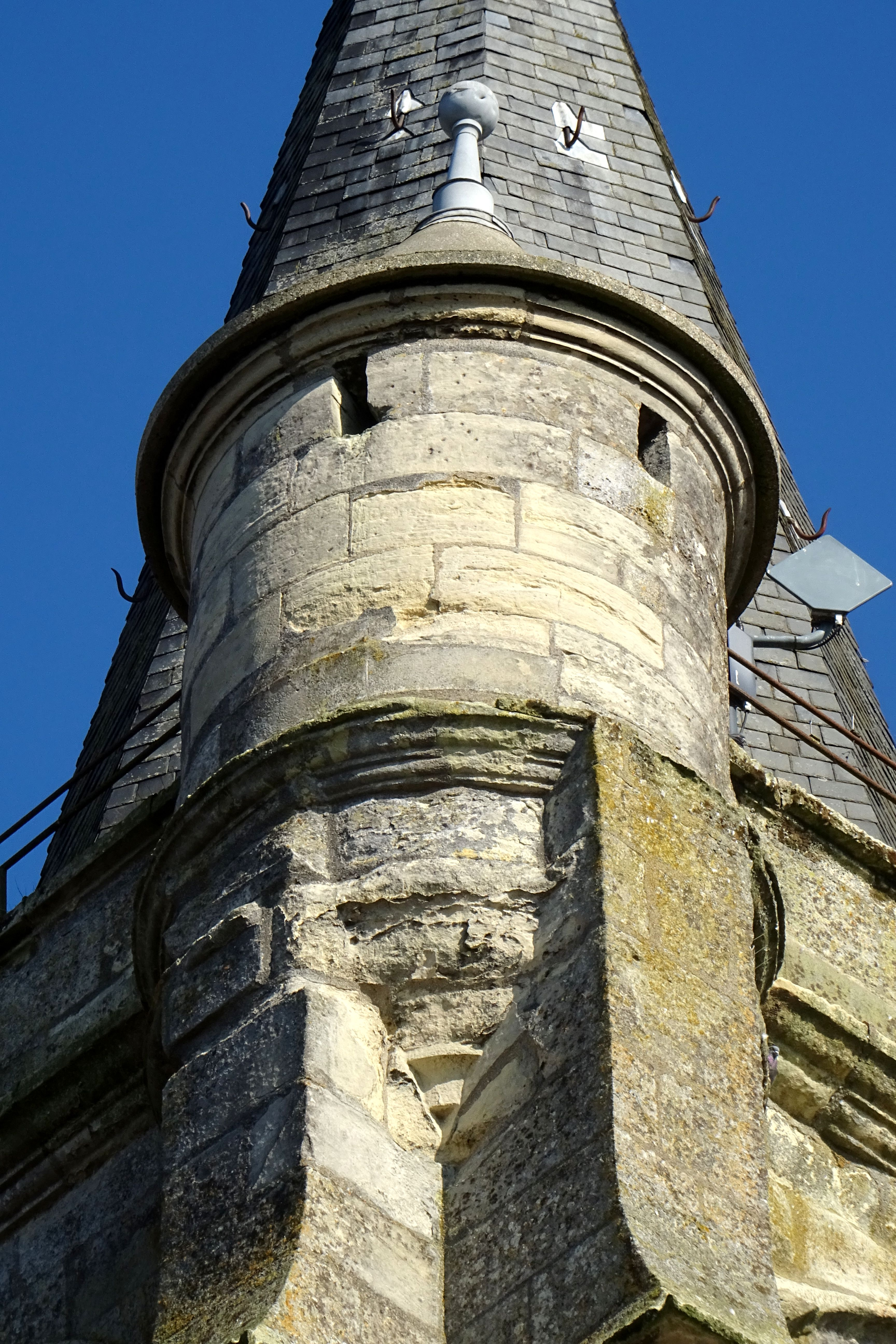
Clocher, échauguette de l'angle nord-ouest.
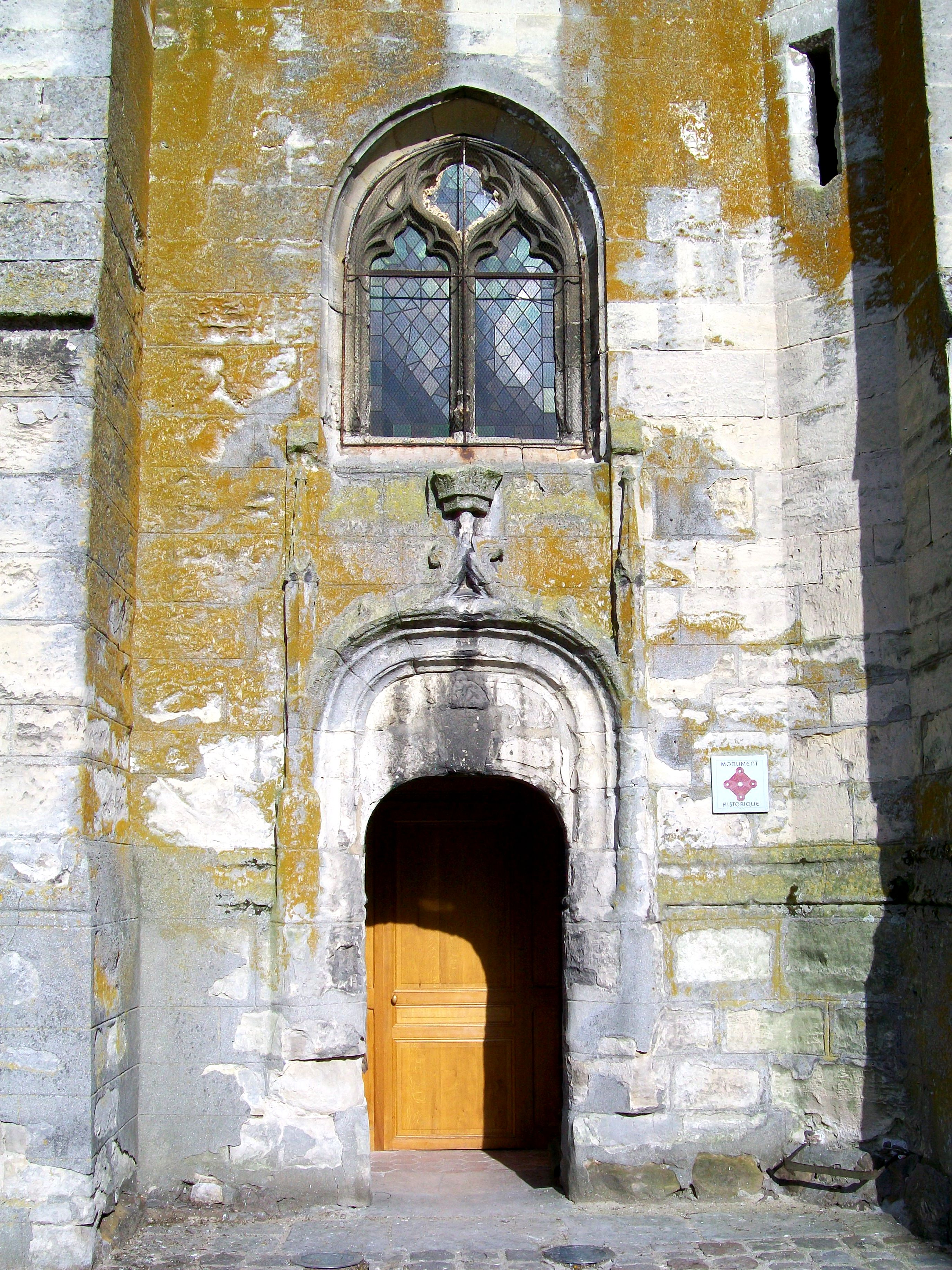
Mur occidental du clocher - bas-côté sud.
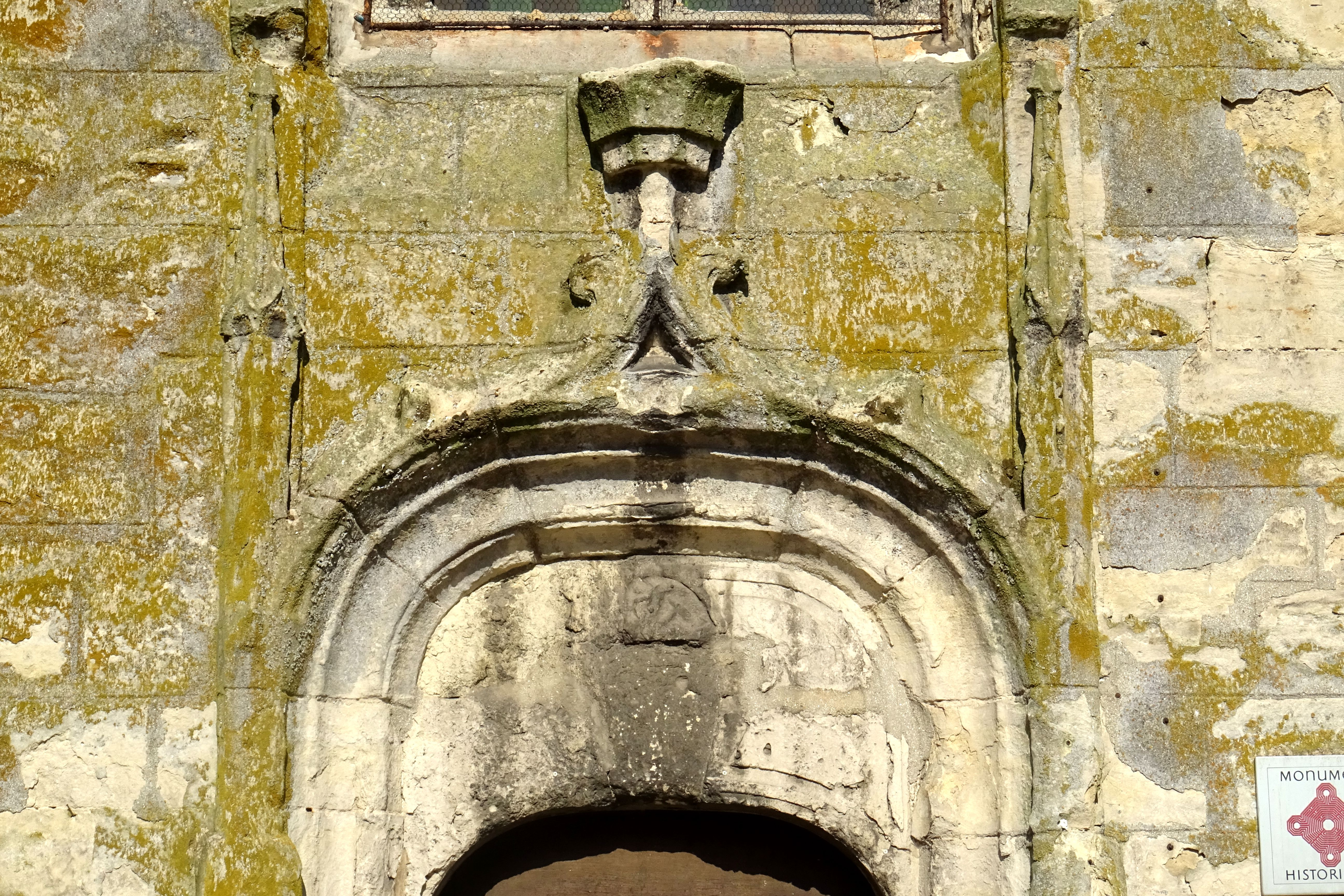
Archivolte de la porte du clocher.

### Intérieur

#### Bas-côté sud

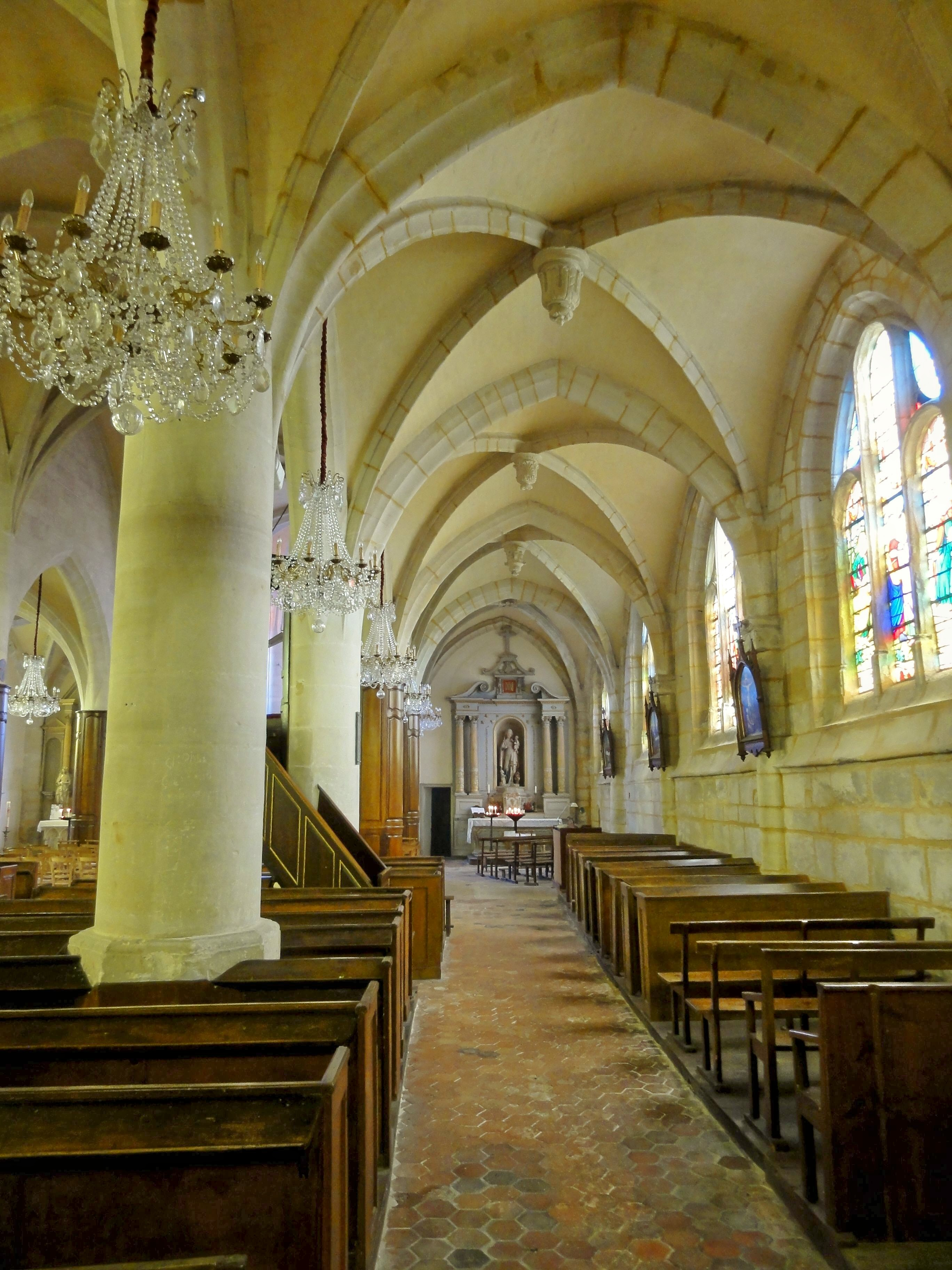
Bas-côté sud, vue vers l'est.

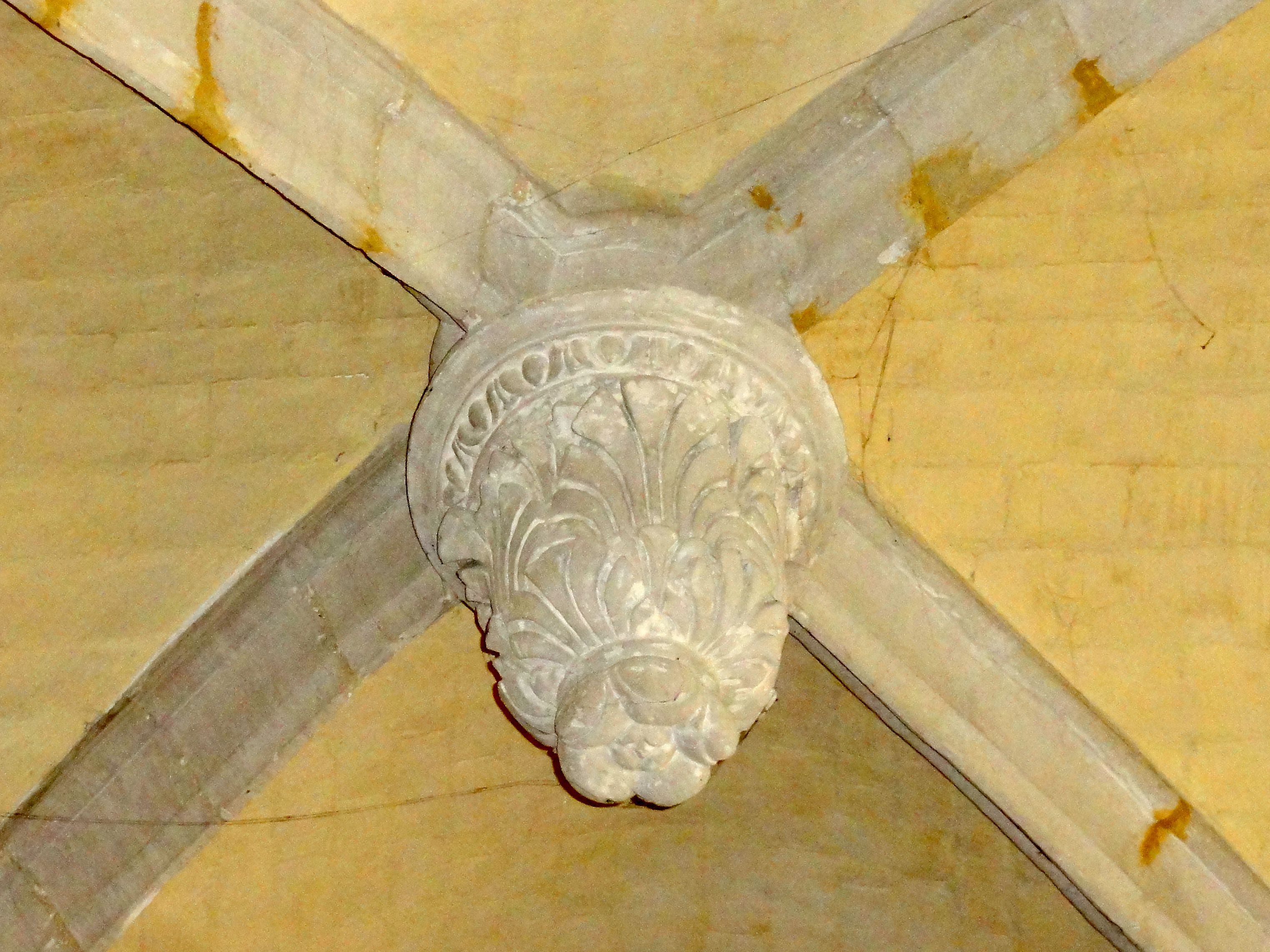
Clé de voûte de la 4e travée.

La base du clocher est à rattacher au bas-côté sud. La trou de cloches de sa voûte a été bouchée, et remplacé par un petit trou pour passer la corde, aujourd'hui sans usage. Au nord-est, le clocher repose sur une grosse pile octogonale aux angles arrondis, évoquant ainsi l'esthétique des piliers ondulés de la période flamboyante, qui ne se rencontrent toutefois pas à Survilliers sauf sous la forme de piliers engagés dans les murs. Les grandes arcades reposent en effet sur des piliers monocylindriques appareillés en tambour, dans lesquels se fondent les arcades, ogives et doubleaux. Les deux derniers piliers sont habillés de boiseries depuis le XVIIIe siècle. Pas plus que les piliers ondulés, les profils prismatiques complexes n'ont pas eu l'approbation des architectes de l'église. Les arcades ont un profil arrondi d'un gros tore non dégagé entre deux gorges délimitées par des arêtes saillantes, ce qui est un profil fréquent pour les piliers ondulés mais non pour les arcades. Les doubleaux sont analogues, mais plus minces, sauf bien entendu entre la base du clocher et la demi-travée adjacente, qui est aveugle. Les ogives sont d'un profil aigu et très étroit, et les formerets sont d'un profil aplati incertain, à caractère purement fonctionnel.
L'on ne constate aucune rupture entre la cinquième et la sixième travée, au moins pas sur le plan des voûtes et des arcades. Il en va autrement des clés de voûte, qui dans la seconde à la cinquième travée, sont pendantes et décorées de rais de cœur, de feuillages, de cannelures et de pommes de pin. Ces clés de voûte sont représentatives de la Renaissance, qui est aussi présente avec trois petits chapiteaux engagés au niveau du second, du troisième et du quatrième doubleau. Ces chapiteaux sont malheureusement en partie cachés par les stations du chemin de Croix du XIXe siècle, qu'il aurait suffi d'accrocher quelques centimètres plus bas, et en mauvais état, sans doute rongés par l'humidité à l'époque que le bas-côté n'était pas encore restauré. Ils sont inspirés du chapiteau corinthien, mais interprètent librement leurs modèles antiques et témoignent de la fantaisie de leur sculpteur. Ces chapiteaux et clés de voûte de la Renaissance sont présents justement dans les travées qui affichent le style flamboyant le plus caractérisé à l'extérieur, ce qui parle en faveur de l'hypothèse d'une interruption du chantier pendant plusieurs décennies, et un achèvement près du milieu du XVIe siècle, quand la Renaissance entre pleinement en pays de France avec le château d'Écouen. Dans la sixième travée sans doute achevée en 1493 ou un peu avant, la clé de voûte est une rosace de feuillages d'une grande plasticité et d'une sculpture très naturaliste.
Quant au mur extérieur, il est agrémenté d'un bandeau mouluré au niveau du seuil des fenêtres, et l'on remarque le tracé très irrégulier de l'arc de plusieurs parmi elles, ainsi qu'un mauvais positionnement des arcs des fenêtres par rapport aux formerets, ce qui indique peut-être que des maçons de village inexpérimentés en la matière de l'architecture religieuse ont participé au chantier. Deux particularités sont encore à signaler. La quatrième grande arcade est un peu plus basse que les autres, phénomène qui existe aussi au nord, et une piscine liturgique existe dans le soubassement de la fenêtre de la dernière travée, qui est la chapelle de la Vierge. Redécouverte lors de la restauration, la piscine s'ouvre sous un linteau monolithique en anse de panier et est pourvue d'un trou d'écoulement « à puits perdu ». Les pierres tombales, les plaques commémoratives et le mobilier sont traités dans un chapitre à part.

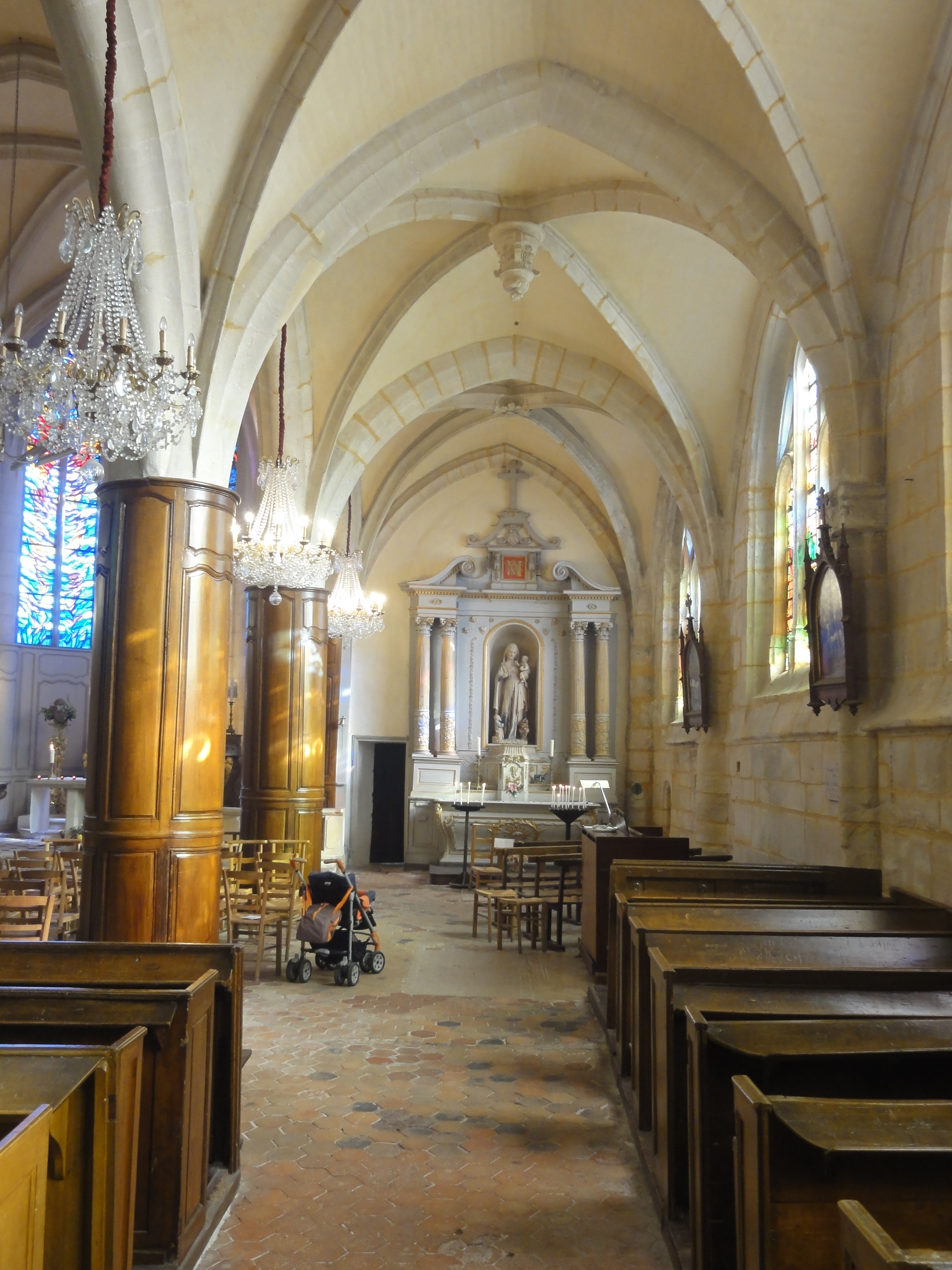
Bas-côté sud, vue vers l'est.
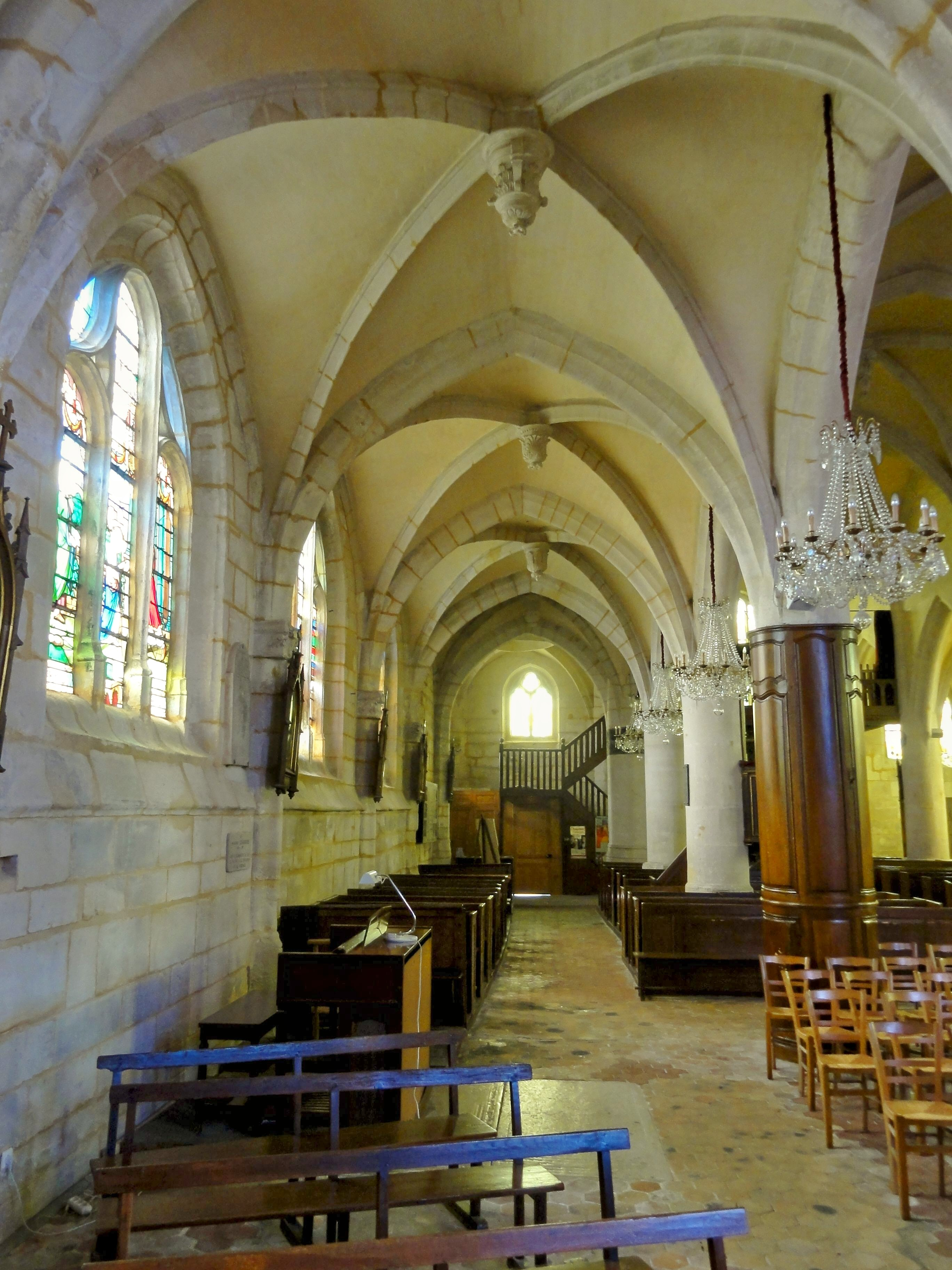
Vue vers l'ouest.
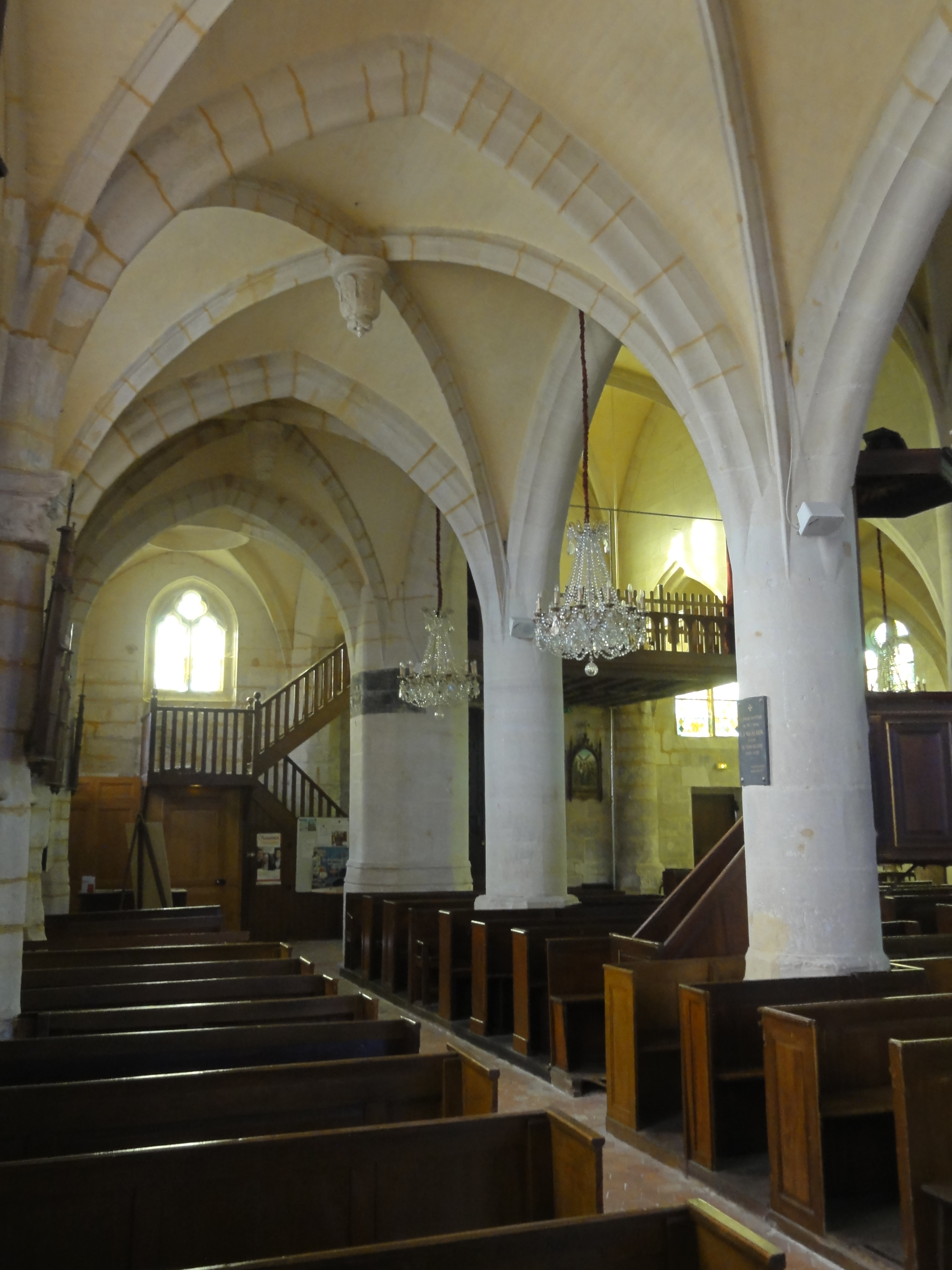
Vue vers l'ouest.
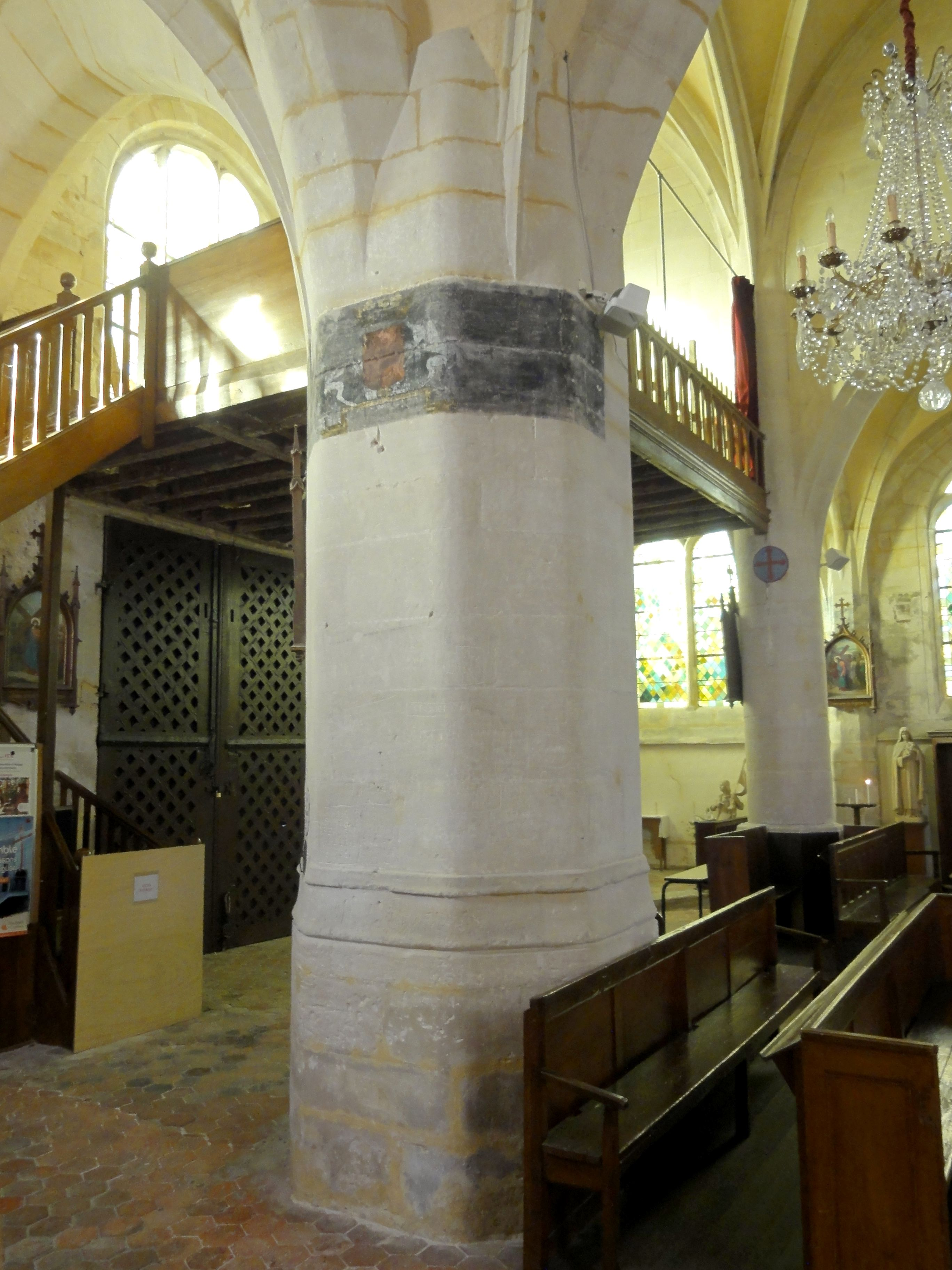
Pile nord-est du clocher.
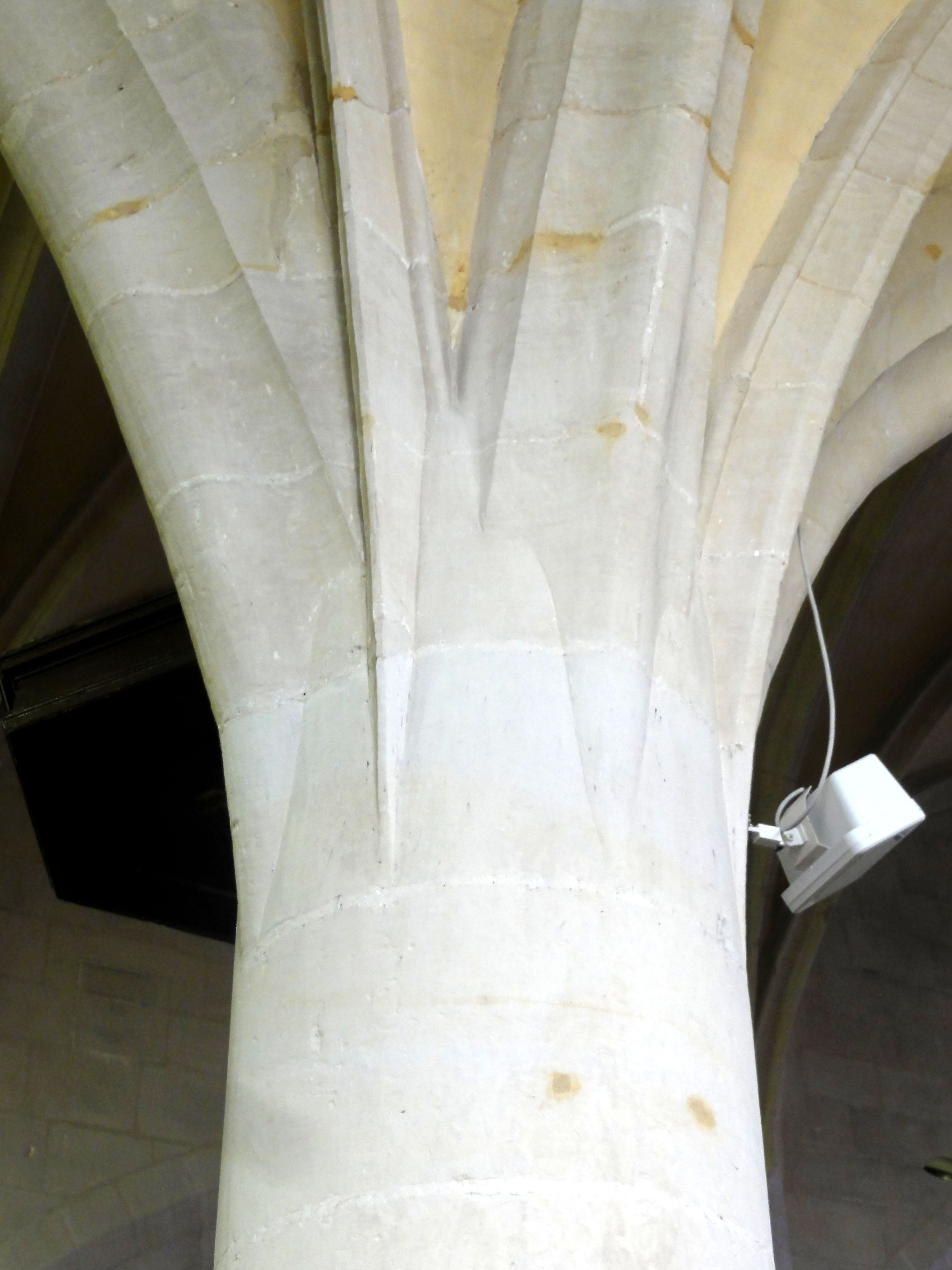
Pénétration des nervures.
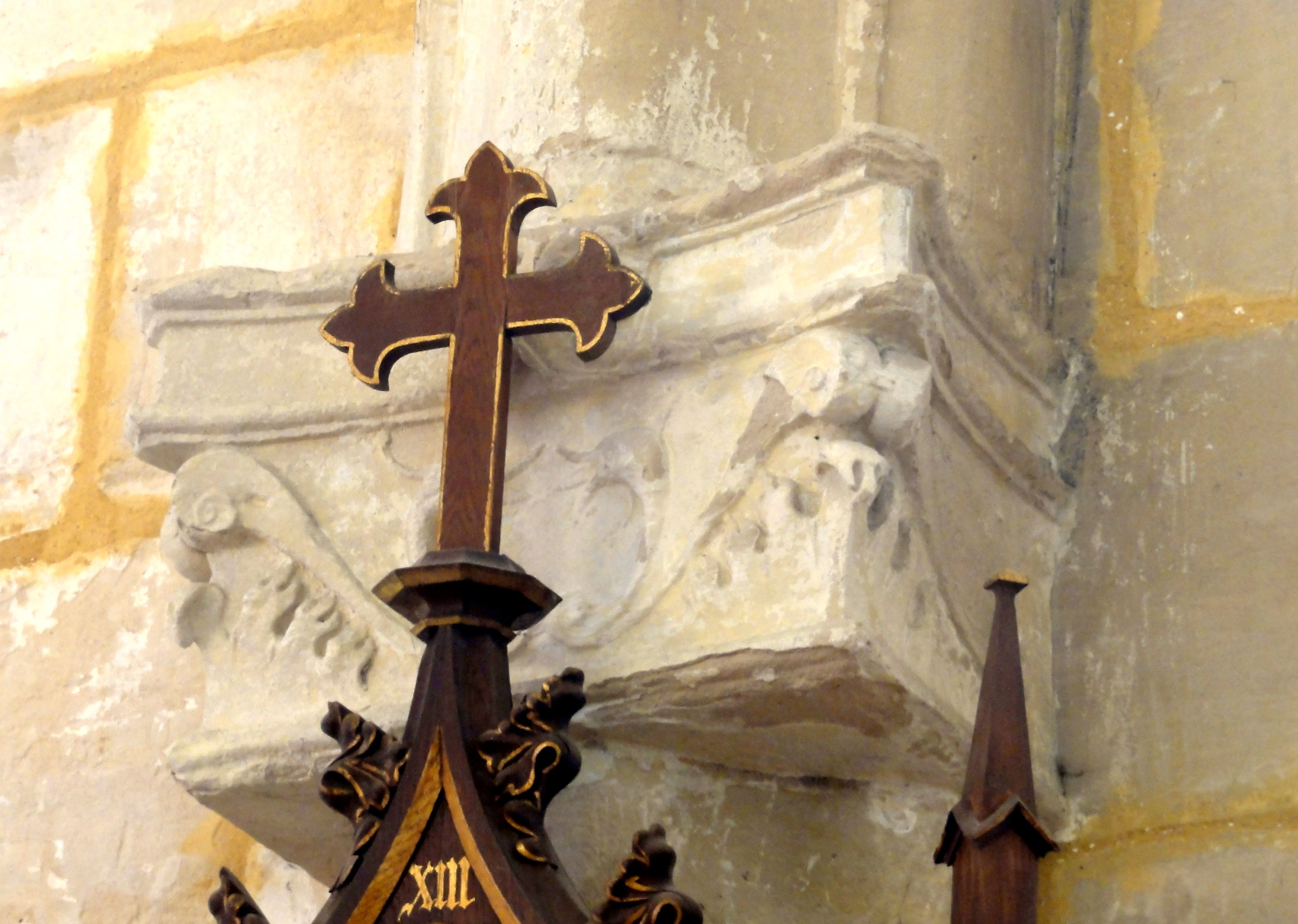
L'un des trois chapiteaux.

#### Vaisseau central et abside

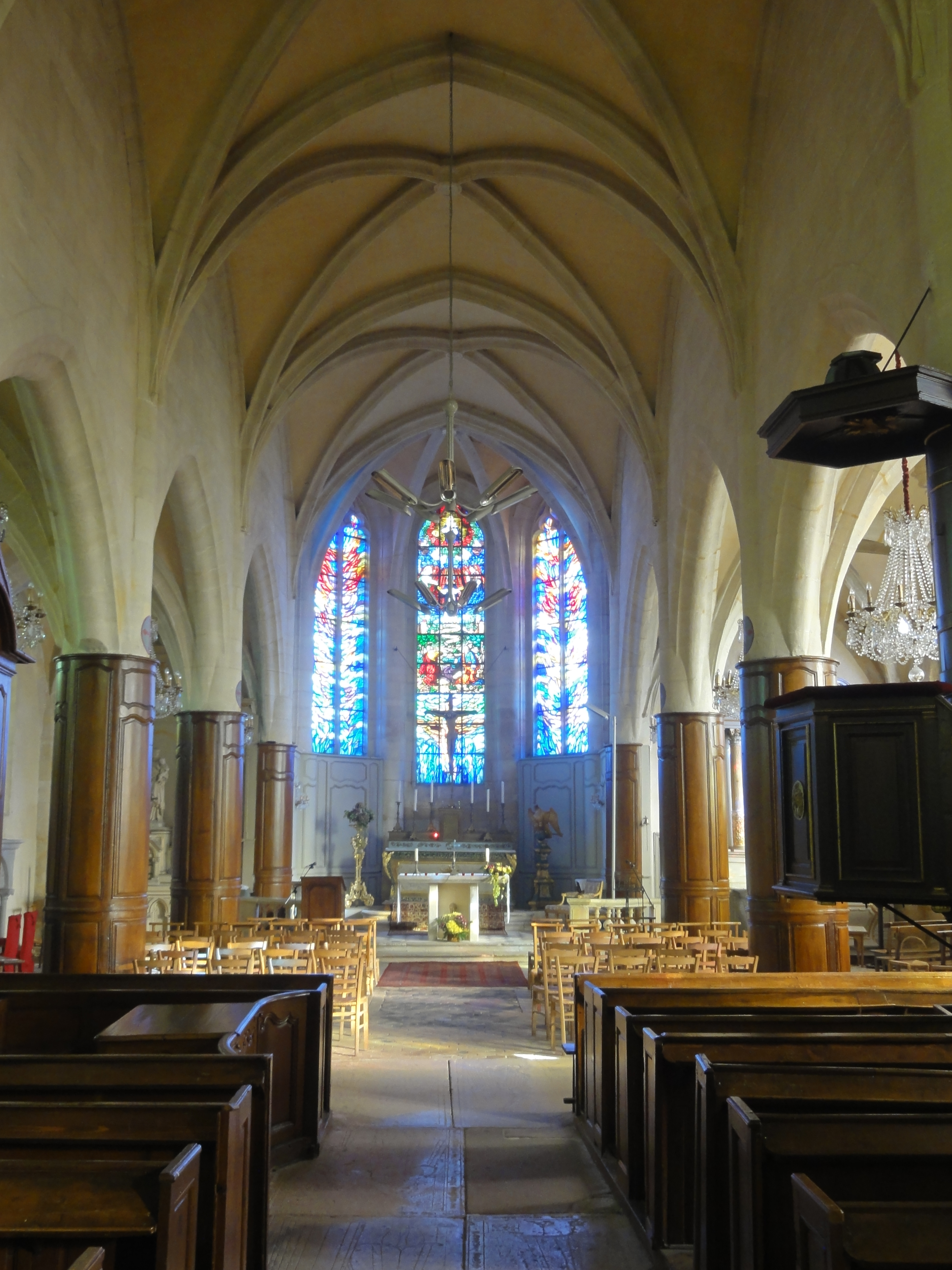
Nef, vue vers l'est.

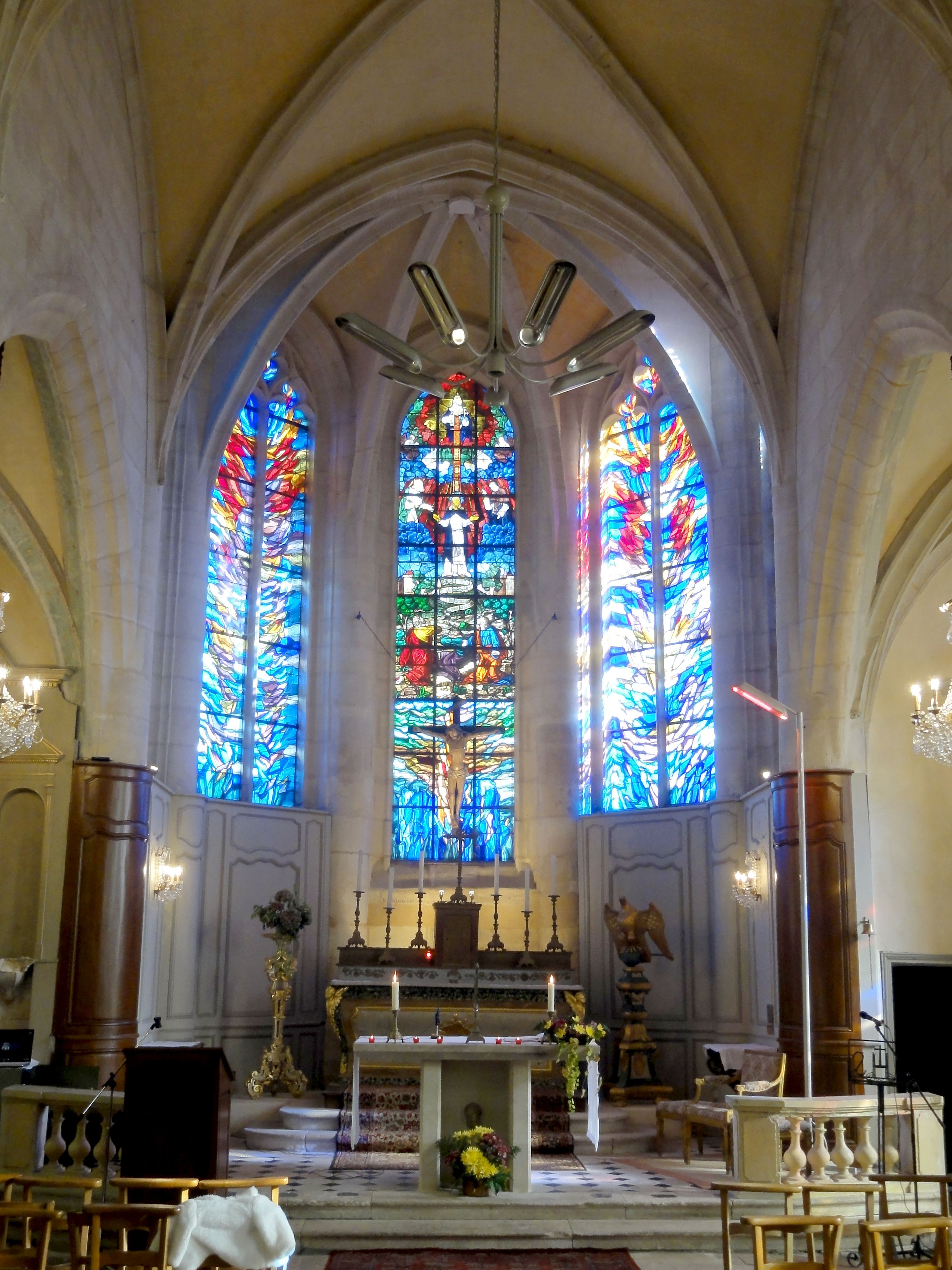
Abside.

L'architecture du vaisseau central ne fait pas de distinction entre la nef et le chœur liturgique, qui occupe aujourd'hui un espace inhabituellement restreint et ne commence qu'au milieu de la dernière travée droite. Le style est à la fois grave et harmonieux, mais sans légèreté et sans grande finesse. La gravité vient de l'absence de fenêtres hautes, de la répétition de six travées pratiquement toutes identiques, et de la simplicité de l'architecture. Elle ne cherche plus l'élancement et la luminosité comme à la période rayonnante. La nef est peu élevée par rapport à sa largeur, et aucun artifice n'a été employé pour souligner la verticalité. Le renoncement aux fenêtres hautes est un choix volontaire à la période flamboyante, l'ambiance sombre étant jugée plus propice au recueillement. Aucune trace d'éventuelles fenêtres hautes n'est visible sur les murs au-dessus des grands arcades, qui sont plats et nus. Les gros piliers cylindriques apportent naturellement une certaine lourdeur, et l'architecture flamboyante les évite généralement en employant des piliers ondulés, comme à Méry-sur-Oise, Pont-Sainte-Maxence ou Verneuil-en-Halatte, qui constituent de beaux exemples. Les grandes arcades ont un profil assez simple, fort éloigné de la filigranité des profils prismatiques qui sont très répandus à la période flamboyante. Il se compose d'un gros boudin entre deux larges gorges et des fines rainures, comme à Armancourt, Vauréal et Vineuil-Saint-Firmin, ou sans les moulures prismatiques, dans les chœurs de Boran-sur-Oise et Jagny-sous-Bois. Les nervures des voûtes de la nef sont encore minces et aiguës, comme dans le bas-côté sud, mais pas non plus prismatiques. Depuis les endroits où elles se fondent dans les murs hauts de la nef, de simples renflements descendent jusqu'aux piliers.
Les deux premiers doubleaux sont par ailleurs légèrement différents des autres. À partir du troisième doubleau, l'architecte a ménagé deux minuscules culs-de-lampe à la retombée des voûtes, qui représentent des feuillages et reçoivent non les ogives, mais des nervures purement décoratives qui naissent seulement un peu plus haut. Les listels issus des ogives sont en effet encore visibles à côté des culs-de-lampe. Toutes les voûtes sont établies sur des croisées d'ogives simples, alors que l'apanage des églises flamboyantes et même Renaissance sont les voûtes aux nervures décoratives à liernes et tiercerons, qui forment souvent des dessins complexes et rompent la monotonie qui risque de s'installer en l'absence de fenêtres hautes. On peut voir de telles voûtes dans les églises de Goussainville, de Louvres, de Marly-la-Ville ou de Villiers-le-Bel, par exemple. En revanche, des clés de voûte pendantes d'une belle facture ornent les quatre premières travées. Elles sont du même type que dans le bas-côté sud. Dans la cinquième travée, on ne trouve que la date de 1554 ; dans la sixième travée, un petit médaillon sans intérêt ; et dans l'abside, un écusson vide, qui avant la Révolution devait présenter le blason de Philippe de Campremy, chevalier et bailli de Meaux, déjà mentionné. Au même titre, il convient de mentionner un autre écusson vide sur le mur haut de la troisième travée, côté nord. Il est entouré d'un genre de labyrinthe, et cet ornement d'une grande rareté n'a curieusement été cité par aucun auteur.
L'abside forme une septième travée indépendante, et puisque les bas-côtés s'arrêtent après la sixième travée, la courte partie droite de l'abside a pu bénéficier de fenêtres latérales sur toute la hauteur du mur. Ces fenêtres ne sont quasiment pas visibles en regardant le chevet de face. Par contre, le regard est tout de suite attiré par les trois hautes fenêtres du chevet et le Christ en croix suspendu devant la baie d'axe. Le chœur tient son ambiance en grande partie des vitraux abstraits de Florent Chaboissier, montés en 1992 et à dominance bleue. Le même teint domine sur le dernier vitrail Renaissance, qui occupe les registres médian et supérieur de la fenêtre d'axe (voir le chapitre consacré au mobilier). Ces vitraux tamisent la lumière, mais assombrissent aussi l'église par temps nuageux. Le soubassement des fenêtres de l'abside est habillé de boiseries, du même genre que celles présentes sur les deux derniers piliers au nord et au sud, mais elles ont ici été vernies en blanc. Elles étaient peintes en faux marbre pendant un certain temps, comme le montre un témoin mis au jour en vue d'une éventuelle restauration. Les boiseries obturent la partie inférieure des fenêtres, et elles ont été retirées en dessous de la baie d'axe, derrière l'autel : c'est ici que se trouve l'inscription relative à la dédicace en 1493. Seul le début et la fin restent lisibles. La voûte de l'abside est portée par six branches d'ogives rayonnant autour de la clé centrale. Le quart supérieur des fenêtres s'inscrit sous la lunette des voûtes, et les baies sont séparées par des demi-piliers ronds.

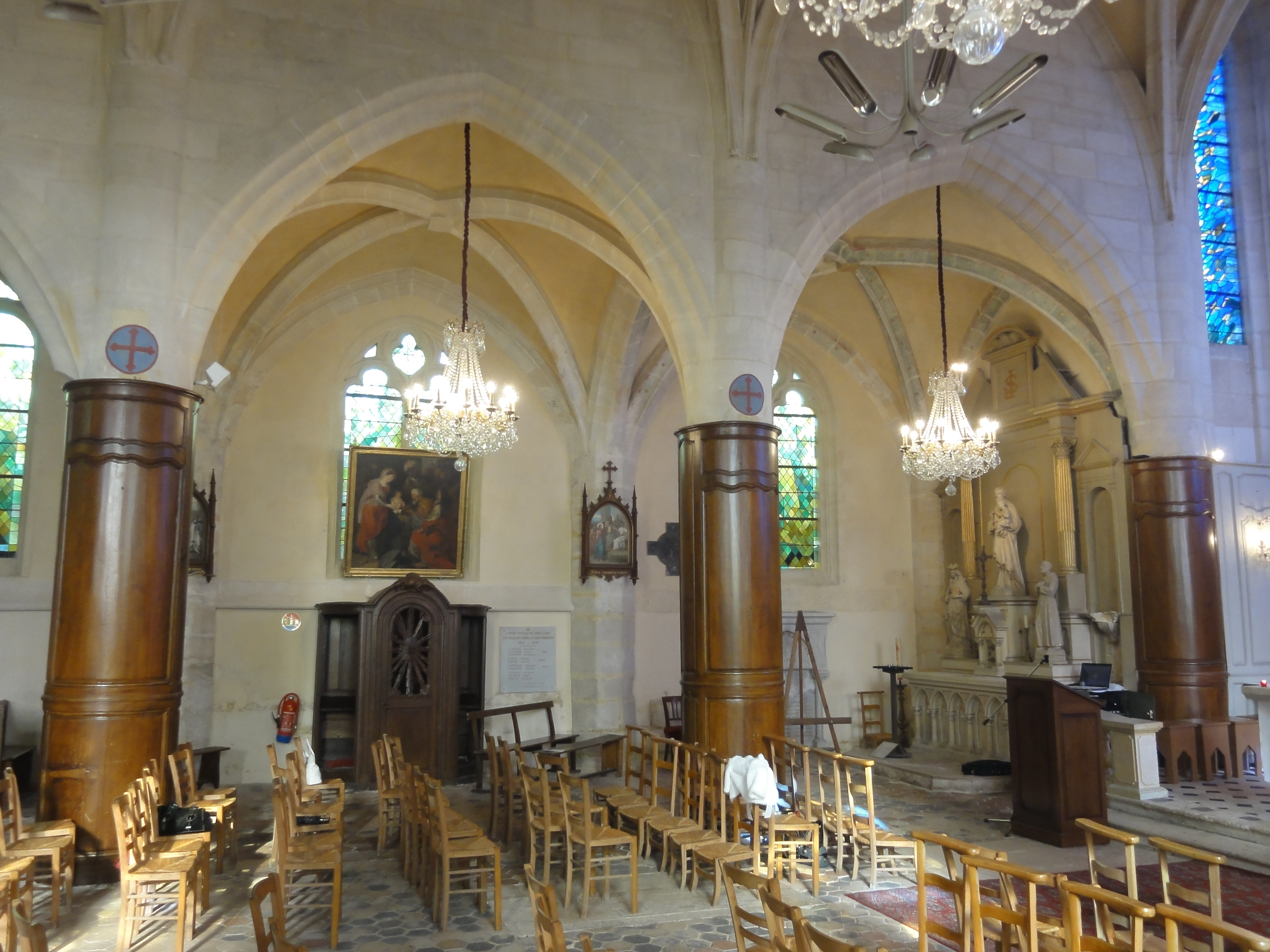
5e et 6e grande arcade du nord.
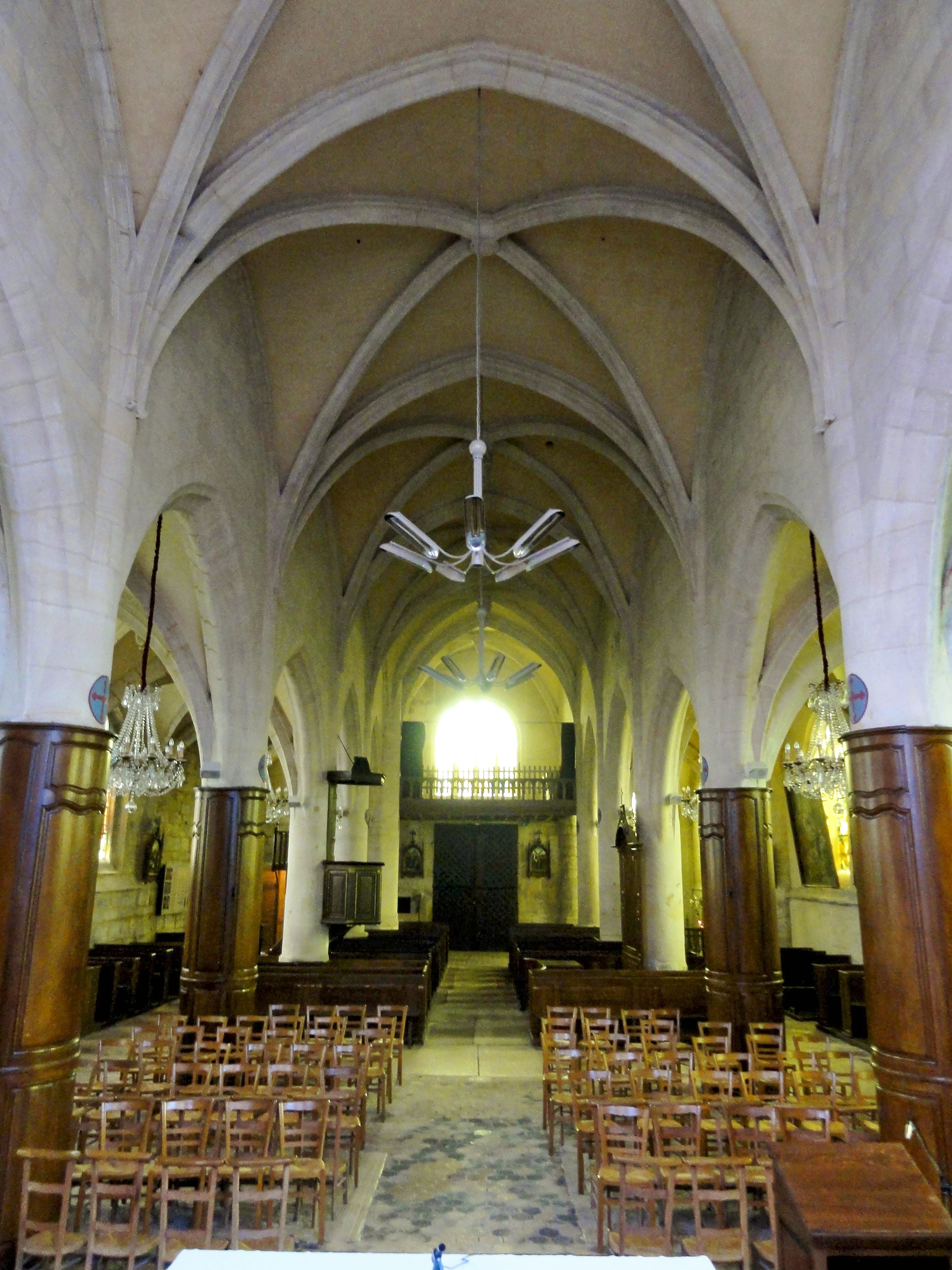
Vue générale depuis le sanctuaire.
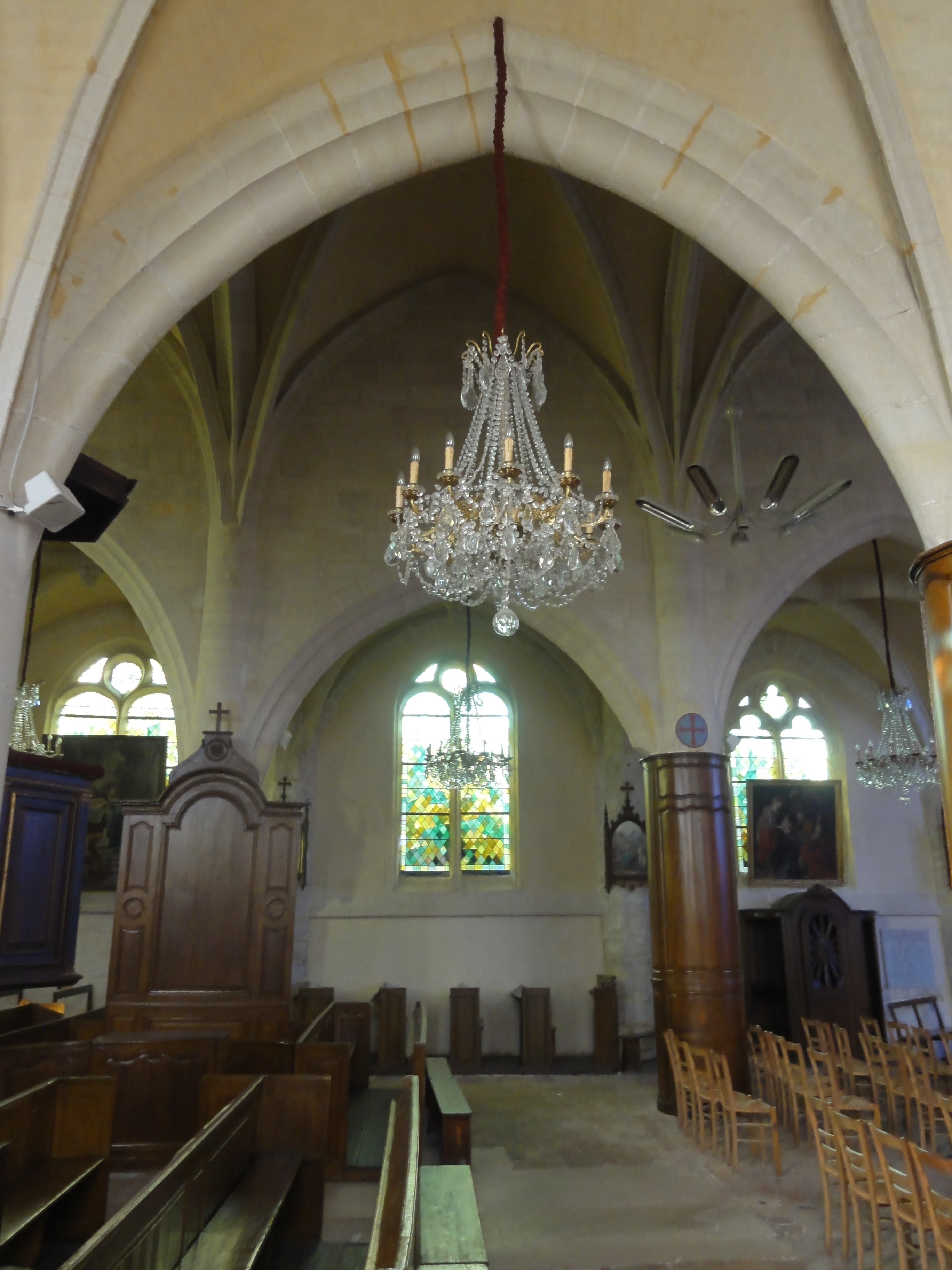
4e travée, vue sud-nord.
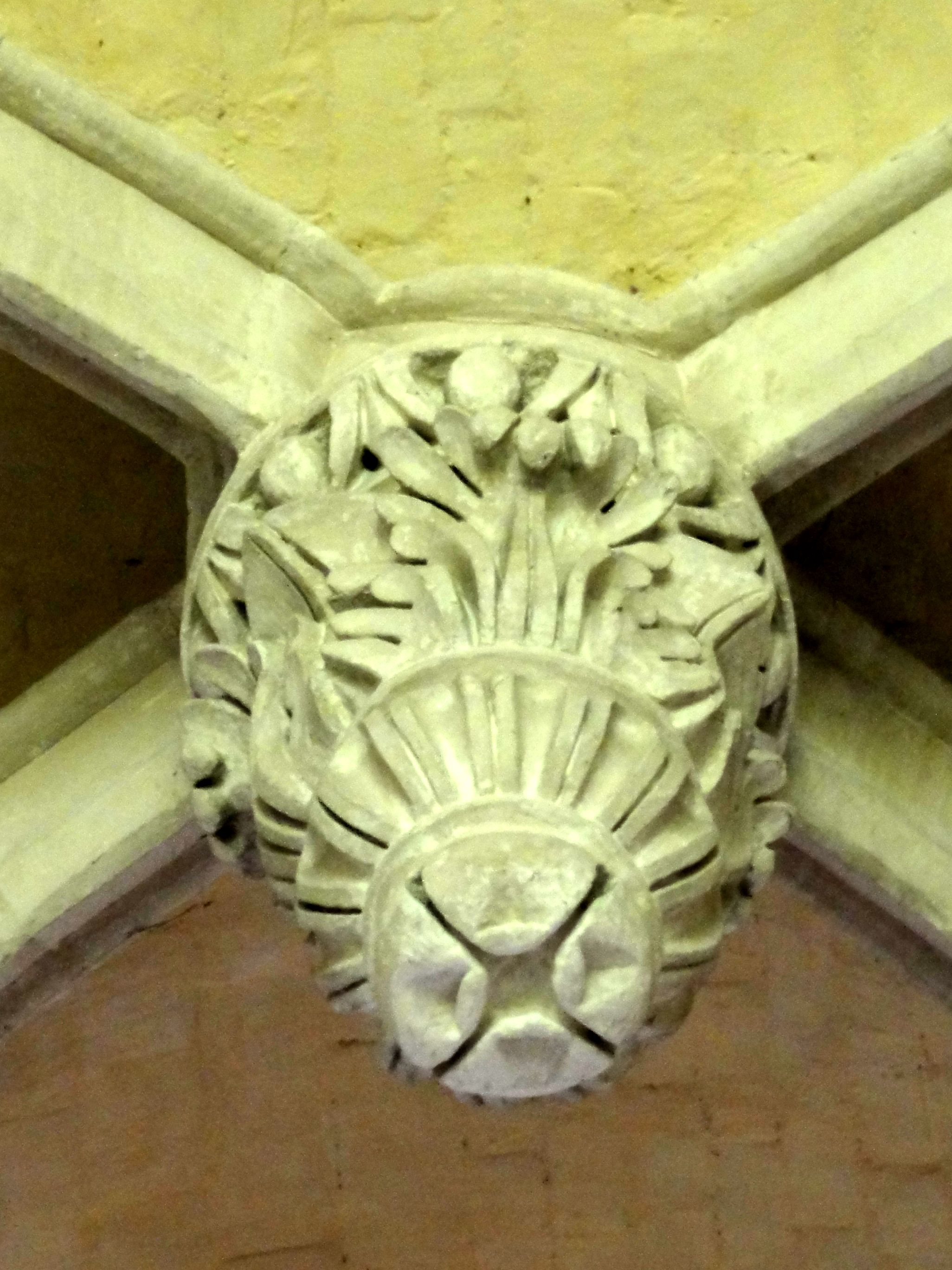
Clé de voûte de la 2e travée.
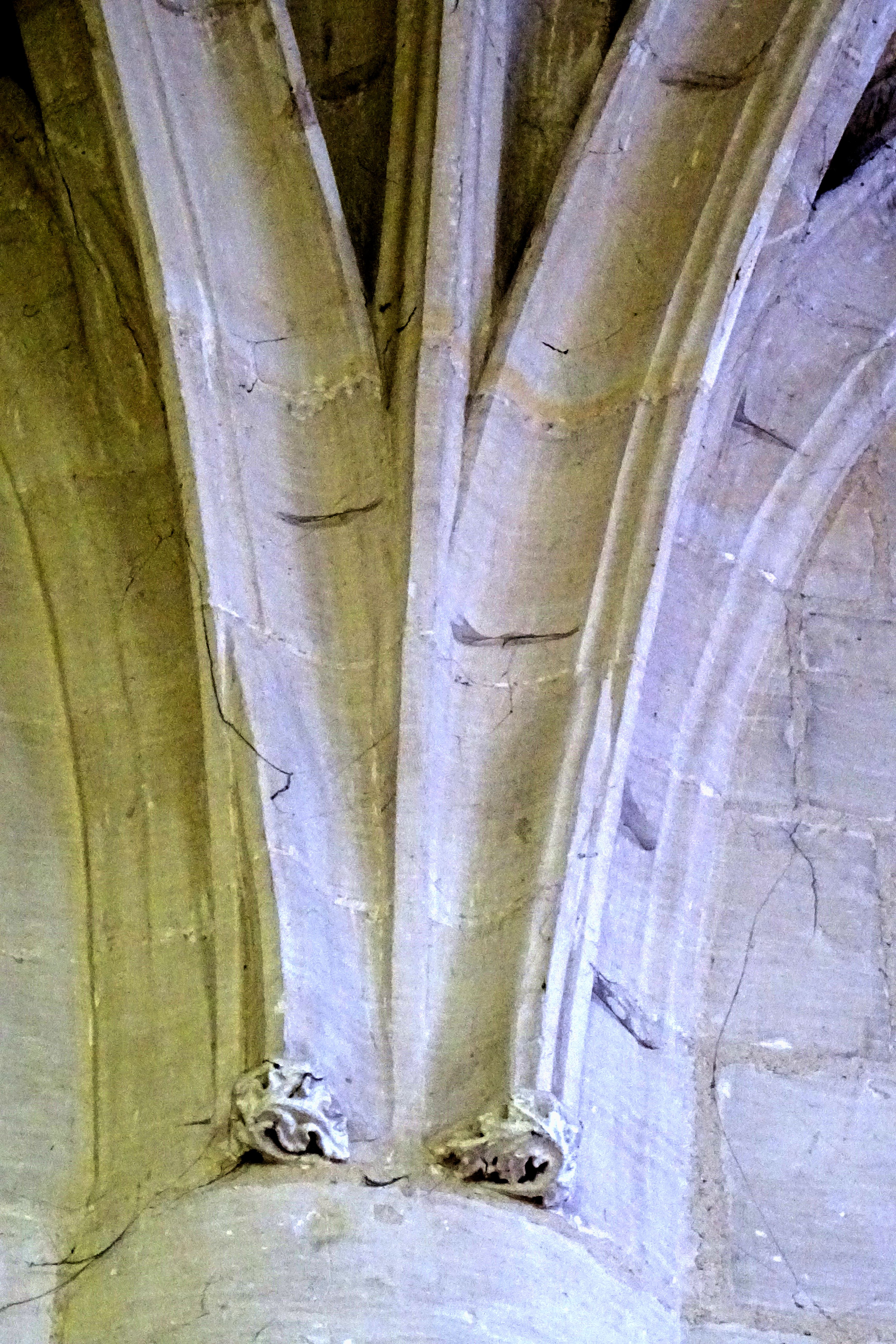
Retombée des voûtes.
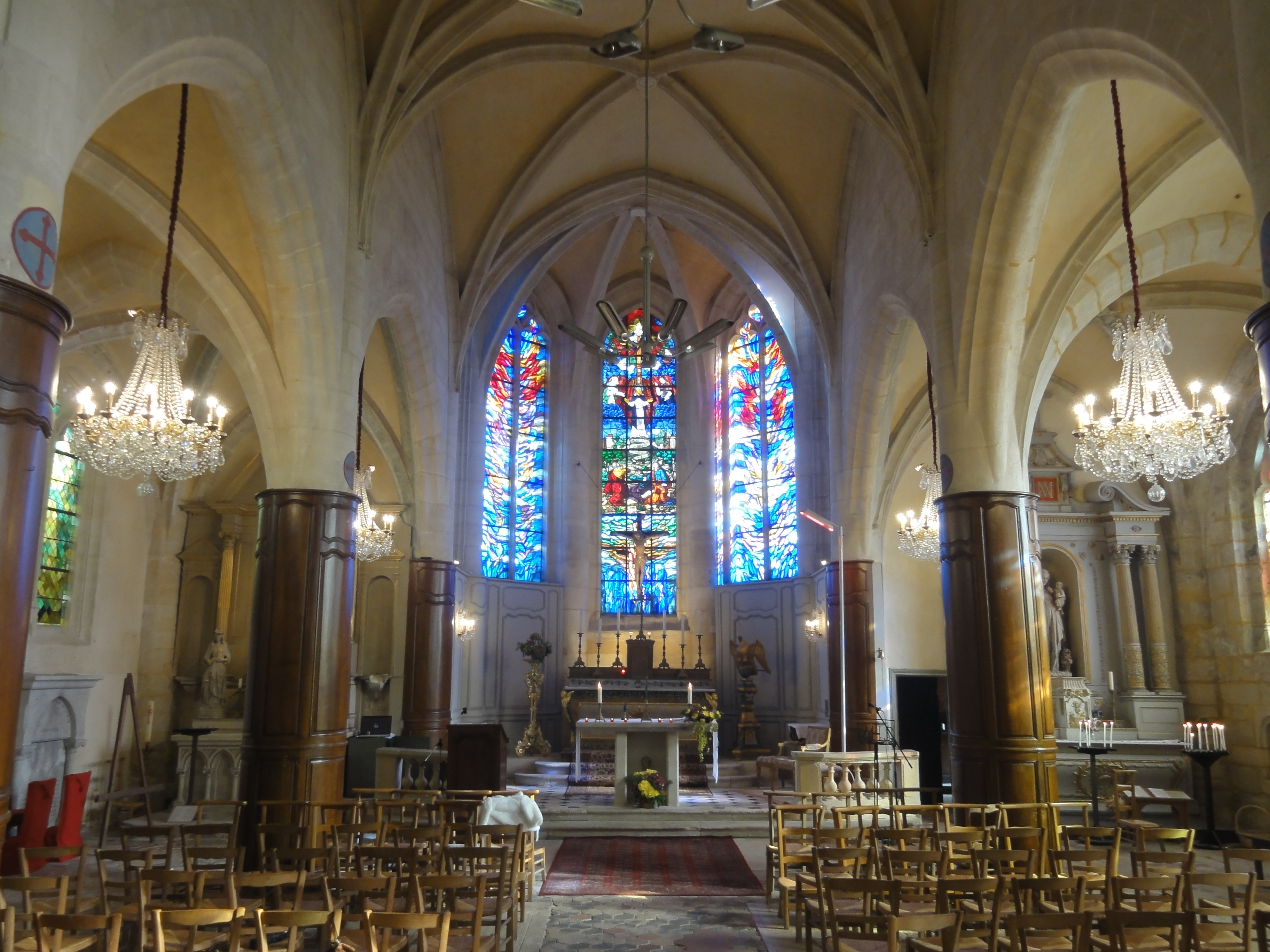
Chœur, vue vers l'est.

#### Bas-côté nord

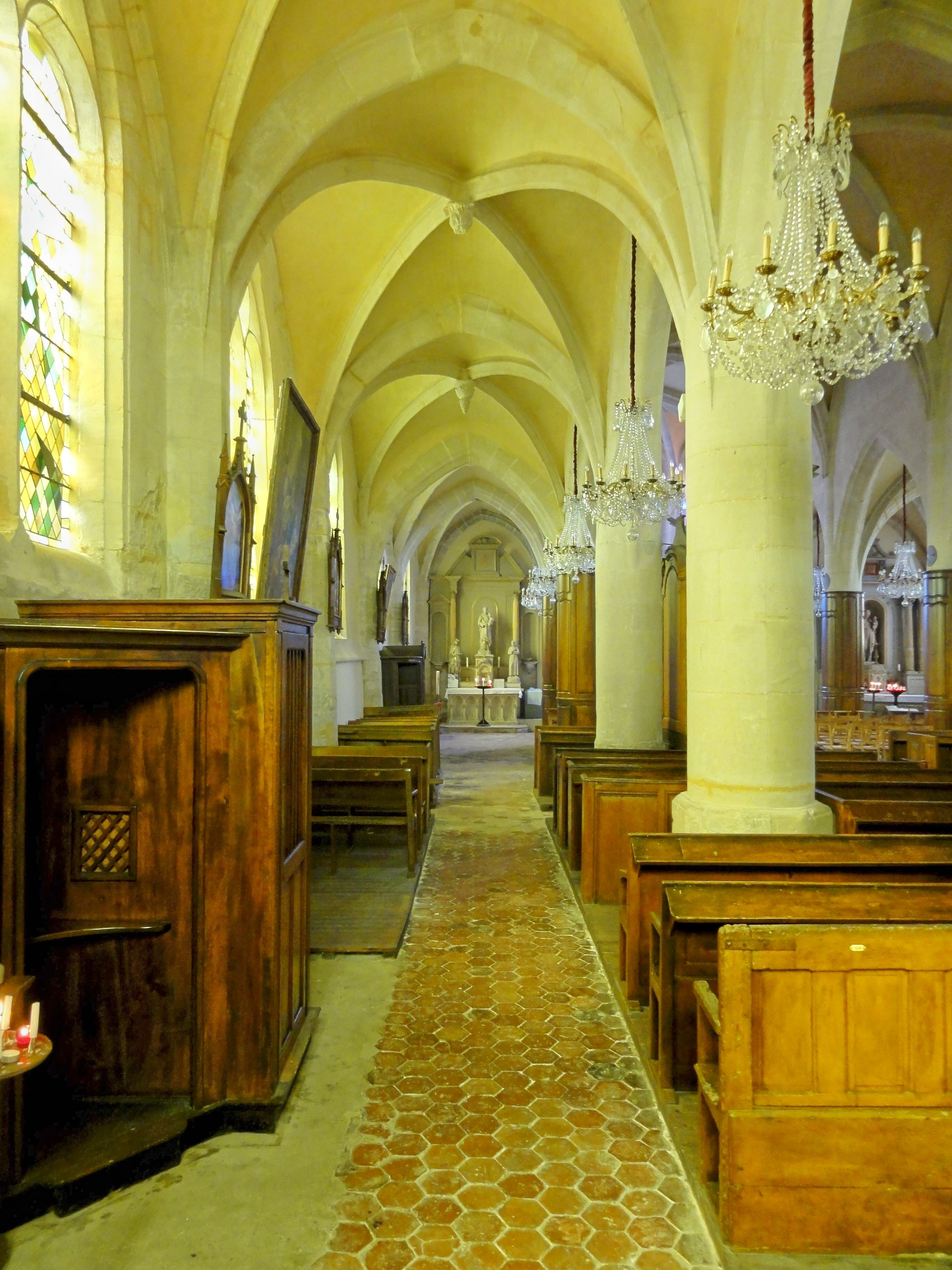
Bas-côté nord, vue vers l'est.

Le bas-côté nord est plus étroit que son homologue au sud, ce que l'on ne peut guère ramener aux différentes campagnes de construction, puisque les extrémités orientales des deux bas-côtés ont été bâties pendant la même campagne. L'on peut estimer que largeur du bas-côté nord a été jugée suffisante, et si le bas-côté sud est plus large, c'est parce que sa largeur a été commandée par le clocher. Du fait de la largeur réduite, les doubleaux deviennent plus aigus au nord. — Entre la quatrième et la sixième travée, se situe la limite entre la première et la seconde campagne (au moins en ce qui concerne les parties hautes), et ici, le doubleau présente en effet un léger décrochement, qui est visible en regardant vers l'est. Peu de différences existent par rapport au bas-côté sud. Il y a davantage d'homogénéité encore au nord, car il n'y a pas de clocher exigeant des dispositions particulières. Les fonts baptismaux en pierre encore entourés de leur traditionnelle clôture occupent la première travée. L'on trouve des clés de voûte pendantes de la première à la quatrième travée, qui sont toutefois plus petites. D'autre part, l'on ne trouve aucun chapiteau Renaissance, et ces deux éléments donnent à penser que le bas-côté nord fut terminé en premier lieu. Il serait toutefois exagéré de parler de campagnes de construction différentes. Les clés de voûte des deux dernières travées achevées vers 1493 ont aussi peu d'originalité que celles des travées limitrophes de la nef. Par contre, d'intéressantes traces de polychromie subsistent. Les ogives étaient peintes en vert clair, rehaussées de filets rouges et parsemées de minuscules rosaces dorées. Dans la cinquième travée, l'on voit le monogramme ma sous une tilde, qui indique qu'il s'agit d'une abréviation, probablement de saint Martin. En tant que patron de l'église, il était susceptible d'avoir sa chapelle ici, celle au sud étant déjà dédiée à la Vierge. Dans la sixième travée, l'on voit le monogramme IHS. Une dernière base à peu près intacte est conservée en bas du troisième pilier des grandes arcades. Elle repose sur un haut soubassement octogonale et est elle-même octogonale, très basse et faiblement galbée. Des tétraèdres posés sur une pointe sont engagés dans les angles entre les faces. Cette base est inhabituellement simple pour la période flamboyante, et montre encore moins d'affinité avec la Renaissance.

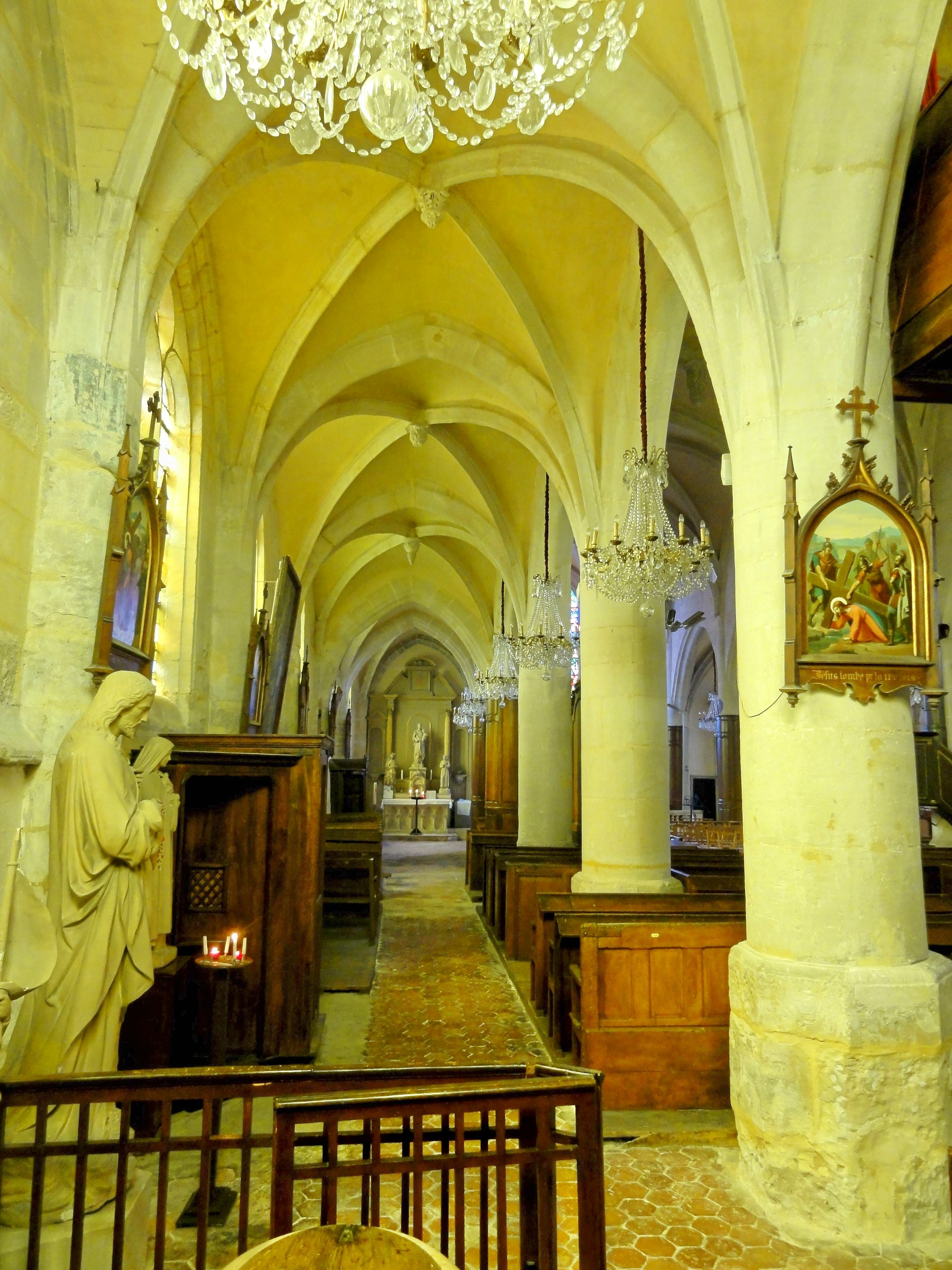
Bas-côté nord, vue vers l'est.
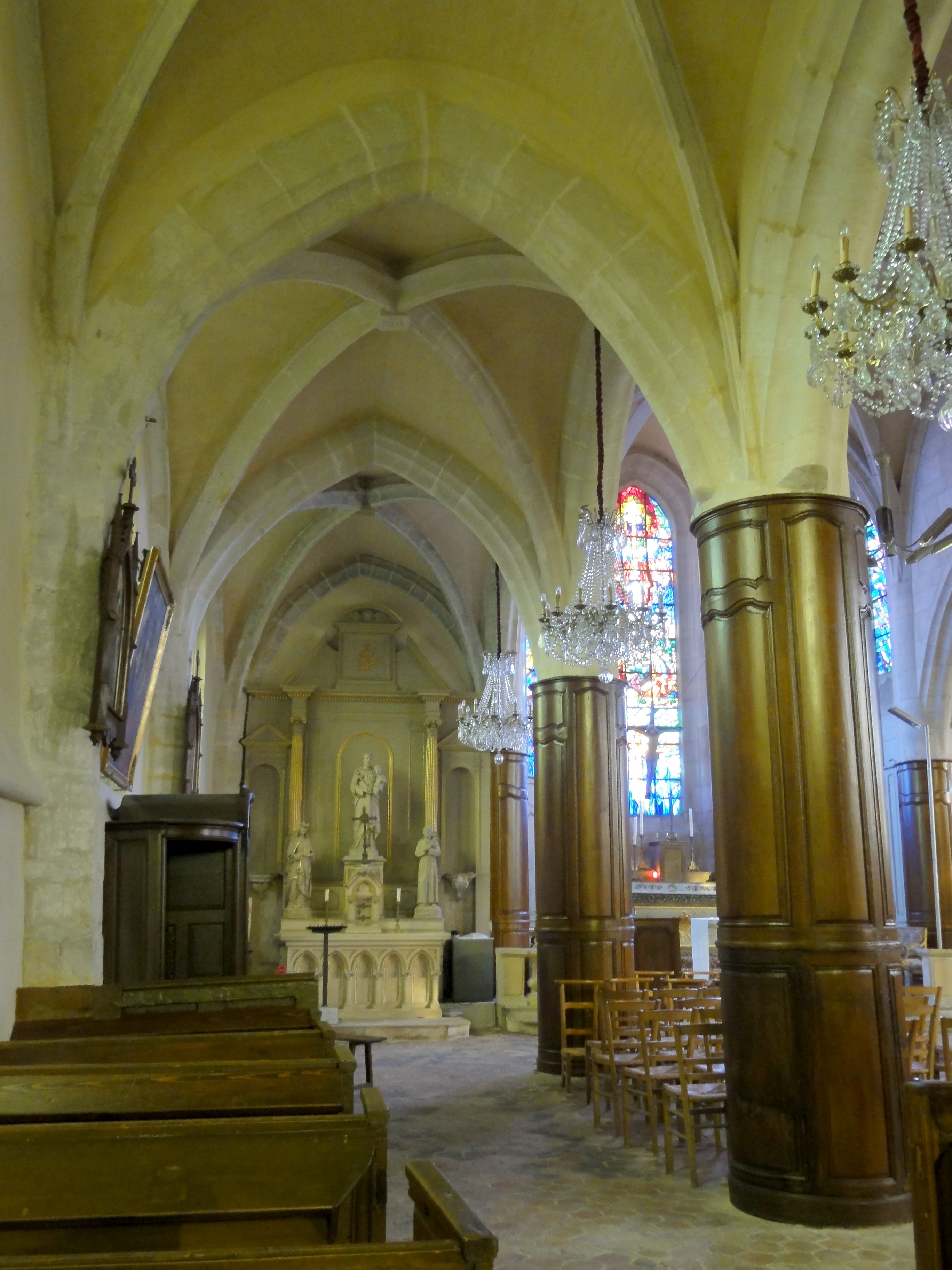
Bas-côté nord, vue vers l'est.
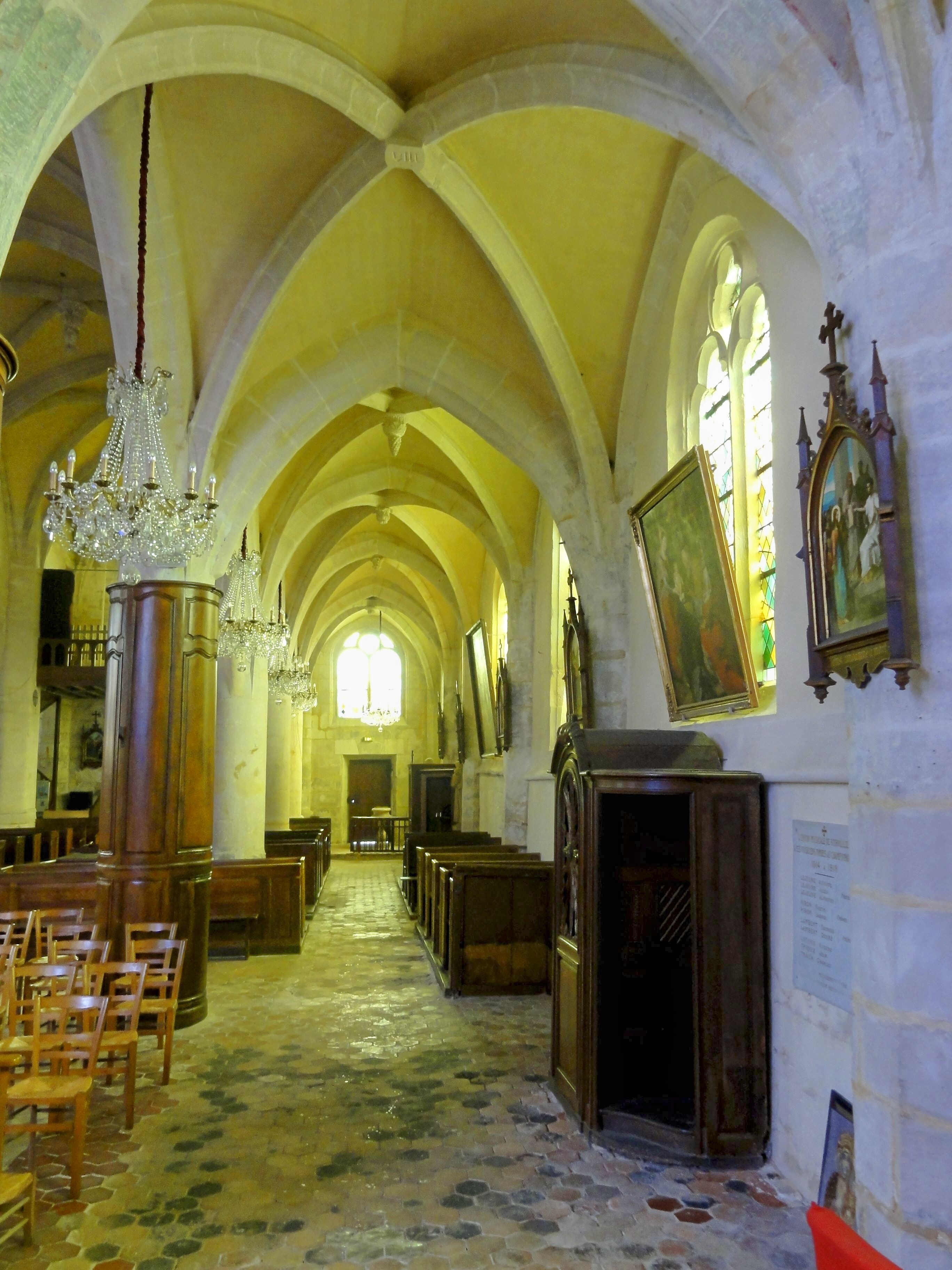
Bas-côté nord, vue vers l'ouest.
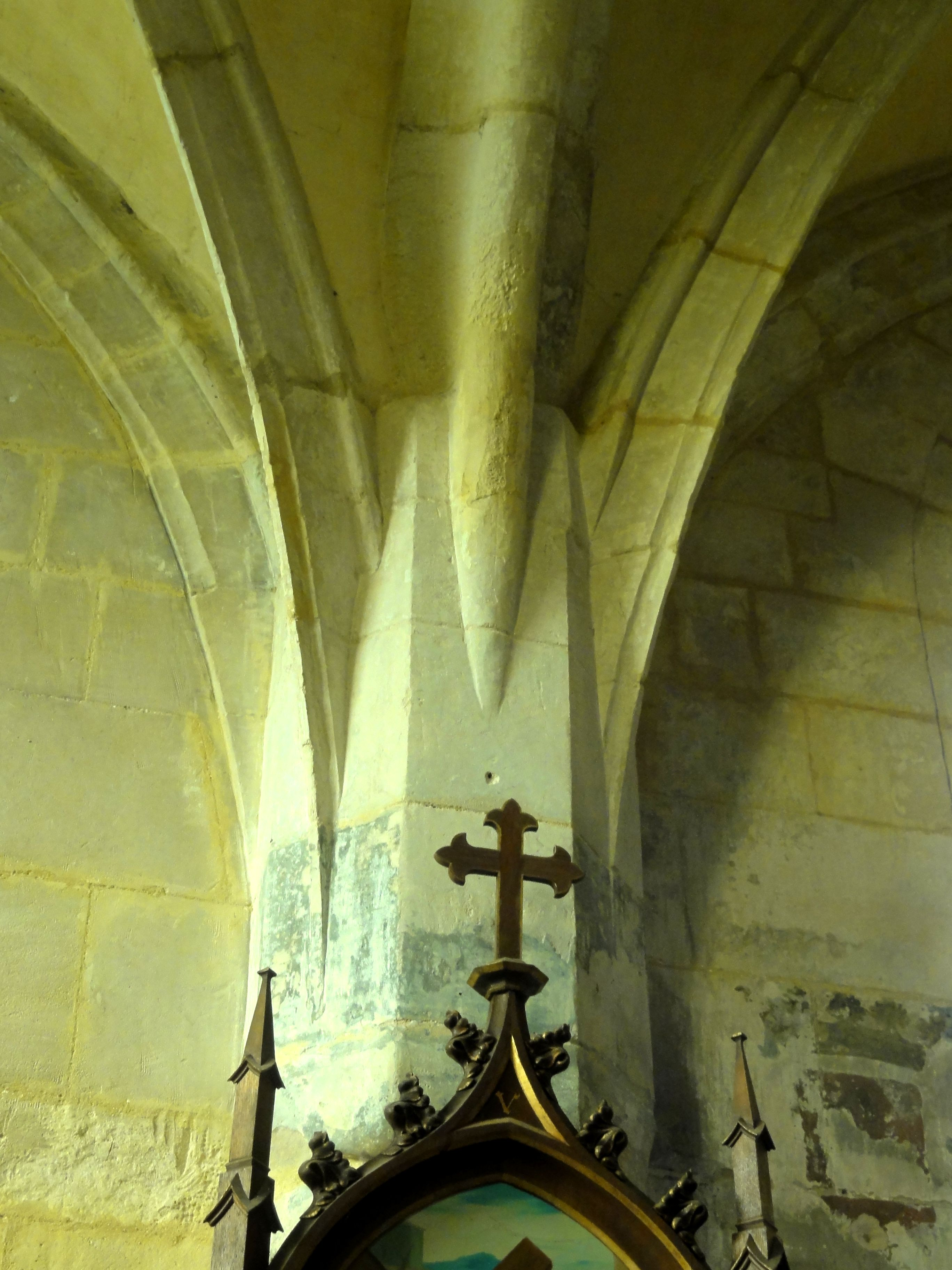
Pilier engagé dans le mur nord.
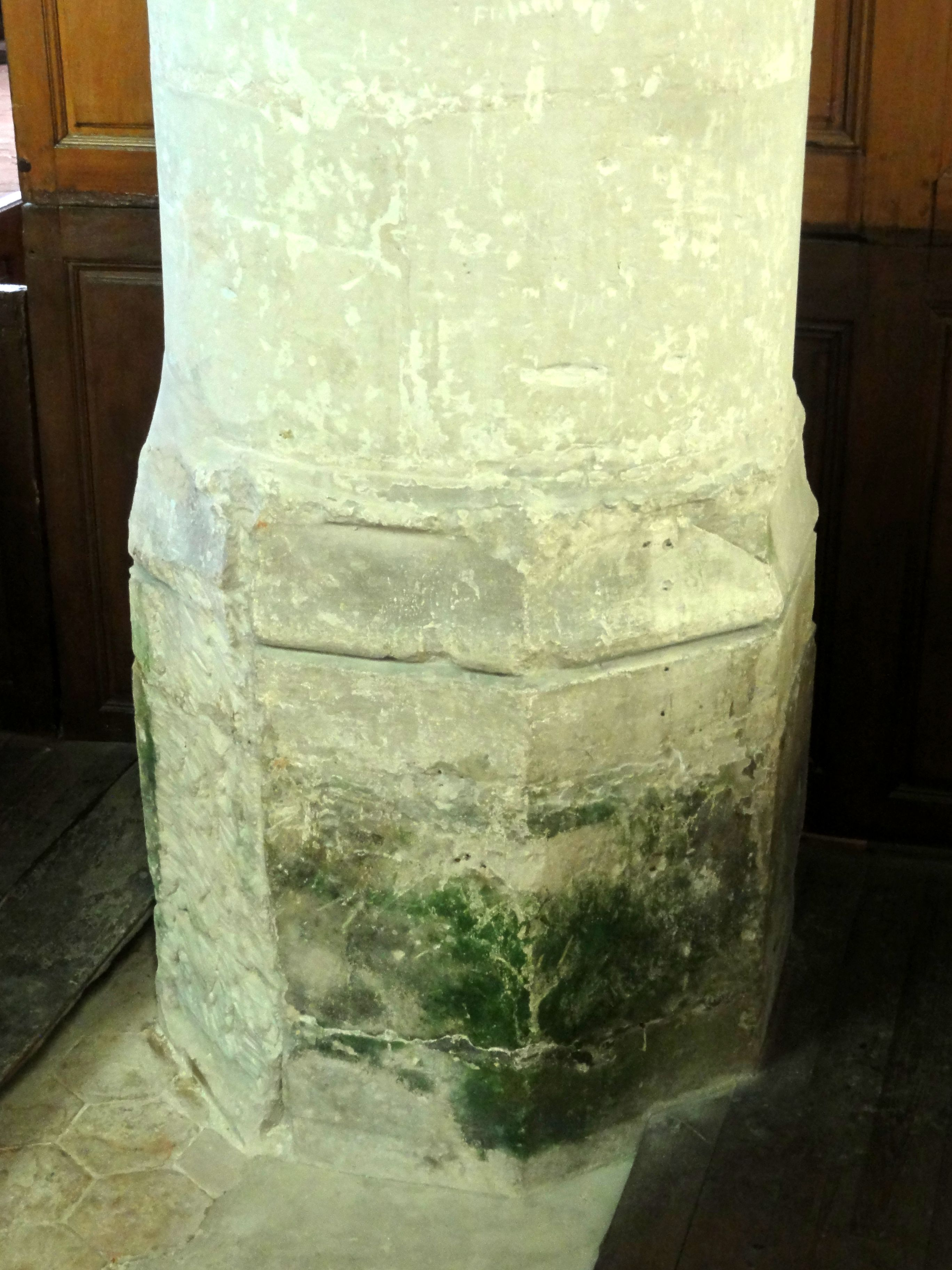
Base du 3e pilier.
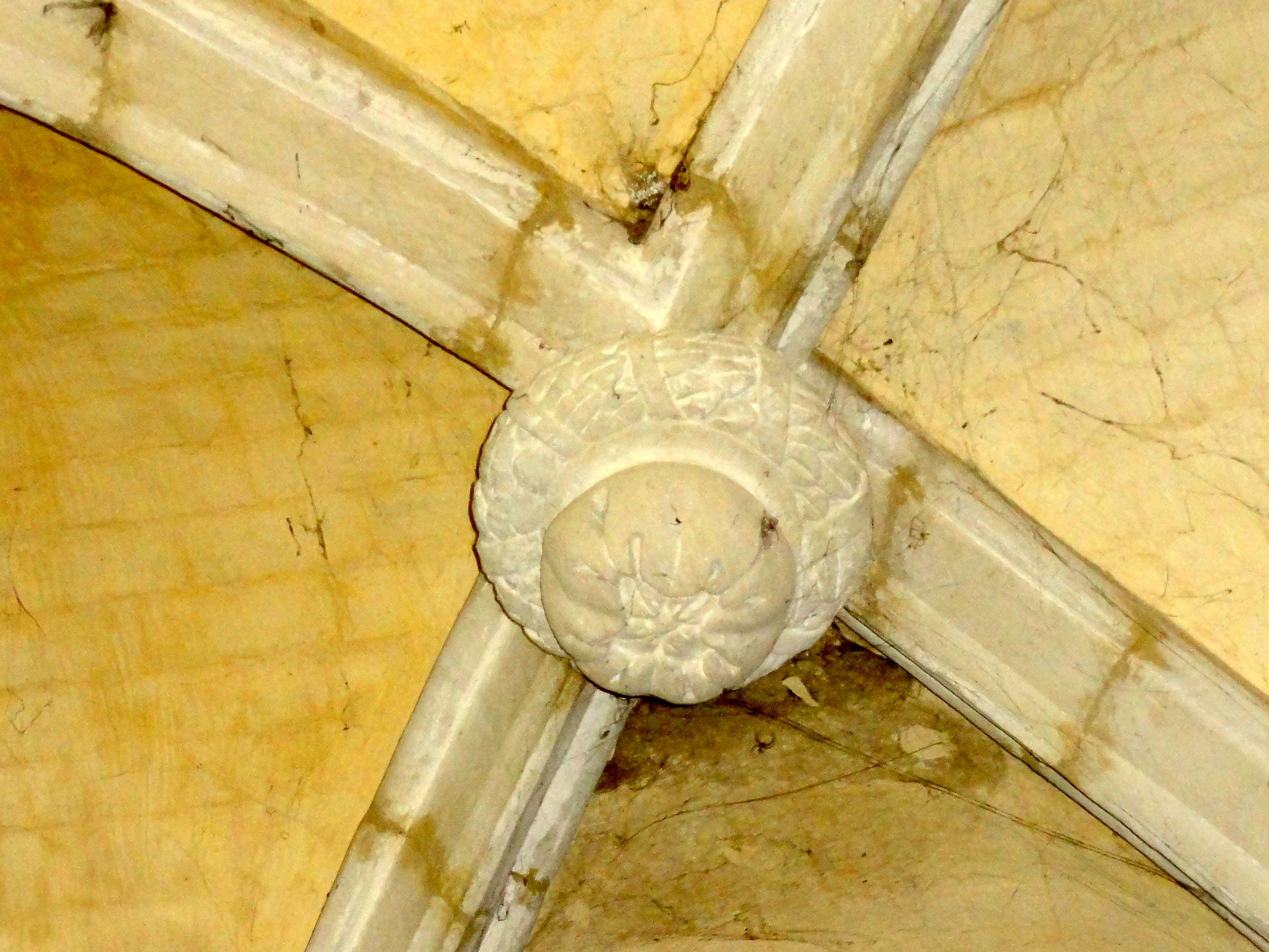
Clé de voûte de la 1re travée.

## Mobilier
L'église Saint-Martin renferme un vitrail, trois éléments de mobilier proprement dit et douze dalles funéraires classés monument historique au titre objet.

### Sculpture
Parmi les statues, seul le Christ en croix devant la baie d'axe de l'abside et la Vierge à l'Enfant avec Moïse au buisson ardent sont antérieurs au XIXe siècle. Le Christ en croix n'est cependant pas classé et rien n'a été publié à son sujet. La place de la Vierge est dans la niche du retable de l'autel de la Vierge devant le chevet du bas-côté sud. Haute de 155 cm, elle est en pierre et date du XIVe siècle. Sa polychromie d'origine et son caractère authentique ont longtemps été dissimulés par un badigeon blanc. Les bordures et certains détails avaient été dorés. Ainsi, la Vierge a été harmonisée avec le retable Néorenaissance et les trois statues du retable de saint Joseph devant le chevet du bas-côté nord. En outre, l'enfant Jésus et la main de Marie qui le porte ont été découpés et replacés de sorte que l'enfant regarde le spectateur et non sa mère. Le raccordement a été fait en plâtre, en espérant sans doute que la couleur uniformément blanche de l'ensemble fasse oublier ce remaniement. La colombe que la Vierge tenait dans sa main droite selon une description ancienne a été remplacée par trois fleurs (n'était-ce pas plutôt l'enfant qui tenait la colombe, symbole du Saint-Esprit ?).
Le caractère authentique de la statue a ainsi été sacrifié, ce qui explique sans doute son classement tardif en 1982. Depuis une restauration par Maÿlis de Gorostarzu en 2002, l'enfant a retrouvé son emplacement d'origine, et après l'enlèvement des badigeons, une bonne partie de la polychromie d'origine a pu être restituée. La particularité de la statue sont des représentations en miniature à ses pieds de Moïse, à gauche, et du buisson ardent, à droite. Le buisson s'est enflammé sans se consumer, comme Marie a accouché sans « pécher ». Dans le domaine de la sculpture, cette iconographie exceptionnelle ne connaît qu'un unique autre exemple en France : c'est une statue tout à fait semblable dans l'hôtel-Dieu de Tonnerre. Agenouillé, Moïse vient d'enlever ses bottes qui sont derrière lui. La Vierge est debout, légèrement hanchée, et vêtue d'un manteau porté en cape et d'une robe serrée haut à la taille par une ceinture. Sa tête devait initialement été couronnée par une couronne véritable d'orfèvrerie, disparue sans doute à la Révolution. Le visage de la mère, aux traits réguliers, esquisse un léger sourire. Elle tient l'Enfant sur le bras gauche. Le petit Jésus lève la main droite pour bénir et tient une boule dans sa main droite,,.
Appartenant aussi au domaine de la sculpture, un aigle-lutrin et un chandelier pascal en bois taillé, peint et partiellement doré sont classés monument historique depuis le 16 juin 1911, et ont été restaurés respectivement en 1999 et 1997 par l'atelier Legrand ,. D'après le baron Ferdinand de Guilhermy, le lutrin daterait de 1778 et non du XVIIe siècle, comme l'indique le dossier de classement. Les faces concaves de son socle comportaient une figure de saint Martin et l'inscription « Ora pro nobis ». Le chandelier pascal peut être daté quant à lui de la limite XVIIe / XVIIIe siècle. Il est d'une forme élancée, légère et bien équilibrée, et la finesse de sa sculpture est particulièrement remarquable.

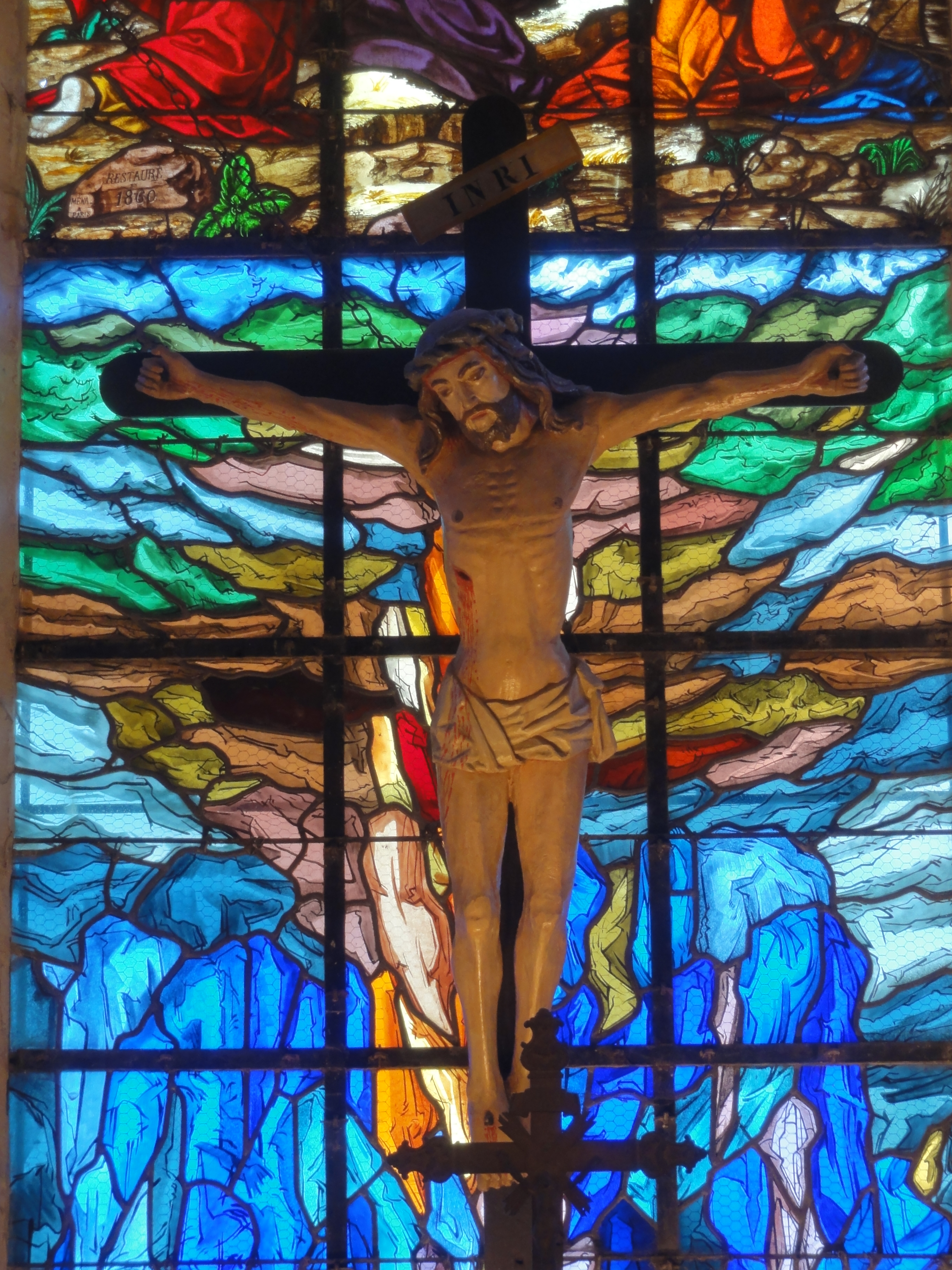
Christ en croix.
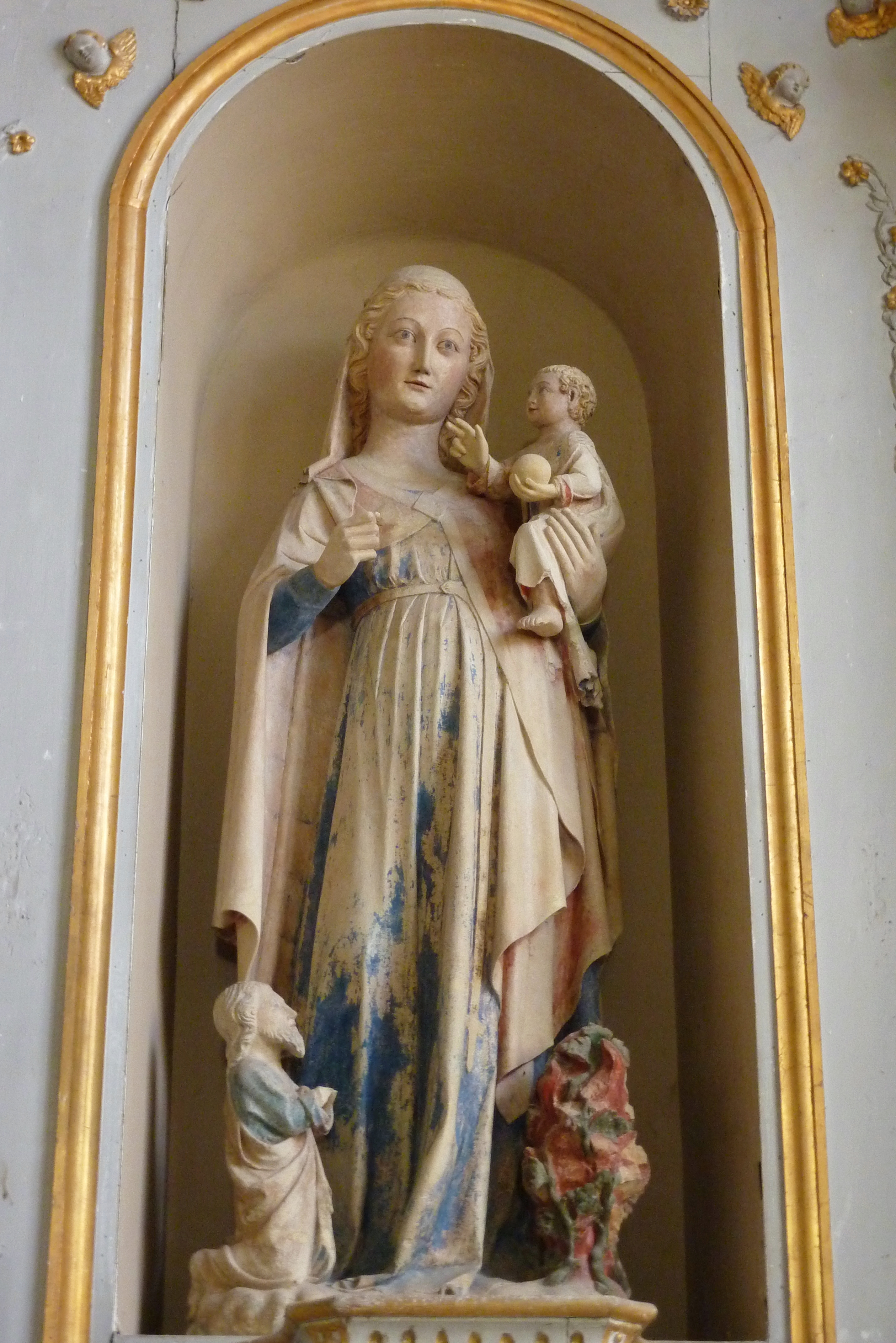
Vierge au buisson ardent.
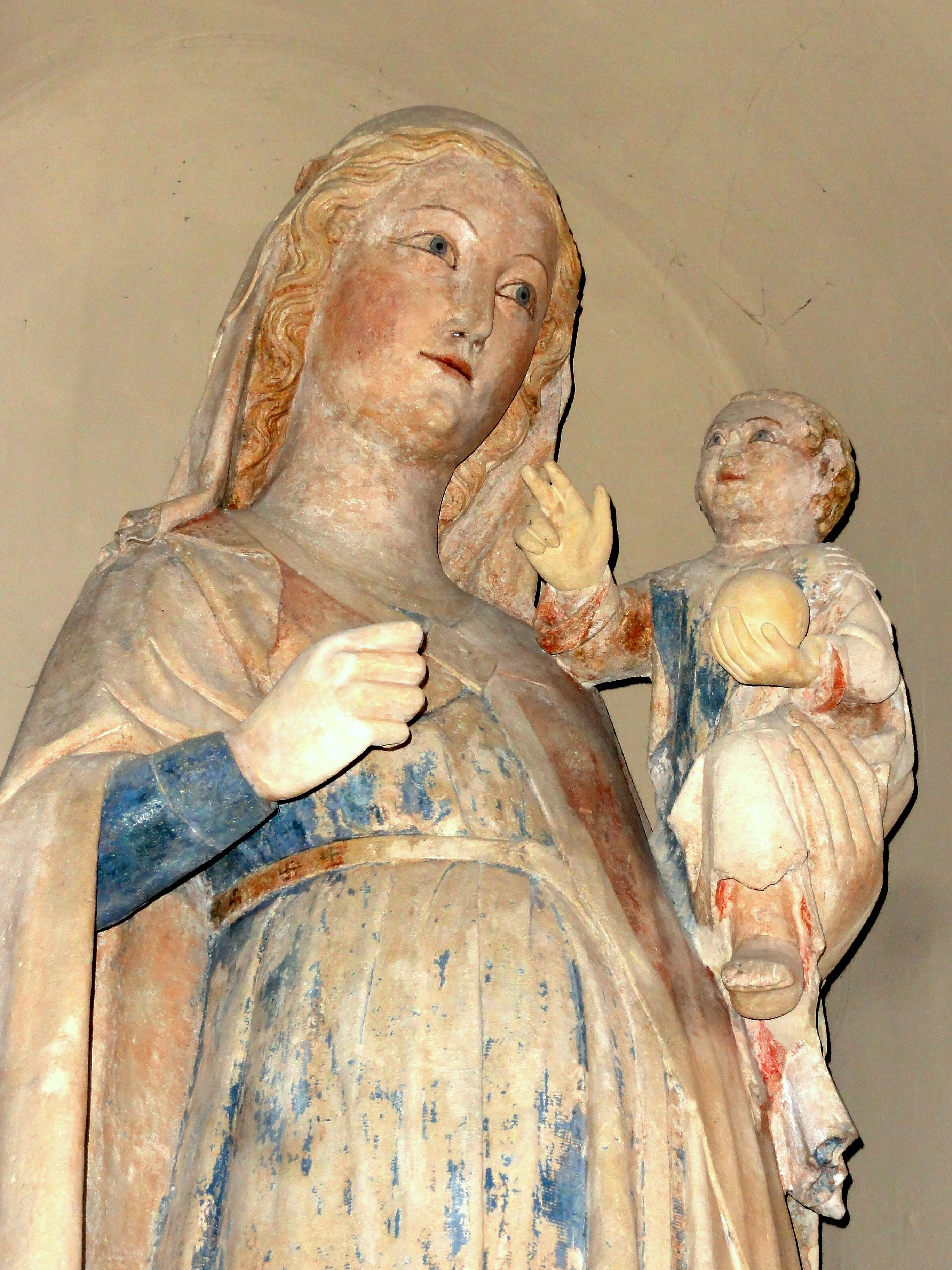
Vue rapprochée.
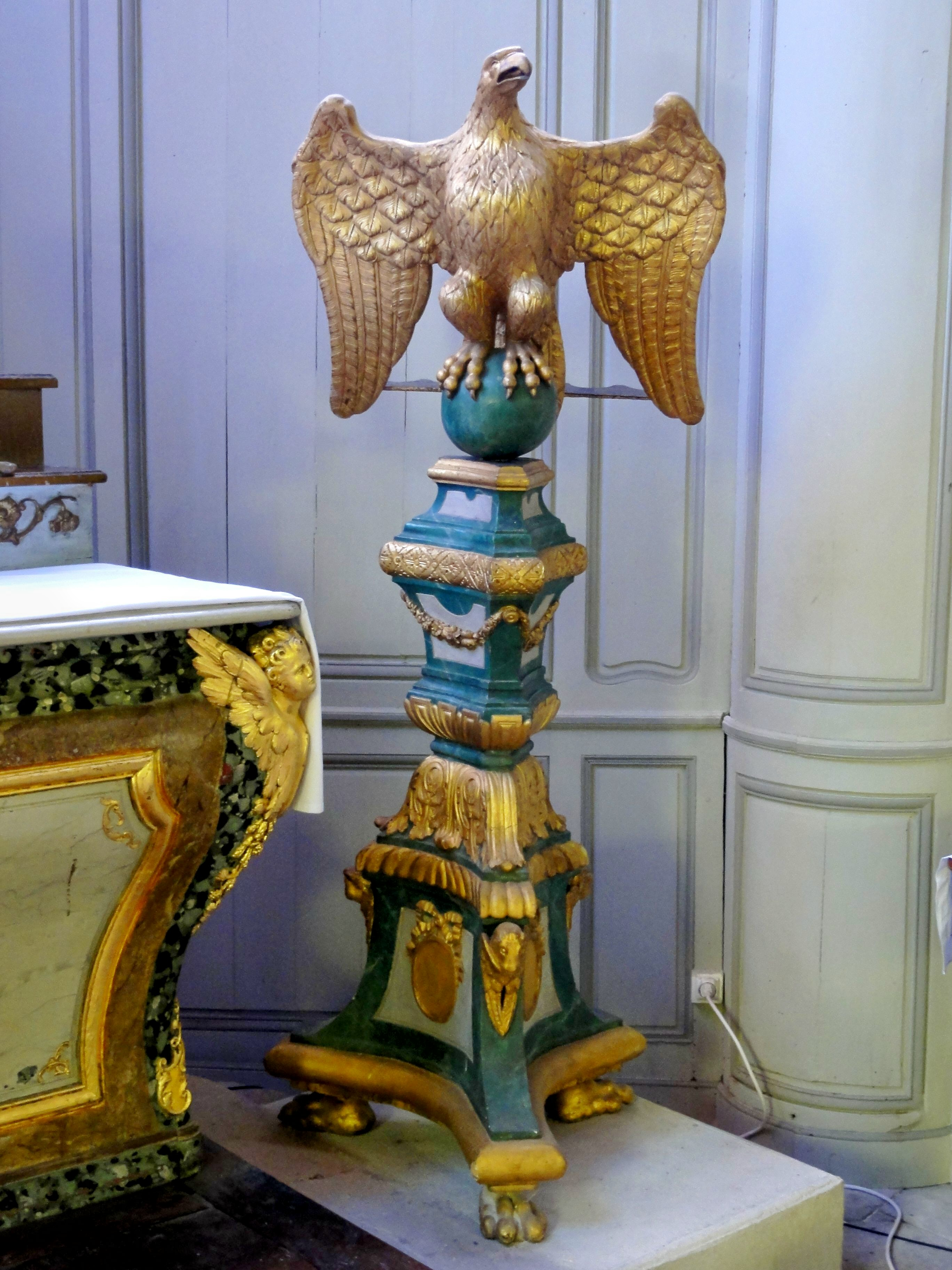
Aigle-lutrin.
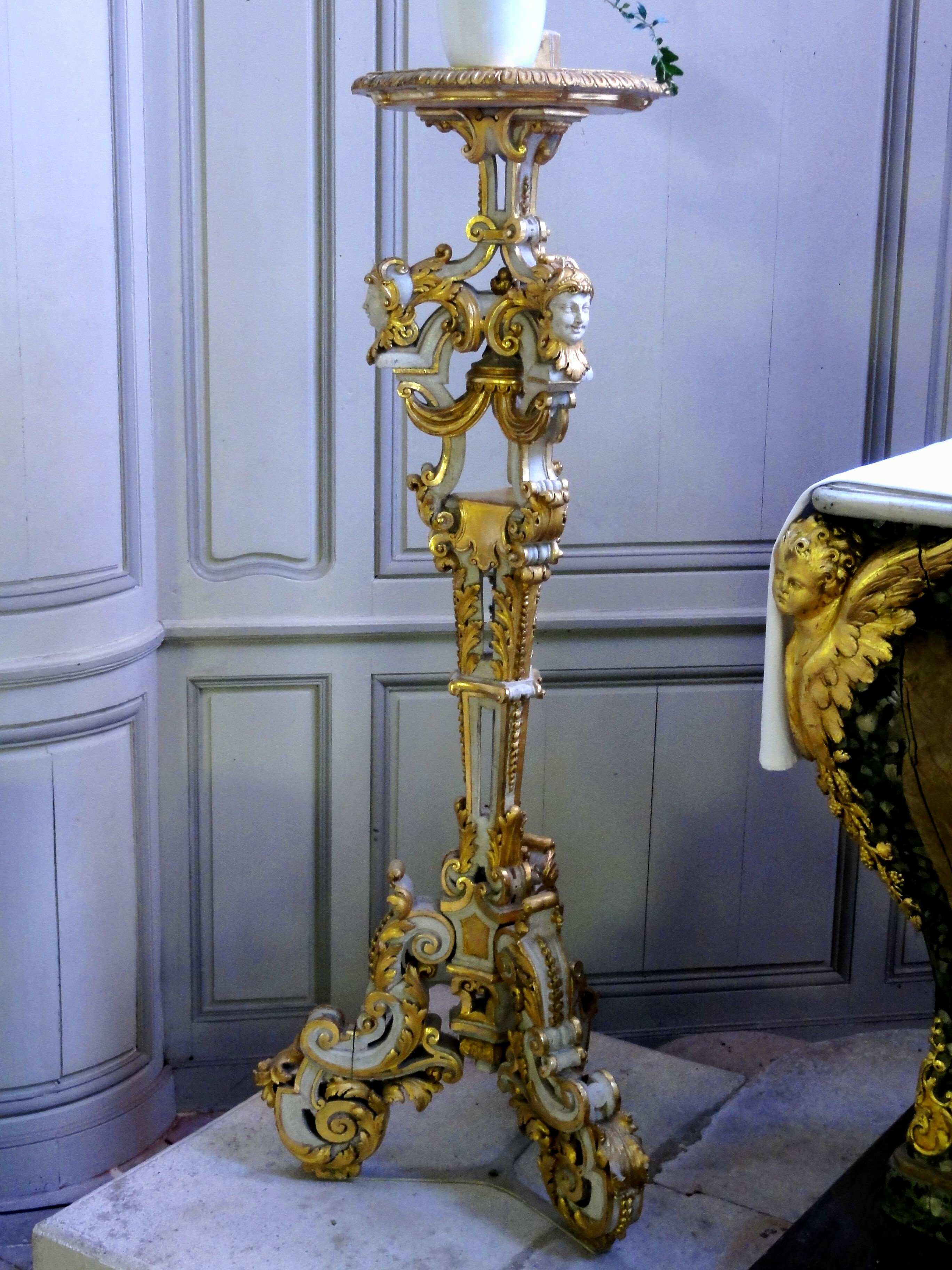
Chandelier pascal.

### Vitraux
La verrière dite de la Transfiguration occupe le registre médian et le registre supérieur de la fenêtre d'axe de l'abside. Elle date du premier quart du XVIe siècle. La partie inférieure a été restaurée par Ména en 1860. Sur les panneaux non restaurés, les visages d'Élie (à droite) et de Moïse (à gauche) sont très effacés. Le visage du Christ n'est pas reconnaissable non plus, et Eugène Müller en apporte l'explication : le peintre verrier a traduit par une coloration jaune étrange, le texte : « Le visage » du Christ « devint brillant comme le soleil »,. Les couleurs ont quant à eux rien perdu de leur éclat. Au XVIe, d'autres vitraux ont été offerts à l'église, comme le prouvent deux fragments conservées dans les mouchettes de la baie de la quatrième baie du bas-côté sud. Ils représentent Adam (à gauche) et Ève (à droite). L'église possède cinq autres verrières figurées, qui se trouvent tous dans le bas-côté sud. Ils représentent, en commençant par la chapelle de la Vierge, l'Immaculée Conception (Marie entourée de ses parents sainte Anne et saint Joachim) ; la Présentation de Marie au Temple ; l'Annonciation faite à la Vierge Marie ; la Visitation de la Vierge Marie ; et l'Assomption. Ces verrières datent de 1864 et sont signés Ména, Paris. L'on note que l'iconographie reprend uniquement des scènes de la vie de la Vierge, et néglige la vie du saint patron de l'église, Martin de Tours.

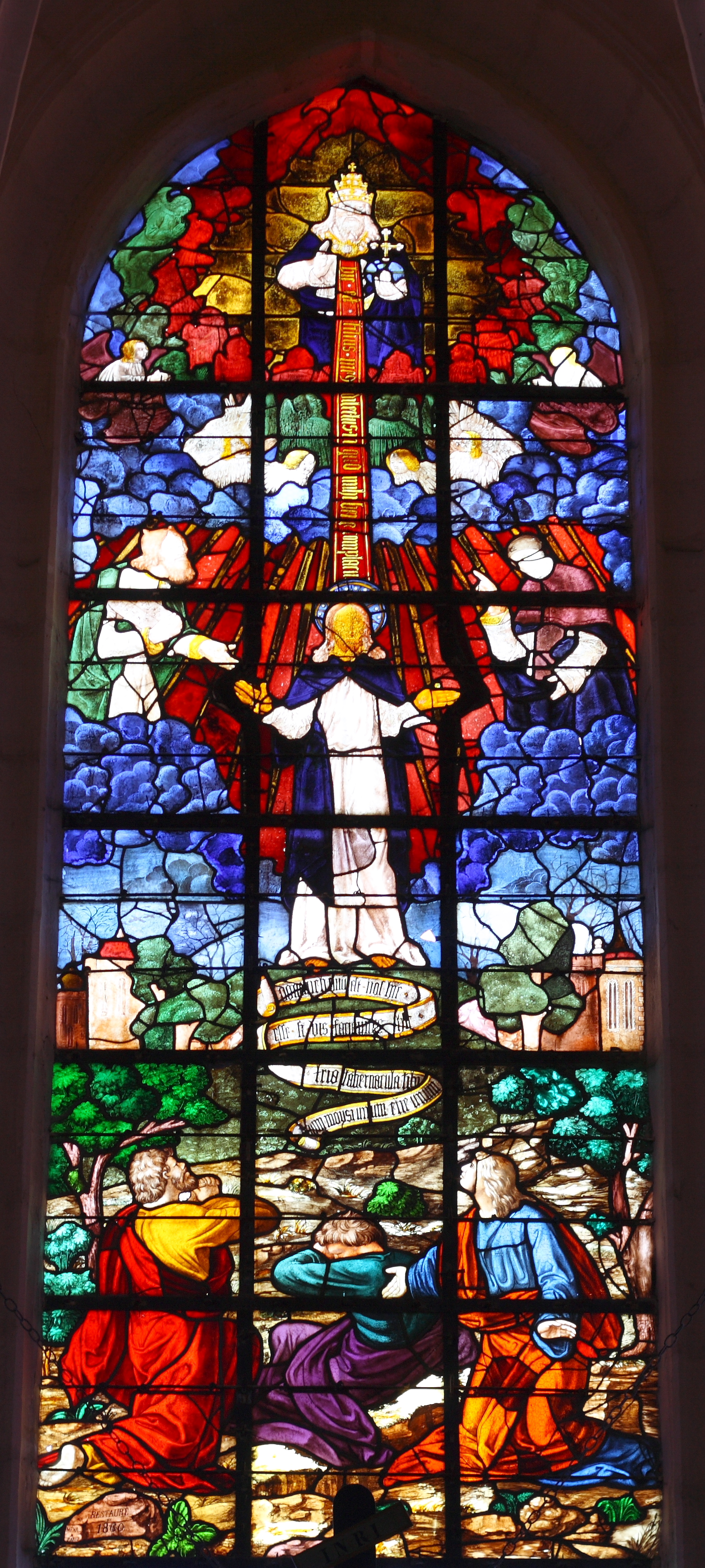
Vitrail de la Transfiguration, du 1er quart du XVIe.
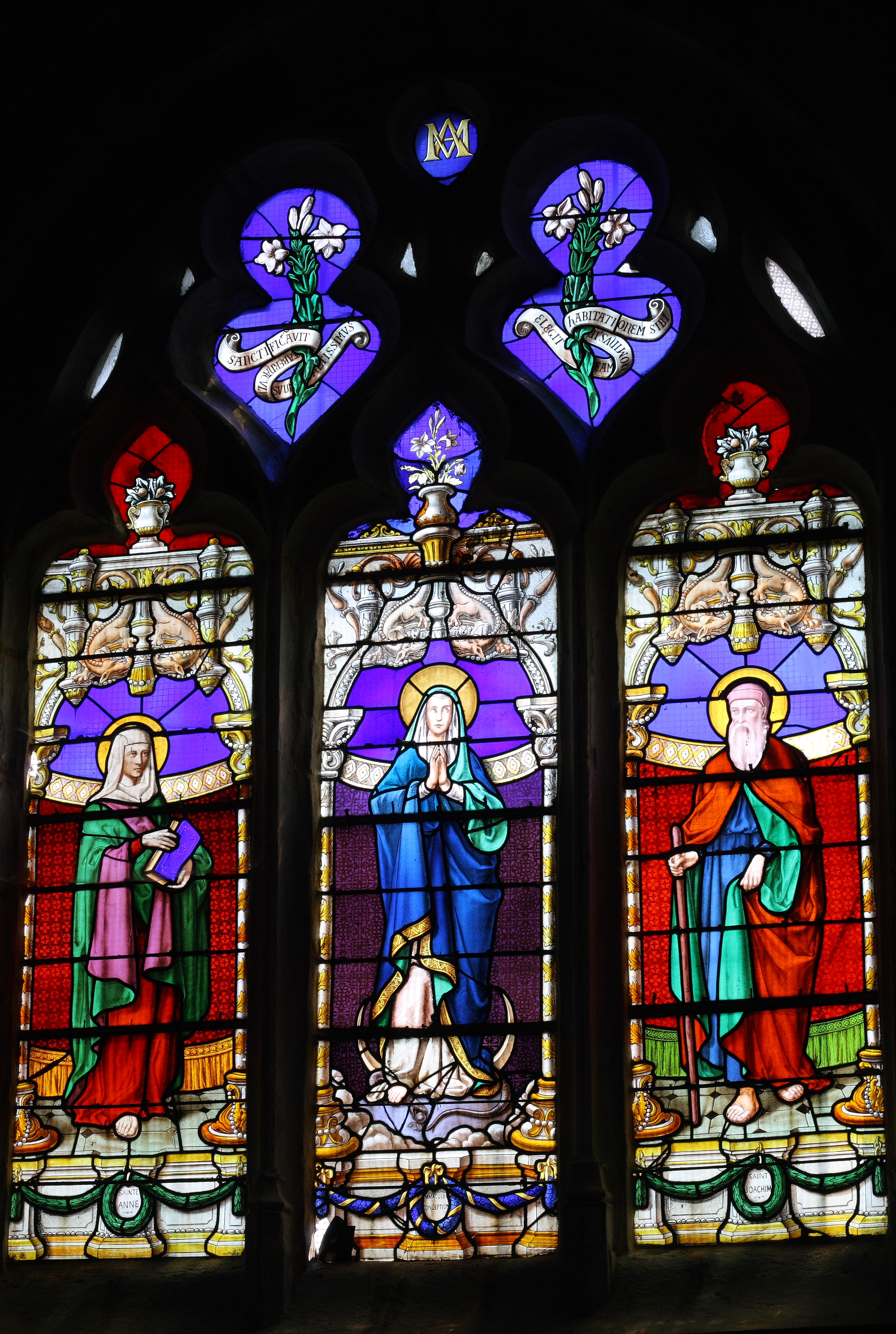
Vitrail de l'Immaculée Conception.
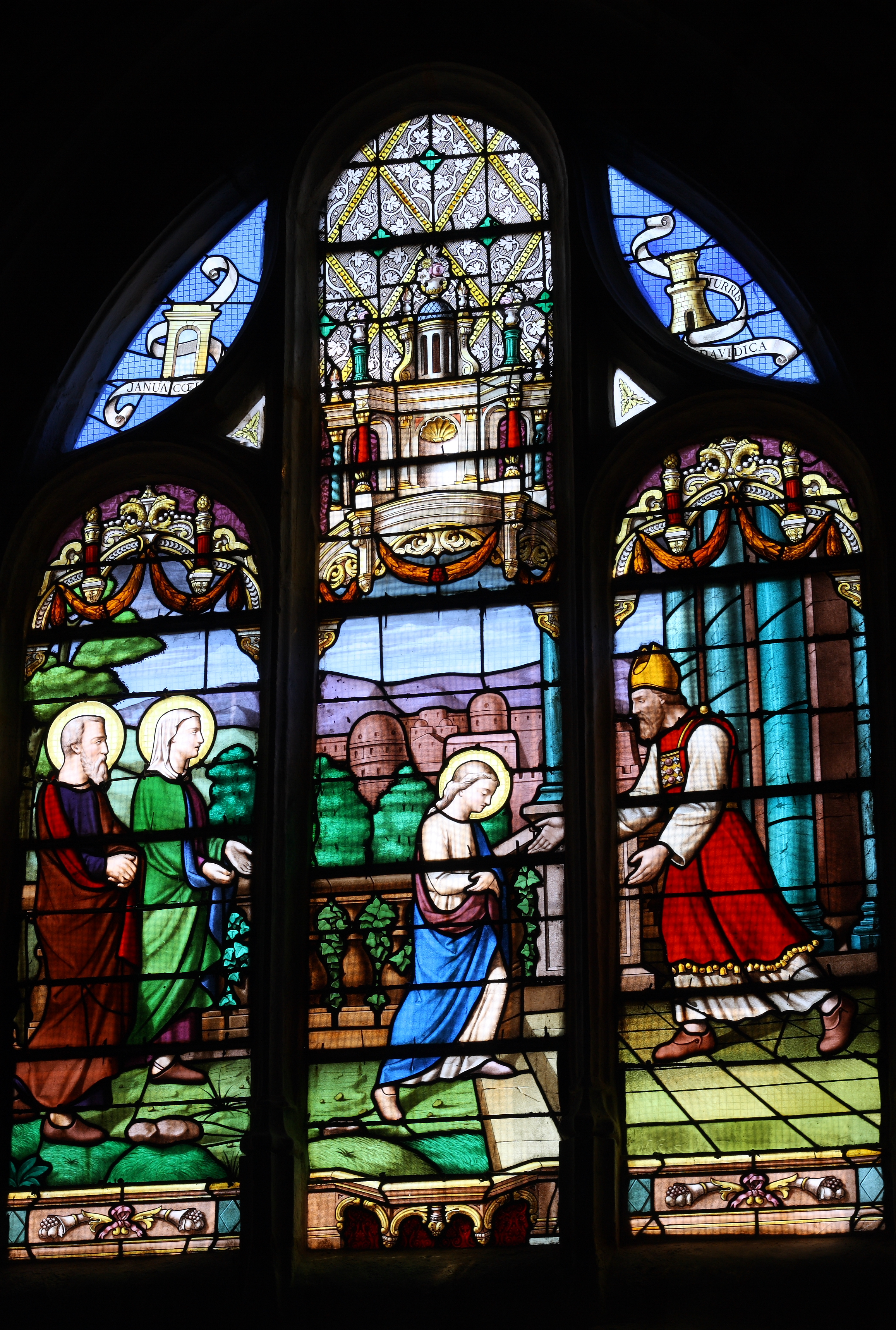
Présentation de Marie au Temple.
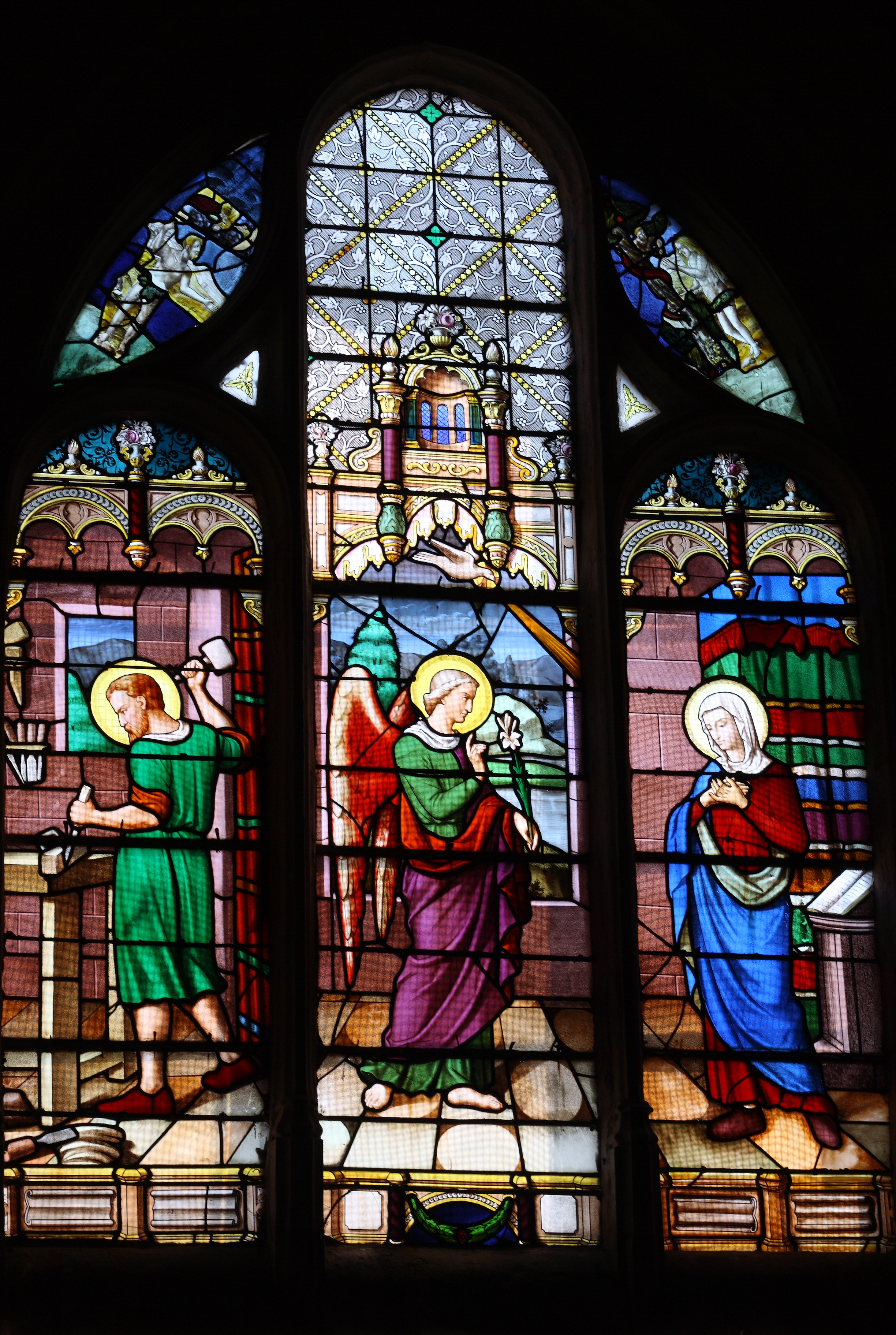
Vitrail de l'Annonciation, avec deux tympans du XVIe.
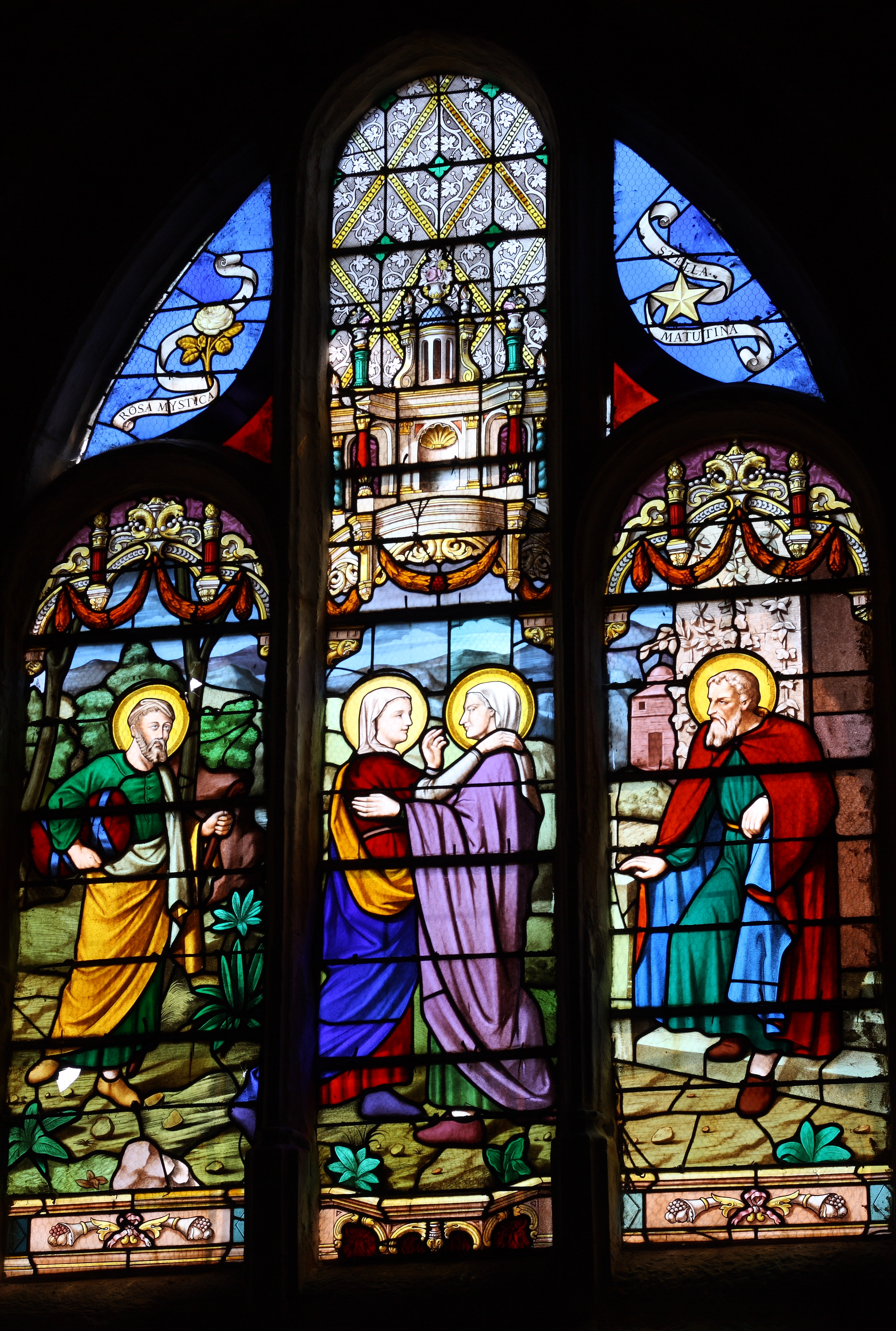
Vitrail de la Visitation.
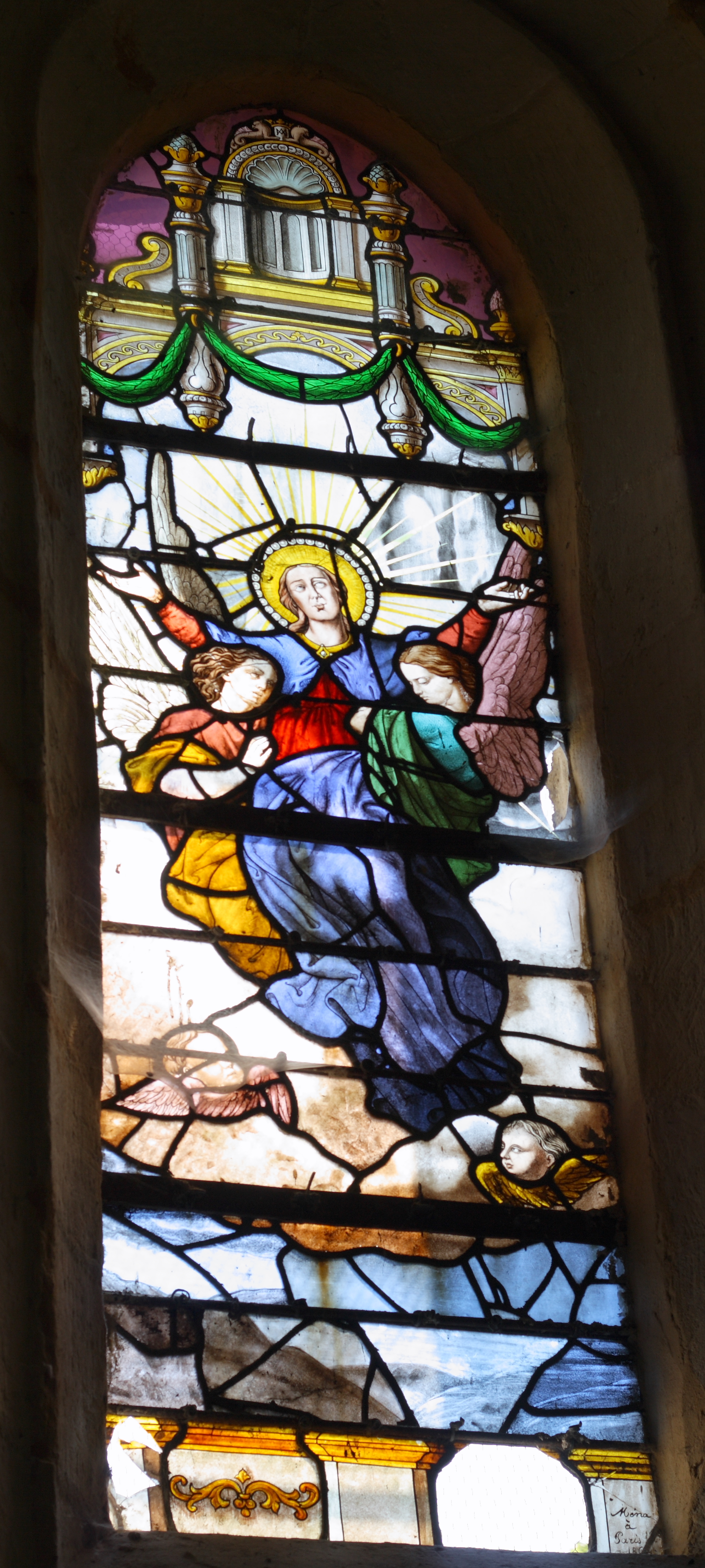
Vitrail de l'Assomption.

### Dalles funéraires
Les dalles funéraires classées sont toutes scellées dans le sol, et il y en a au moins huit autres, dont une est presque effacées ; deux ne comportent que des inscriptions rendues volontairement illisibles ; deux autres ne sont plus identifiables comme dalles funéraires que par leur forme. Une autre n'est que partiellement visible à gauche de l'allée centrale et de faible intérêt, ce qui explique peut-être qu'elle n'a pas été classée, mais deux pierres tombales sont aussi intéressantes que celles qui ont été classées, et elles ont été simplement oubliées lors du classement. Personne ne devait plus se souvenir de leur existence, car elles étaient dissimulées sous un plancher de bois surélevé, sur lequel étaient placés des bancs de fidèles. La suppression de ces bancs et du plancher en 2012 a fait apparaître de nouveau les deux grandes dalles funéraires, qui sous la Révolution française ont malheureusement été martelées comme toutes les autres. Édouard du Chesne a déchiffré tout ce qui fut encore lisible au milieu des années 1960, mais ne fournit pas de description de l'iconographie. Dans une notice de 1994, le service des Monuments historiques n'a pas tenu compte de ses travaux, et déplore que le texte de l'arrêté de classement de 1911 manque de précision, d'où une difficulté de distinguer les dalles classées de celles qui ne le sont pas. Le rédacteur de l'arrêté de classement n'a effectivement pas consacré assez de temps à l'étude des dalles funéraires, car il qualifie des inscriptions d'illisibles qu'Édouard du Chesne est parvenu à relever une cinquantaine d'années plus tard, et que l'on parvient toujours à décrypter en plus grande partie. En réalité, la difficulté est donc plutôt de savoir laquelle des descriptions fournies par l'arrêté de classement correspond à quel emplacement et à quelle inscription citée par Édouard du Chesne, car comme déjà mentionné, les dalles non classées sont simplement les moins bien conservées parmi celles visibles en 1911,.
Six parmi les dalles classées appartiennent à un membre de la famille Le Febvre, et encore, les noms de certains défunts ne sont plus lisibles. D'après les registres paroissiaux, neuf membres de la famille Le Febvre sont enterrées au total de l'église. Sept parmi les douze sépultures classées abritent des époux, et aucune un prêtre. Seulement deux tombes correspondent à des seigneurs, mais deux autres à des gardes du corps du roi. Plusieurs défunts sont qualifiés de laboureurs, et il s'agit apparemment des plus gros agriculteurs du village, représentés en costume de bourgeois. Ainsi l'arrêté de classement parle de bourgeois dans un cas, alors qu'il s'agit d'un laboureur selon l'inscription.
Les deux premières dalles funéraires de l'allée centrale ne sont pas classées. L'une présente seulement une inscription entièrement martelée (repère A) ; la deuxième présente deux époux et est très effacée (repère B). Ensuite, on trouve :
- Dalle funéraire de Pierre Le Febvre. Inscription : « Cy-gist honorable b... Pierre / Le Febvre ... en son vivant marchand et laboureur / ...vingt-deuxième / de mars milV ...72 ». D'après le dossier d'inscription : « À effigie gravée. Encadrement Renaissance en plein-cintre sur deux pilastres. Le gisant en houppelande et chausses. Date : 1572 »[21]. (repère C)
- Dalle funéraire de Le Febvre le Jeune et de sa femme. Inscription : « Cy ... honorable / Le Febvre le Jeune... en son vivant archer de la Garde du Roy / lequel trespassa le... jui... / mil...trente / et... le... ». D'après le dossier de classement de 1915 : « À effigies gravées. Encadrement formé d'un tympan et au-dessous, deux arcades en contre courbes, le tout orné d'oves et de ronds. Le gisant en houppelande et chausses. La gisante en coiffe, corsage ajusté, à larges manches, à revers d'hermine, à jupe plissée à large bande d'hermine dans le bas. XVIIe siècle »[22]. (repère D)
- Dalle funéraire de Charles Le Febvre et Catherine Bruslé. Inscription : « Cy... Charles Le Febvre / ...avril 16... et Catherine / Bruslé sa femme laquelle trespassa le ...jour... ». D'après le dossier de classement de 1915 : « A effigies gravées. Pas d'autre encadrement que deux arcades plein-cintre tombant sur consoles et culot central. Le gisant en manteau court et chausses. La gisante en coiffe, corsage, manches bouffantes, jupe plissée. XVIe siècle »[23]. (repère E)
- Dalle funéraire de Pierre Le Febvre le Jeune. Inscription : « Cy...Pierre / Le Febvre le Jeune en son vivant marchand-laboureur démeurant à / Survilliers lequel trespassa... ». D'après le dossier de classement de 1915 : « À effigie gravée. Riche encadrement Renaissance à fronton de feuillage et colonnes corinthiennes. Le gisant en houppelande et chausses. XVIe siècle »[24]. (repère F)
- Dalle funéraire de Pierre le Febvre l'aîné et de ... Frémin. Inscription : « Cy... Pierre le / Febvre l'aîsné en son vivant marchand-laboureur / bre mil V / Frémin sa femme laquelle décéda... ». D'après le dossier d'inscription de 1915 : « À effigies gravées. Pas d'encadrement, seulement deux pleins-cintres surmontés de deux anges assis. Le gisant est en manteau court et chausses. La gisante coiffe, corps collant terminé en pointe, manches larges et jupe plissée. Date 1612 »[25]. (repère G)

La dalle à la droite de la précédente n'évoque plus que par sa forme sa vocation initiale, et n'est pas classée (repère H). Une autre dalle non classée se situe à droite de l'allée centrale. On en voit seulement la partie inférieure presque entièrement couverte d'une inscription, le reste étant caché par le plancher sous les bancs de fidèles. L'inscription est inversée et la tête est probablement tournée vers l'est, ce qui fait penser qu'il s'agit d'un prêtre (repère L). La plaque classée suivante se situe à gauche de l'allée centrale et occupe un emplacement analogue, puis les autres sont de nouveau dans l'allée centrale : 
- Dalle funéraire d'un marguillier. Inscription : « et marguillier qui / décéda le lundi qu... iesme jour de juing... ». D'après le dossier de classement de 1915 : « À effigie gravée. Encadrement Renaissance, à juger sur le bas des colonnes. La moitié supérieure de la dalle est cachée par le banc des fidèles. On voit le bas de la houppelande et les chausses du gisant. XVIe siècle »[26]. (repère I)

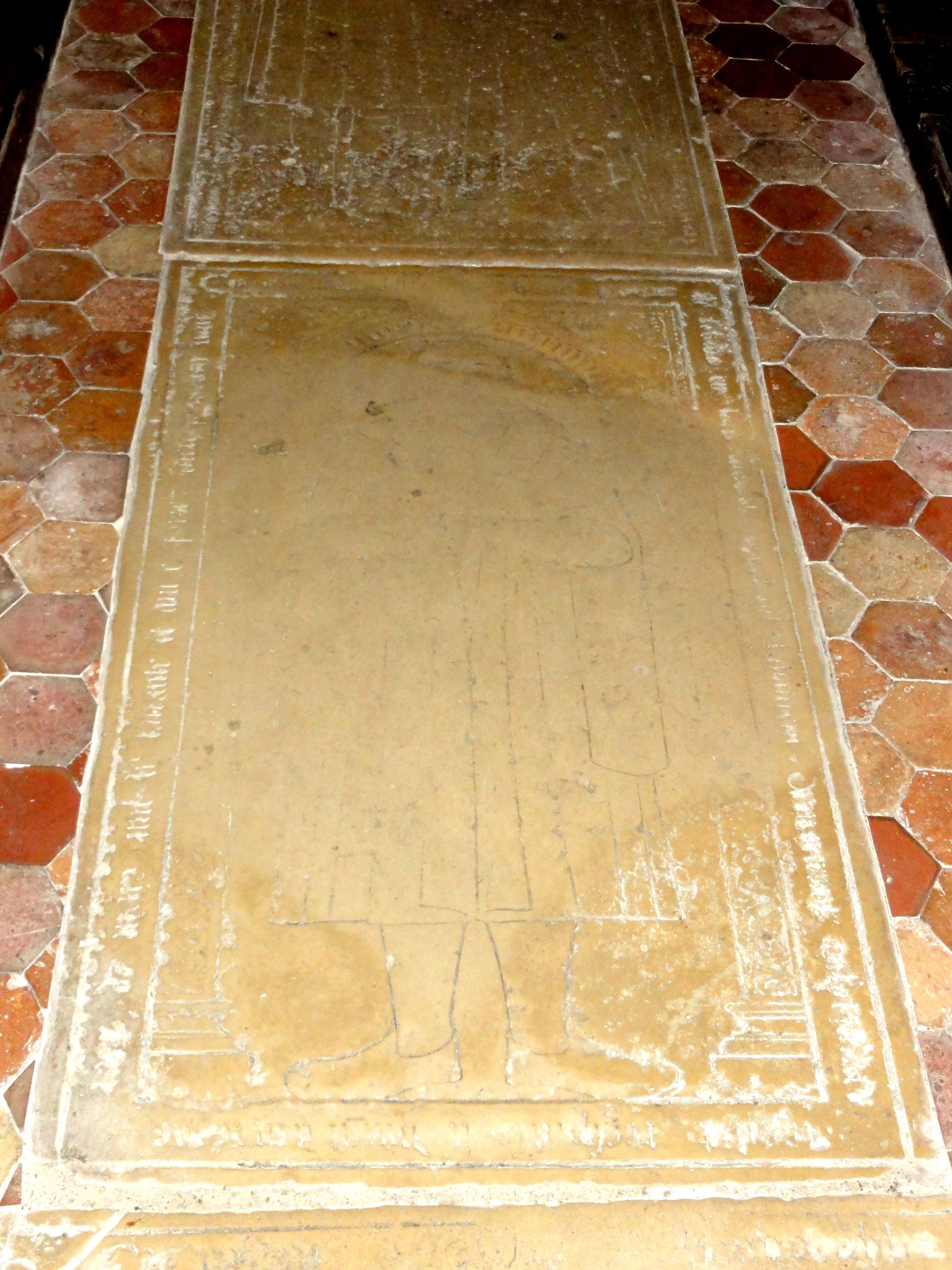
Dalle funéraire de Pierre Le Febvre.
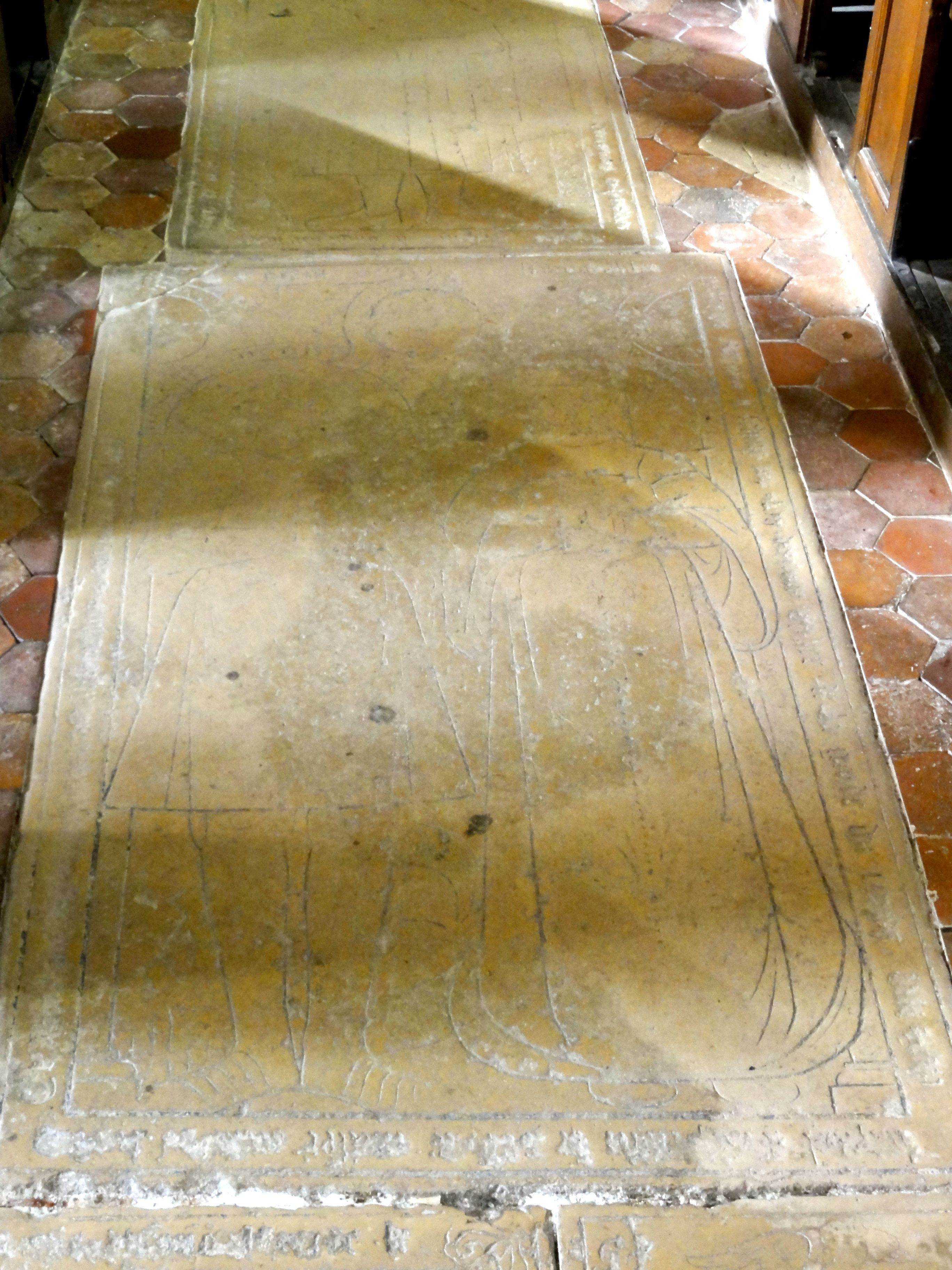
Dalle funéraire de Le Febvre le Jeune et sa femme.
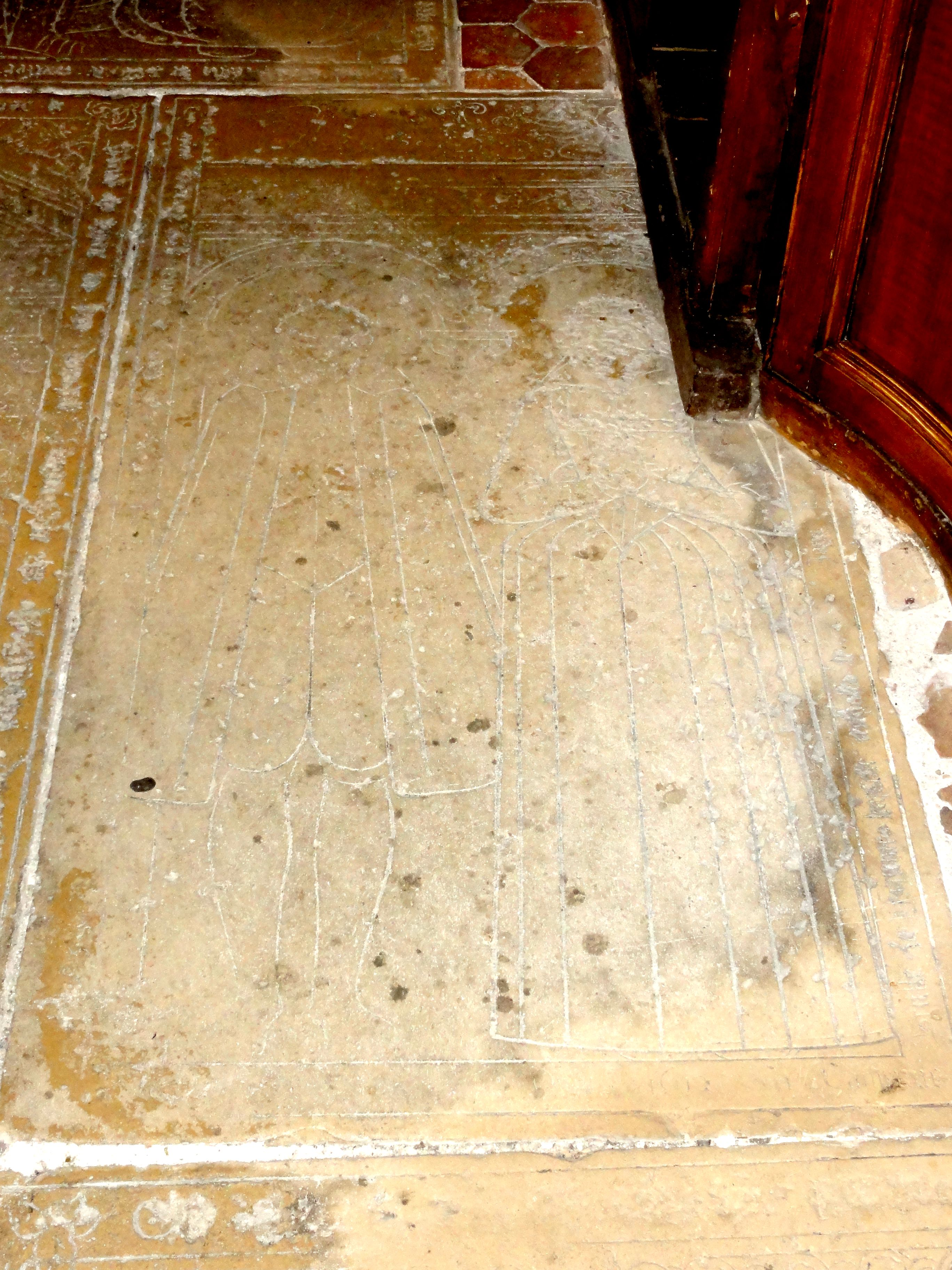
Dalle funéraire de Charles Le Febvre et Catherine Bruslé.
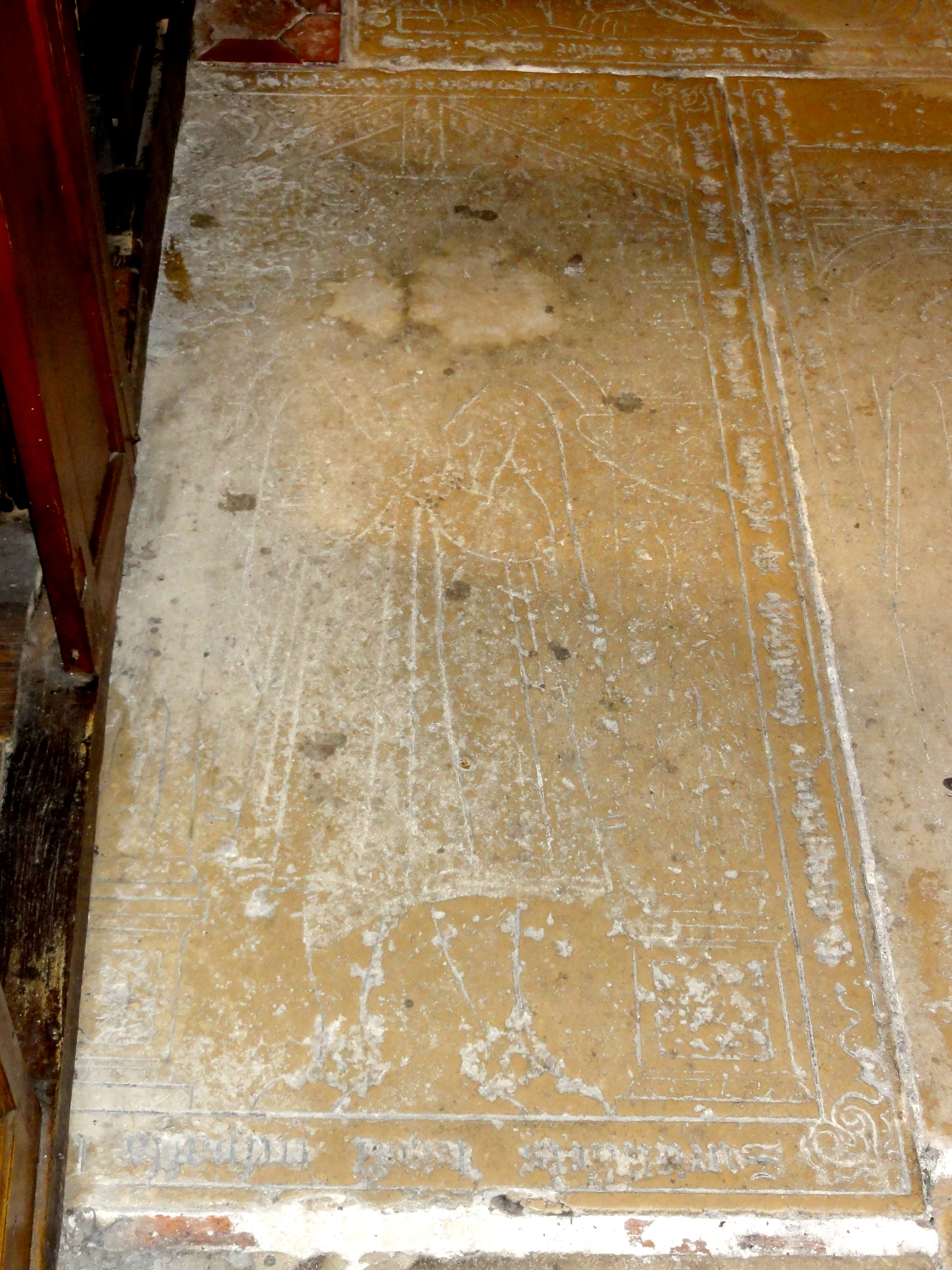
Dalle funéraire de Pierre Le Febvre le Jeune.
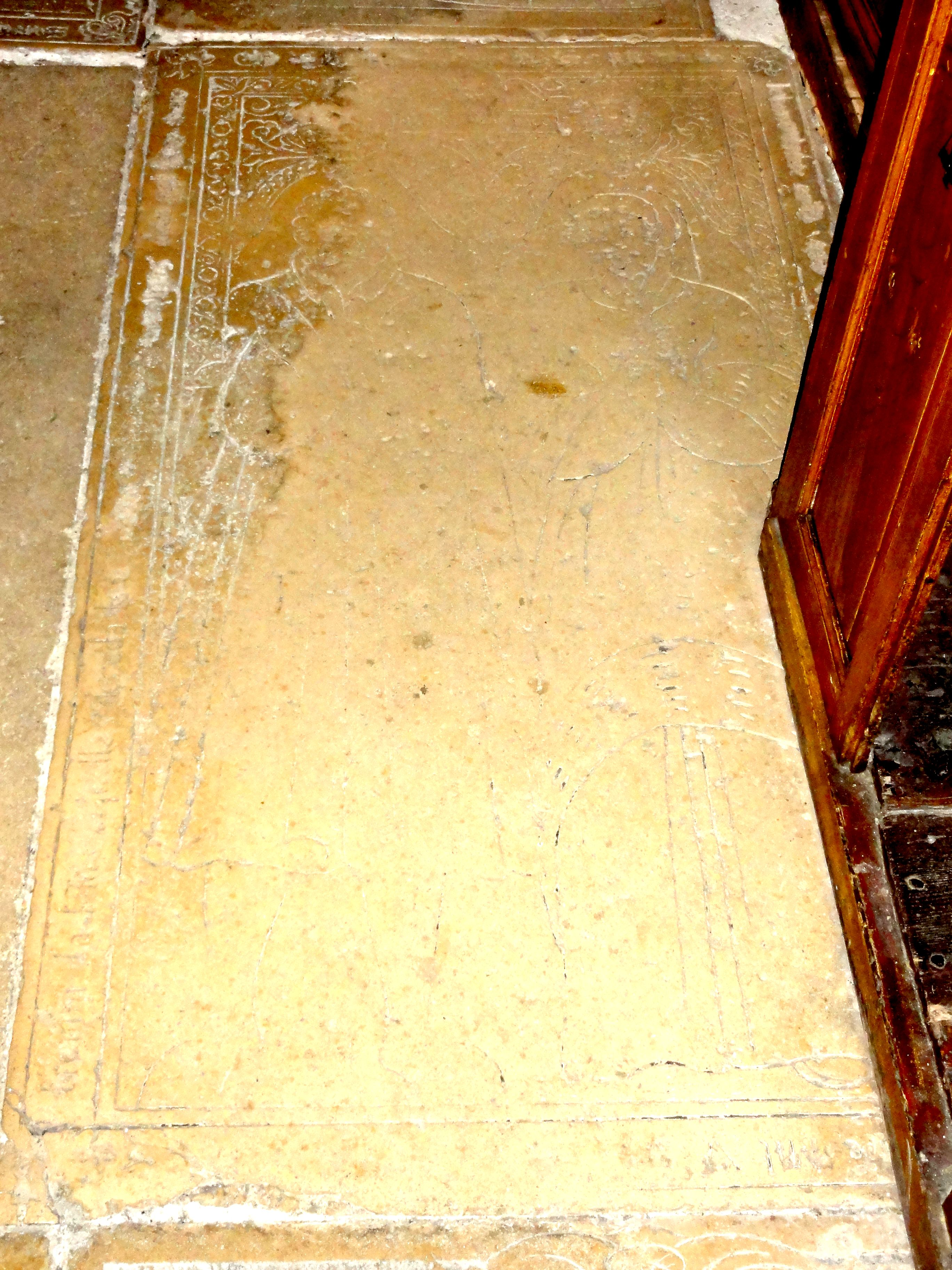
Dalle funéraire de Pierre le Febvre l'aîné et ... Frémin.
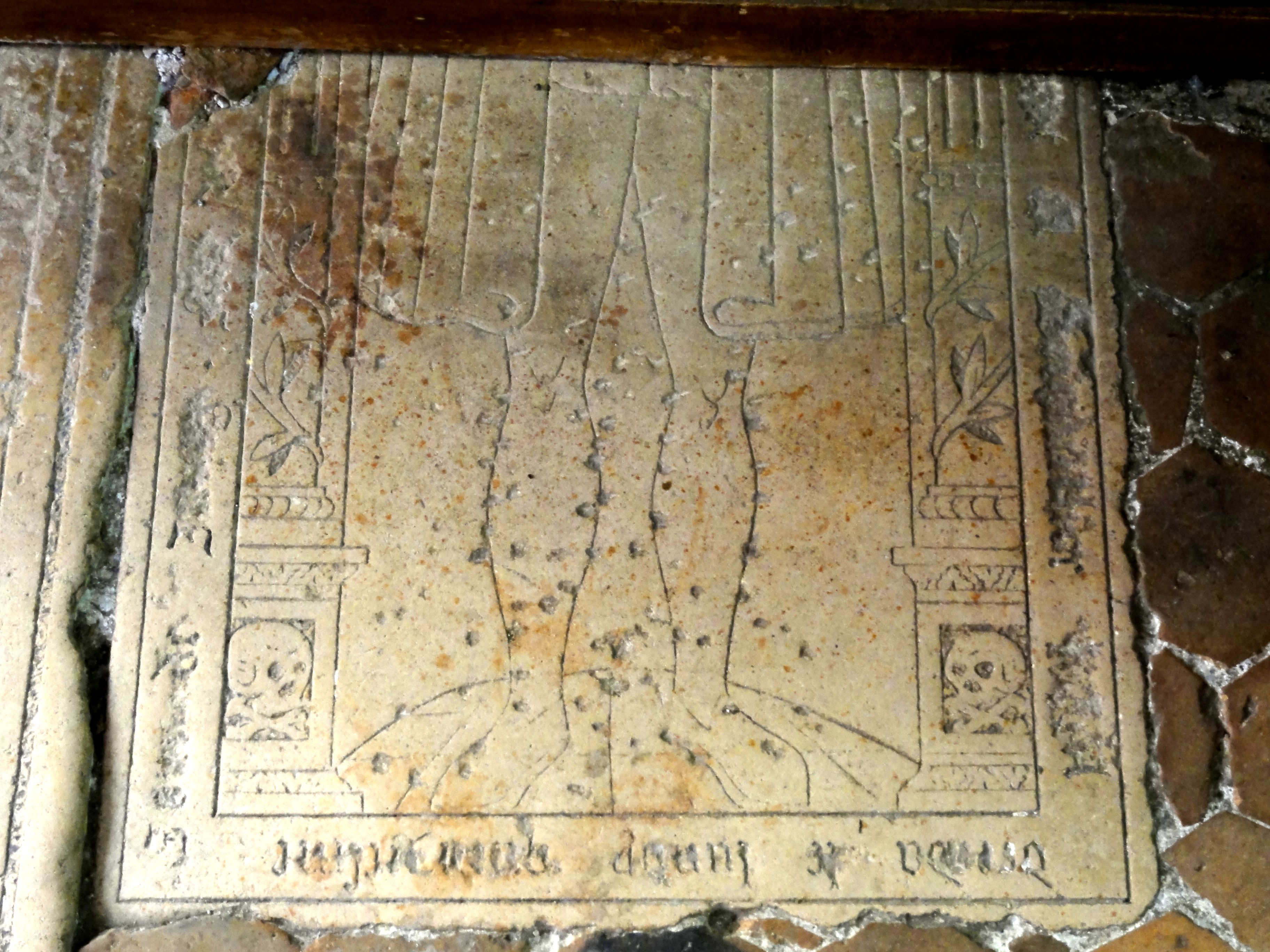
Dalle funéraire d'un marguillier.

- Dalle funéraire d'un laboureur et de sa femme. Inscription : « ...orps d'honestes / ...laboureur / ...i et seignr ...obre 1690 / ...ans 5 mois / ...me natifve / le deux Décembre / ...ix mois et demy ». D'après le dossier de classement de 1915 : « Dalle funéraire d'un bourgeois et de sa femme. A effigies gravées. Pas d'encadrement. Le gisant est en manteau court et chausses. La gisante en costume du règne de Louis XIII : coiffe, corsage collant, manches larges, jupe largement drapée. Premier quart XVIIe siècle »[27]. (repère J)
- Dalle funéraire de ... Le Febvre, garde du corps du Roi, et de son épouse. Inscription : « ...honorable... Le Febvre vivant garde du corps du roi et vétéran lequel est décédé... / sa femme laquelle est décédée le XX jop de mars 1640 ». D'après le dossier de classement de 1915 : « À effigies gravées. Encadrement Renaissance, feuillages au tympan, deux pleins-cintres retombant sur consoles et sur motif central. Le gisant en armure complète sauf la tête et cotte d'arme, le casque est aux pieds. La gisante, coiffe à l'italienne, robe collante à larges manches, jupe ample droite, plissée »[28]. (repère K)

La dalle classée suivante se situe à l'entrée de l'abside, à gauche en regardant l'autel. Une autre dalle lui fait face à droite, mais sa surface est entièrement décapée et elle n'est pas classée (repère N).
- Dalle funéraire attribuée à Charles de Meaux l'Aîné, baron de Survilliers († 1604) et de sa femme Catherine d'Ognon († 13 août 1633). D'après le dossier de classement de 1915 : « À effigies gravées. Encadrement Renaissance à tympan de feuillage et deux arcades plein-cintre retombant sur consoles et motif central. Le gisant en houppelande et chausses. La gisante, coiffure plate à l'italienne, corsage très mince, manches bouffantes, jupe plissée en forme de cloche. Les figures et les mains des défunts sont en marbre blanc. L'inscription au bas de la dalle est cachée par la première marche du chœur. XVIe siècle »[29]. (repère M)

Les trois dernières dalles classées se trouvent à l'est du bas-côté sud. La première est cachée en grande partie par le piédestal de l'autel de la Vierge ; les autres sont à côté et en dessous de l'orgue :
- Dalle funéraire de Charlemagne Gaudet. Inscription : «...de 70 ans...», Édouard du Chesne n'a pas pu déchiffrer le reste. Il s'agit d'après lui probablement de Charlemagne Gaudet († 22/04/1695). D'après le dossier de classement : « À effigie gravée. Encadrement de deux colonnes ioniques supportant un plein-cintre. Le gisant est en habit à la française, bottes, éperons, épée, tels que les portaient les effigies du règne de Louis XIV. XVIIe siècle »[30]. (repère R)
- Dalle funéraire d'un seigneur et de sa femme. Inscription : «...décédé le 20 jour de mars 1610...». D'après le dossier d'inscription de 1915, il s'agit d'un seigneur et de sa femme : « À effigies gravées. Pas d'encadrement. Le gisant en armure complète en usage à l'époque de Louis XIII. La dame en costume de la même époque, mantille sur la tête, robe à corsage collant et manches larges, jupe drapée »[31]. (repère S)
- Dalle funéraire d'une femme. Édouard du Chesne n'a pas pu déchiffrer d'inscription. Il s'agit d'après lui probablement de Catherine Plastrier († 10/01/1584) ou de Marguerite Guébin († 1587). D'après le dossier de classement : « A effigie gravée. Encadrement de colonnes ioniques et plein-cintre. La gisante est en costume à la mode du temps de Louis XIII : corsage à larges manches ouvertes dans le bas, jupe drapée »[32]. (repère T)

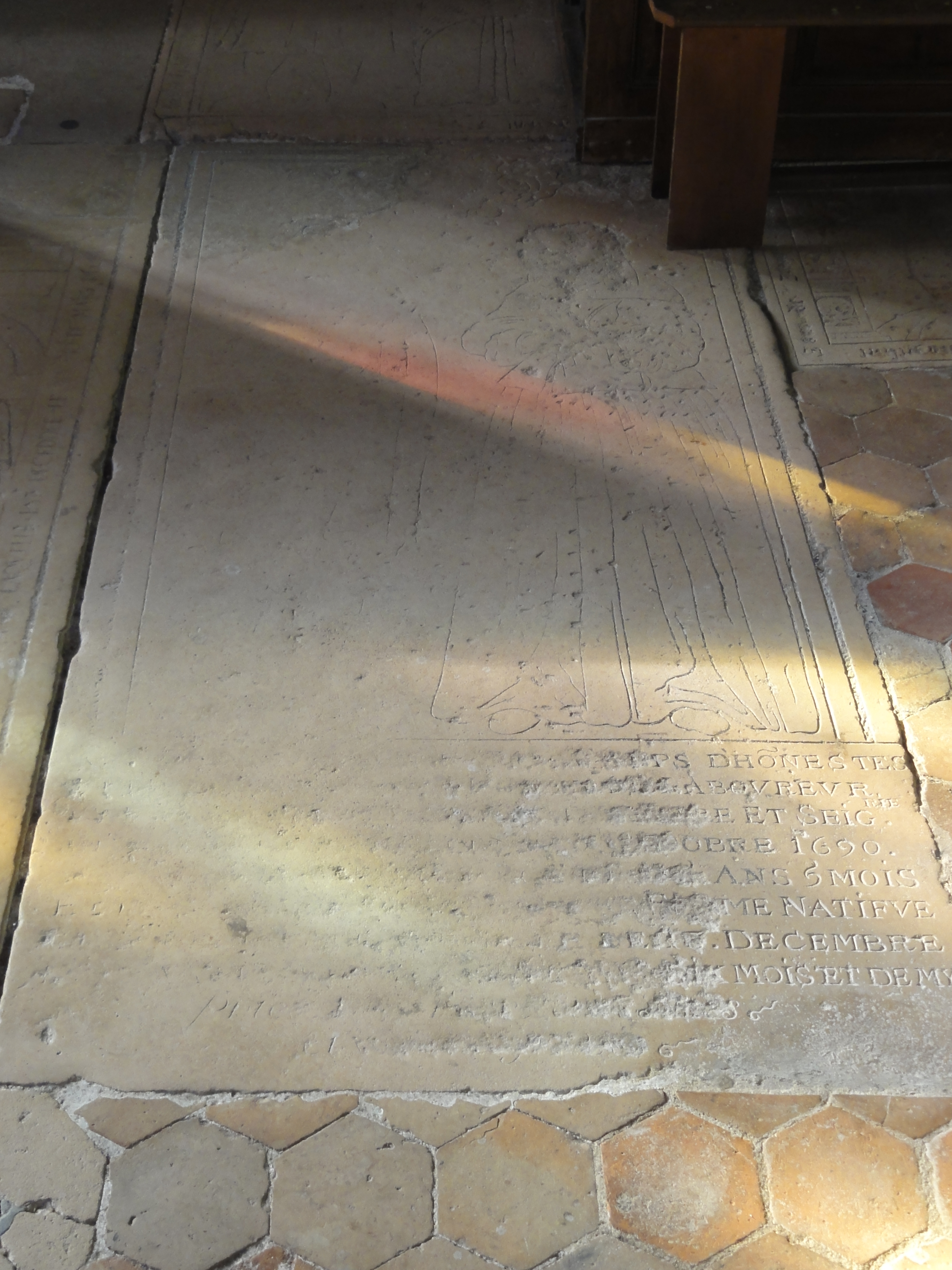
Dalle funéraire d'un laboureur et de sa femme.
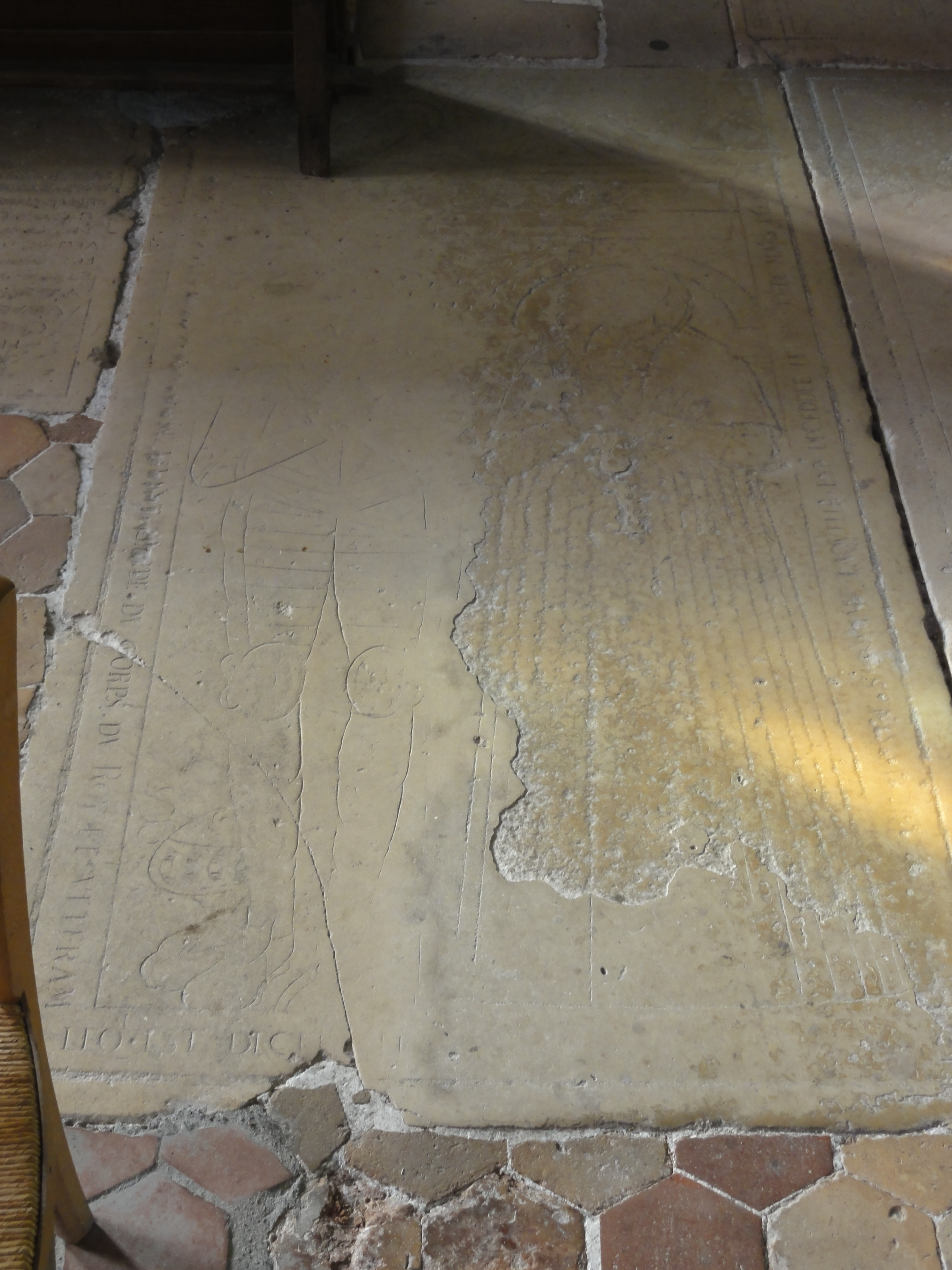
Dalle funéraire de ... Le Febvre et de sa femme.
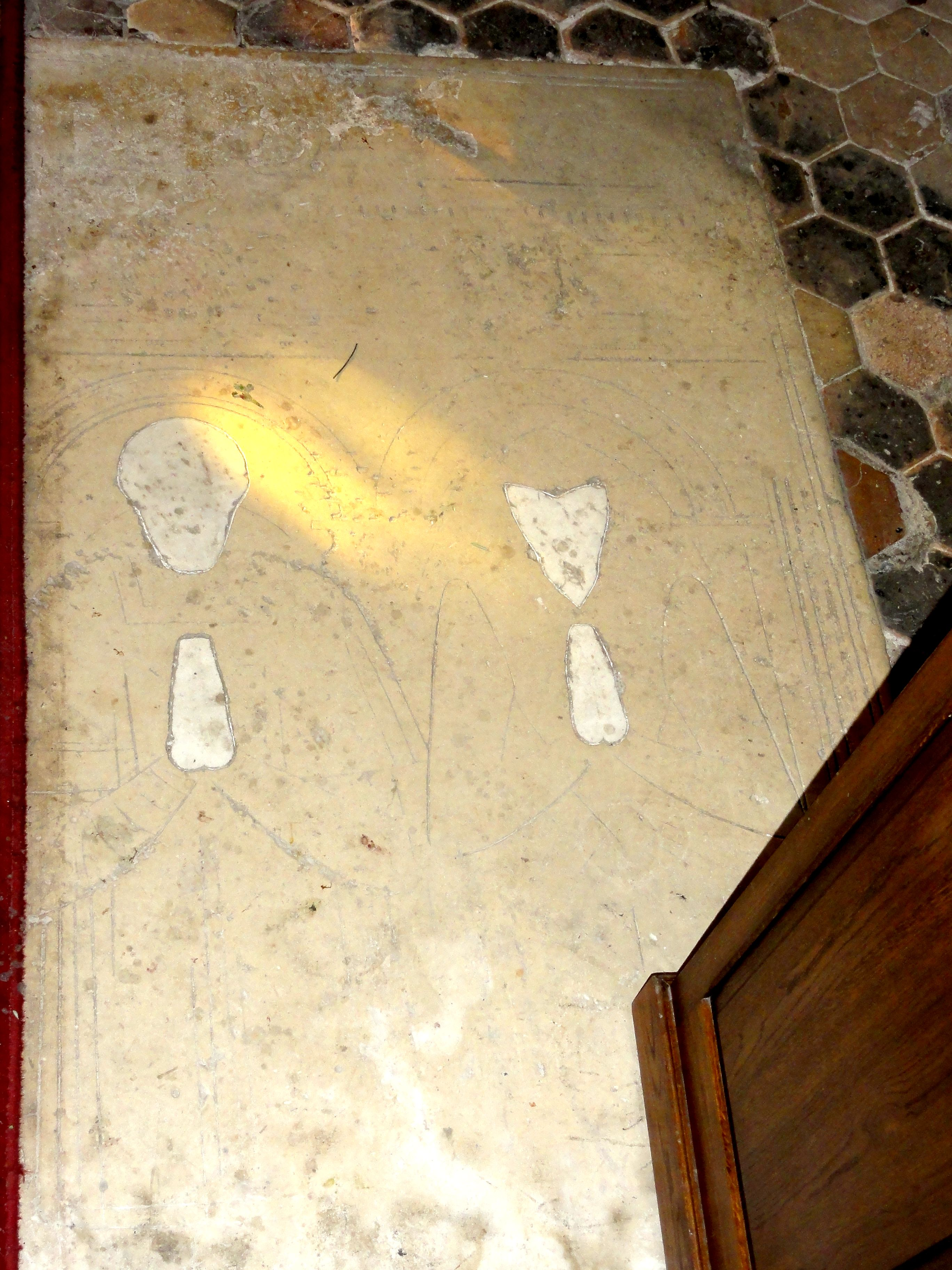
Dalle funéraire de Charles de Meaux et de Catherine d'Ognon.
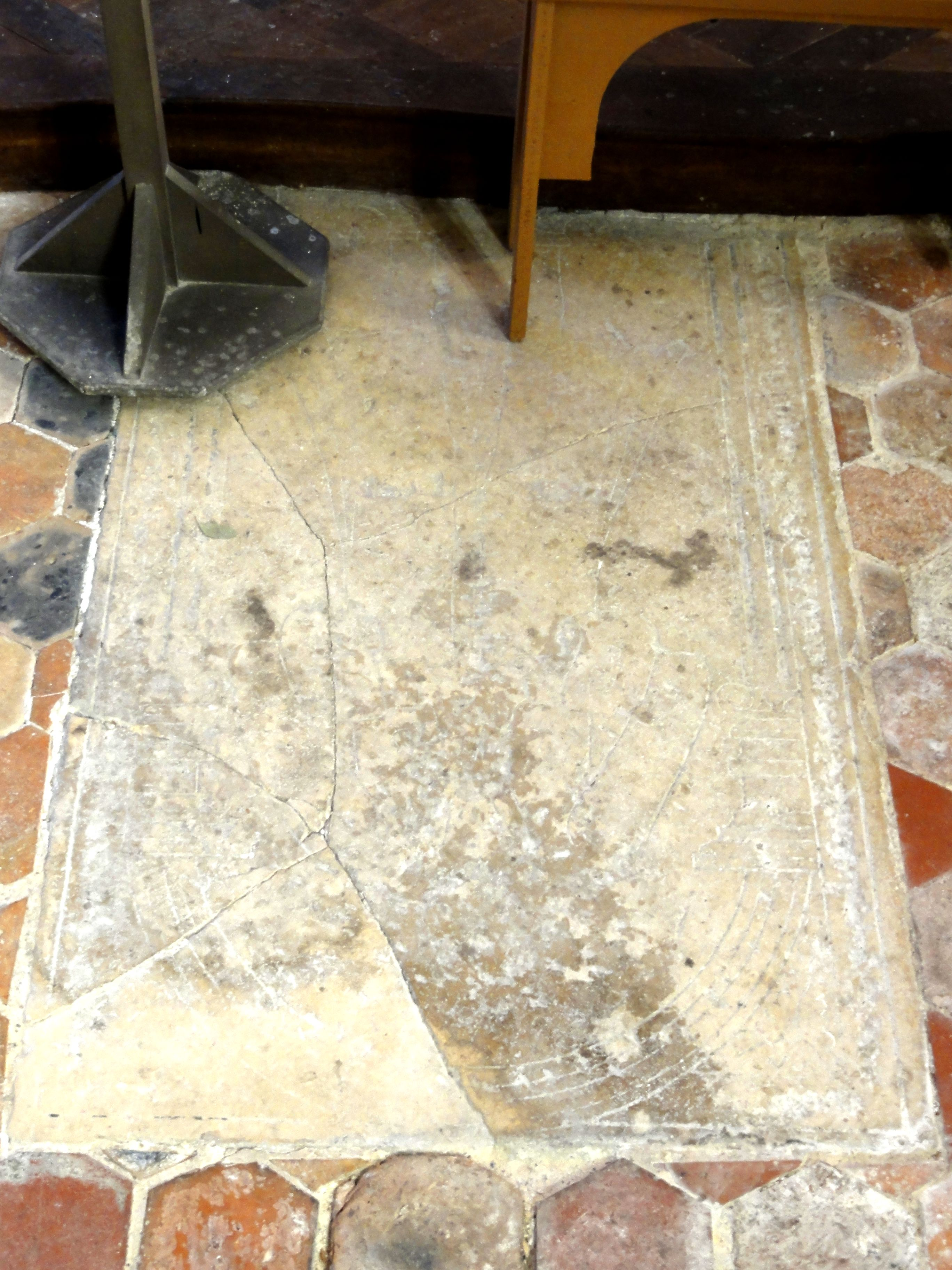
Dalle funéraire de Charlemagne Gaudet.
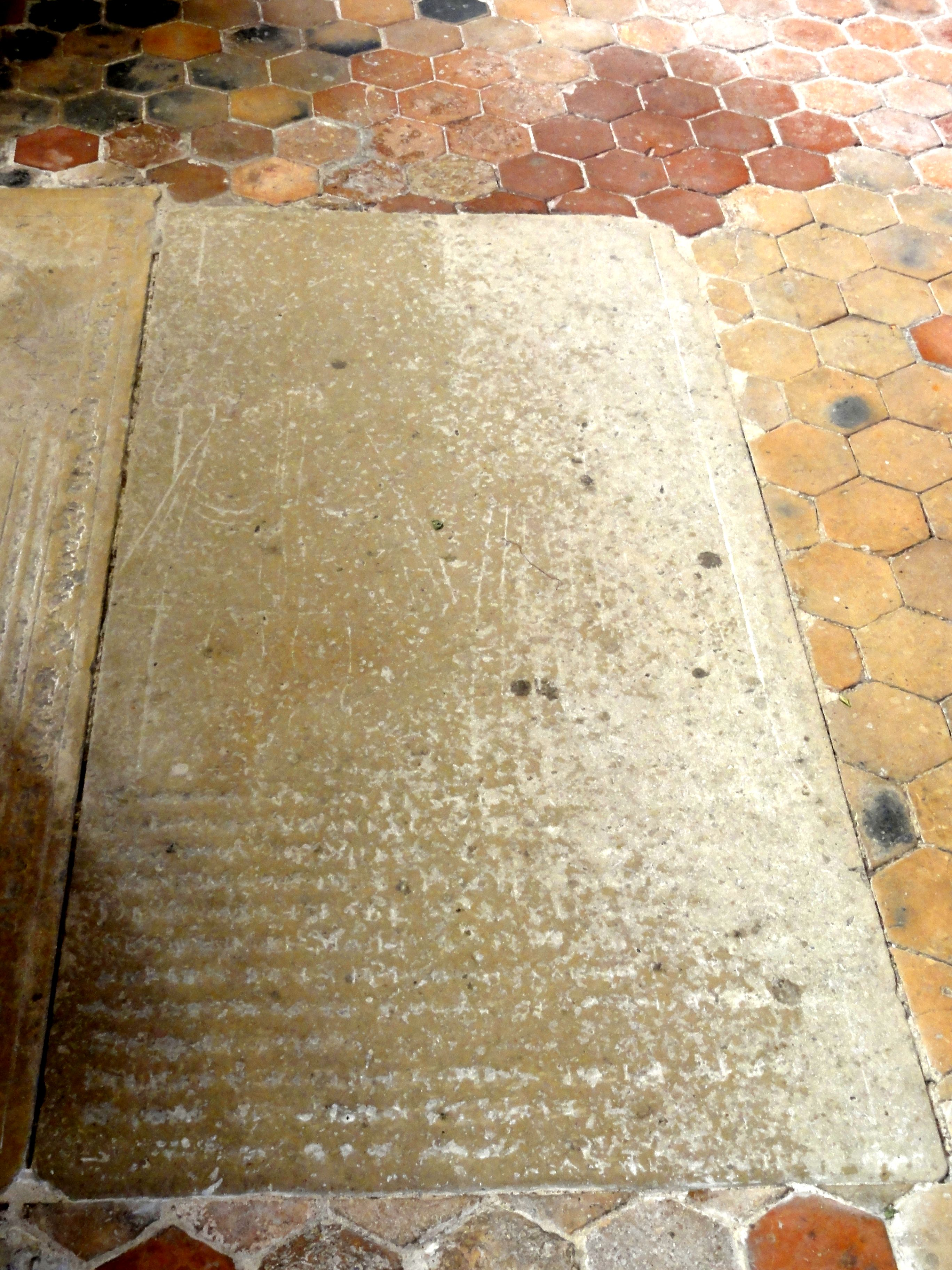
Dalle funéraire d'un seigneur et de sa femme.
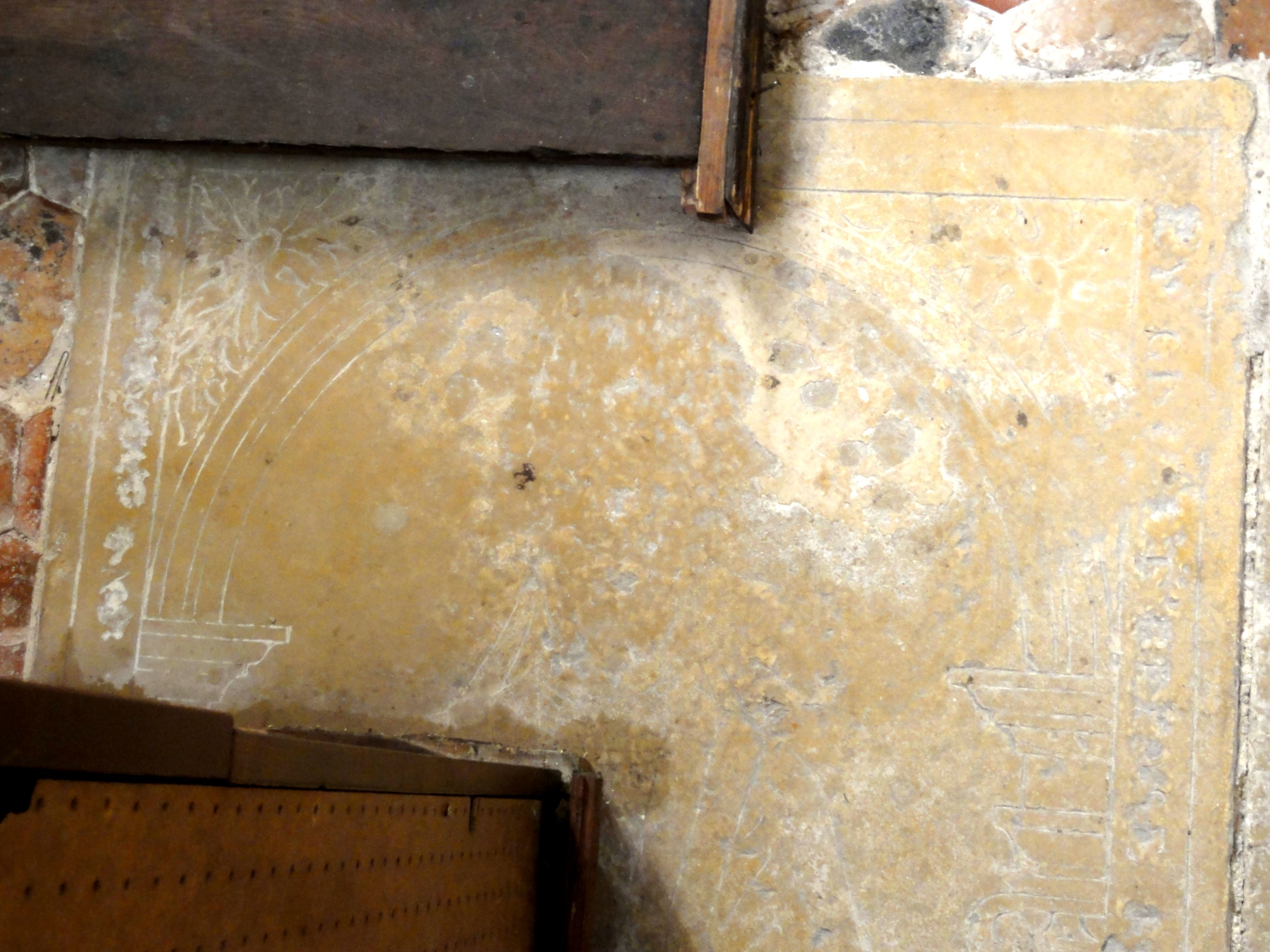
Dalle funéraire de Catherine Plastrier ou de Marguerite Guébin.

Édouard du Chesne a dépouillé les registres paroissiaux anciens et affirme que l'église devrait abriter quatre-vingt-quatorze sépultures au total, la plupart datant du XVIIe siècle. On connaît donc leur identité, mais le nombre important de personnes et les maigres indices fournis par les quelques plaques illisibles ne permet pas une attribution. Ce sont les dispositions testamentaires et les legs laissés à cet effet qui décident quels paroissiens pouvaient être enterrées dans l'église. Contrairement à l'impression, la famille Le Febvre n'est pas en tête des statistiques : C'est la famille Bouchard, avec vingt-six membres. Viennent ensuite les Le Febvre avec neuf membres ; les Ganneron avec huit membres ; la famille Le Duc avec six membres ; et la famille de Meaux, seigneurs de Survilliers, avec cinq membres. D'autres familles de notables sont les Frémin (dont un lotissement porte aujourd'hui le nom), les Gaudet, les Fieffé et les Boisseau. Cinq personnes sont enterrées près de l'autel. Il devrait s'agir de Jean de Meaux, mort le 23 août 1633 ; Charles de Meaux, mort le 20 mars 1634 ; Gabriel de Meaux, mort le 13 août 1634 ; Louis Doutreleau, mort le 24 septembre 1634 ; et de maître Le Lieupault, mort le 3 janvier 1679. Ces renseignements ne tiennent pas compte de la précédente église, dont les sépultures devraient subsister à un niveau plus profond, ni des sépultures situés sur le cimetière autour de l'ancienne église, qui par la construction de l'actuelle église, plus grande, se sont retrouvées à l'intérieur.

### Inscriptions

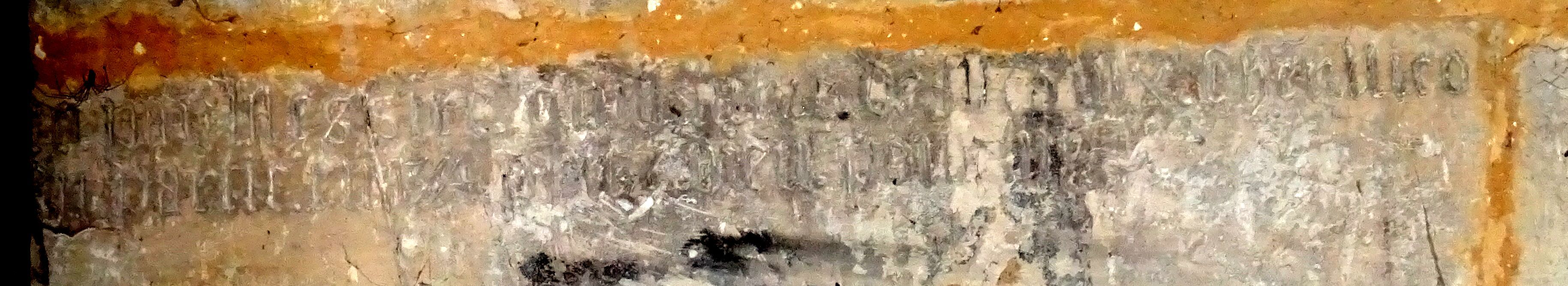
Inscription dans la base du clocher, partie droite, se terminant par en 1354. Priez dieu pour lui.

Deux inscriptions murales en caractères gothiques sont gravées dans les murs de l'église, déjà évoquées : l'une se situe dans la base du clocher, au-dessus du tambour du portail latéral et au-dessus de la plateforme de l'escalier desservant la tribune occidentale. Elle fait vraisemblablement référence à une fondation en 1354 et recommande un défunt Messire à la prière. L'autre se situe sur le soubassement de la fenêtre d'axe de l'abside, et dit que l'église a été dédiée à saint Martin dans l'année du Seigneur 1493. Les badigeons et crépis ont été enlevés partout, ce qui permet d'exclure que d'autres inscriptions sont encore cachées quelque part, sauf peut-être derrière les autels des bas-côtés. En plus de ces inscriptions à caractère officiel, il faut citer les inscriptions et graffiti gravés par les paroissiens sur la grosse pile nord-est du clocher, en entrant à gauche. La pile en est entièrement recouverte à hauteur d'homme. Ce sont en partie des épitaphes mentionnant les noms d'habitants décédés et leur date de décès, faits sans doute par des proches endeuillés. La teneur des autres inscriptions n'est pas toujours claire, car elles sont parfois gravées avec une simple pointe et ont moins bien résisté au temps, mais elles contiennent toujours des noms et presque toujours des dates. Plus haut sur la pile côté sud, l'on voit une litre funéraire, qui fait référence à l'un des derniers seigneurs de Survilliers avant la Révolution. Mais le blason lui-même est effacé et réduit à la couleur de fond, et l'identification reste à faire, car les derniers propriétaires de la seigneurie n'avaient pas d'attaches à Survilliers.
Trois plaques de fondation existent dans le bas-côté sud : Les deux premières sur le mur de la seconde travée, et la troisième à droite de la fenêtre de l'avant-dernière travée. Les plaques de fondation rappellent les dispositions testamentaires de défunts de la paroisse, qui lui laissent des biens ou des revenus à condition que des messes ou des prières soient dites certains jours. Les obligations du curé qui en résultent sont toujours en proportions avec le legs, et les détails sont stipulés dans des actes notariés, le nom du notaire et son lieu de résidence figurant généralement en bas de la plaque. Édouard du Chesne pense que ces trois plaques proviennent de l'ancienne église de Saint-Witz, qui pourtant n'a été démolie que cinq ans après la parution de son livre, en 1971. La première est d'Antoine Fieffé et de sa femme, de la ferme Saint-Lazare, écart de Saint-Witz aujourd'hui disparu, dans l'actuelle zone industrielle de Fosses / Saint-Witz. Elle date de 1631, et l'intéressé cède une terre de « Saint-Vitz » pour la fondation, à son intention et à celle de sa femme Rose Boileau, de quatre obits avec vigiles. Le décor de style Renaissance, constitué de deux colonnes corinthiennes supportant un entablement complet, est remarquable. Le tympan représente les deux époux agenouillés, en priant, face à face, devant un Christ en croix. La seconde plaque est celle d'un curé, représenté en habit sacerdotal en priant agenouillé devant un Christ en croix. De l'inscription surmontée d'un angelot, un court passage reste seul lisible : « Cy-devant gist et repose le corps de vénérable et discrette personne... Le Boucher... ». La troisième plaque est la mieux conservée est reste entièrement lisible. Elle est d'une facture plus simple que les autres, et provient de Jacques Devaux, curé de Montmélian et de Mortefontaine, décédé en 1668. L'abbé lègue une terre et une rente pour le repos de son âme et de celle de son frère Adrien Devaux, curé de St-Vitz.
Les autres inscriptions sont du XXe siècle. Il y a les deux plaques commémoratives pour les anciens curés L.J. Vigneron (au service 1905-1932) et Alfred Chaumier (au service 1932-1941), déjà mentionnées, ainsi que le monument aux morts de la paroisse pour les soldats survillois morts pour la Patrie lors de la Première Guerre mondiale, puis un second monument aux morts offert par « L'union musicale de Survilliers à ses musiciens tombés au champ d'honneur ».

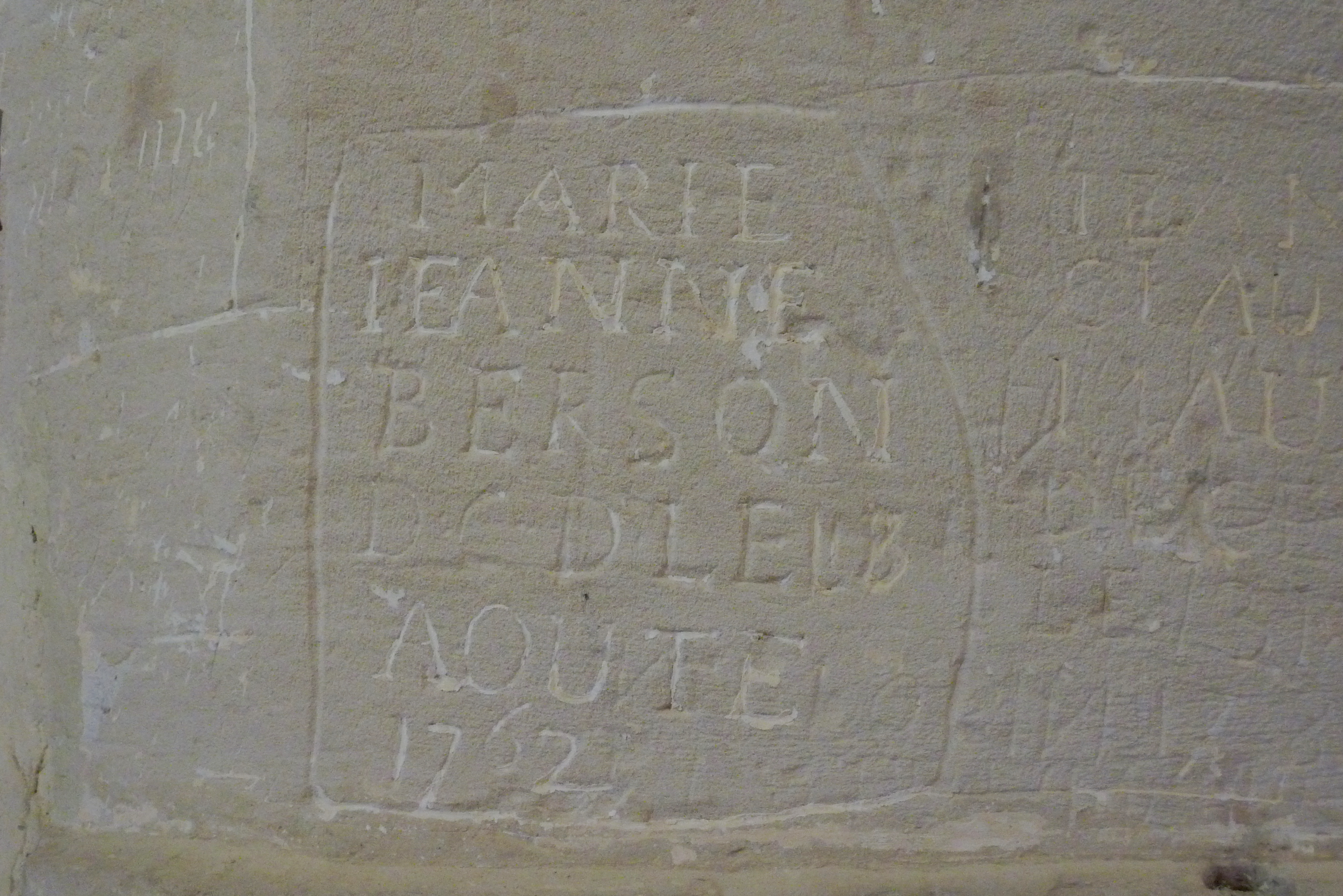
Graffiti sur la pile nord-est du clocher.
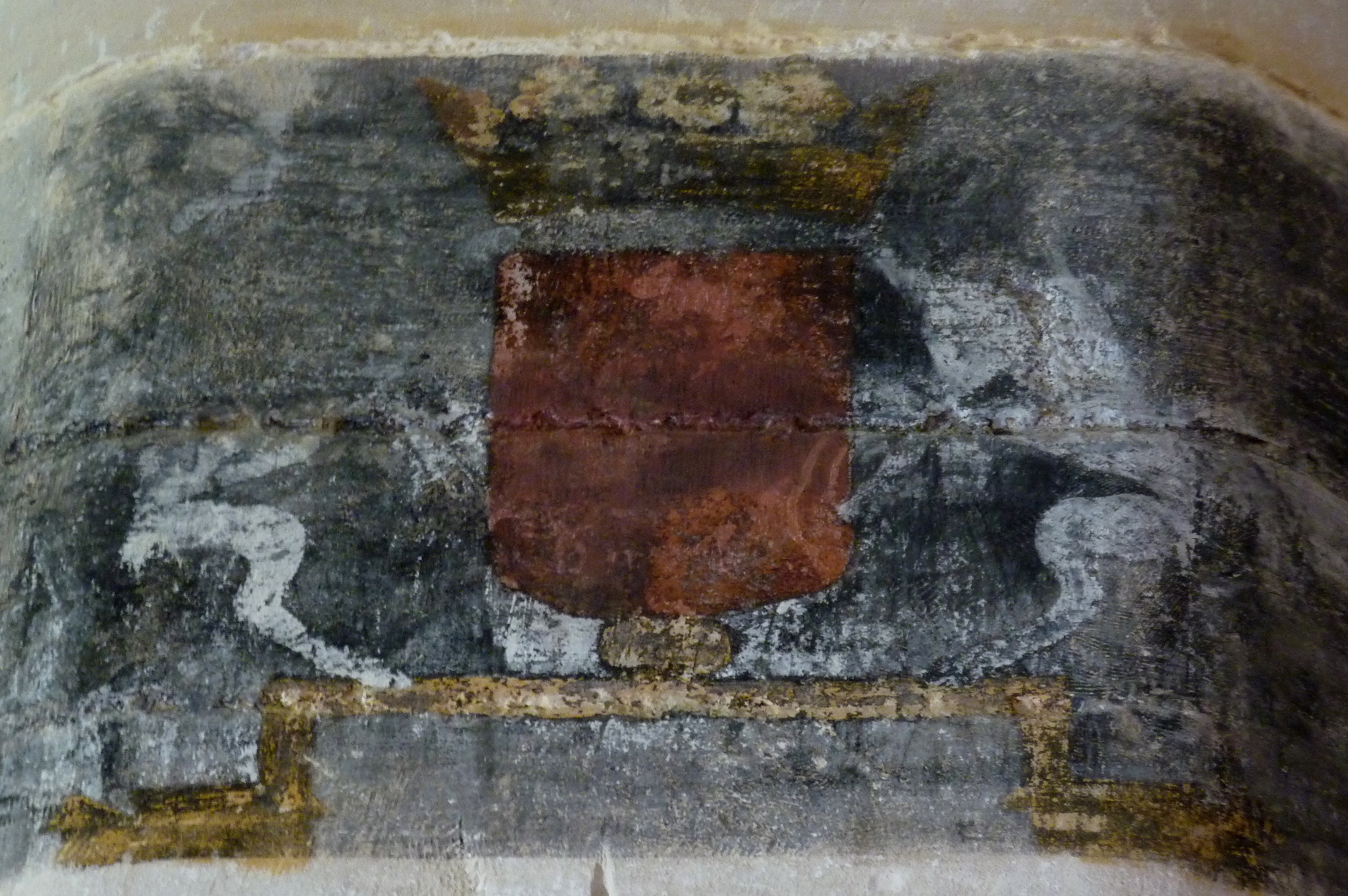
Litre funéraire sur la pile nord-est du clocher.
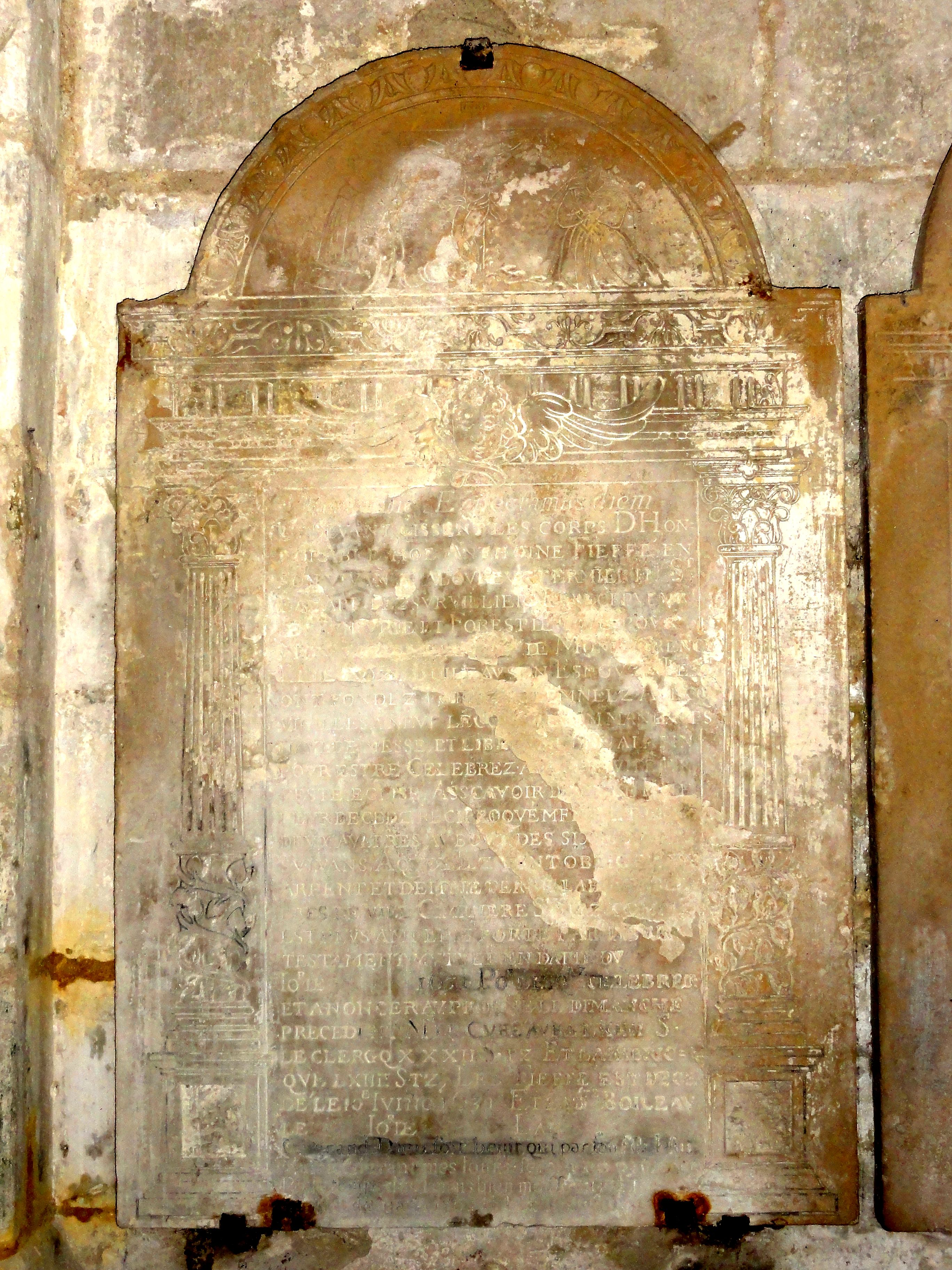
Plaque de fondation d'Antoine Fieffé.
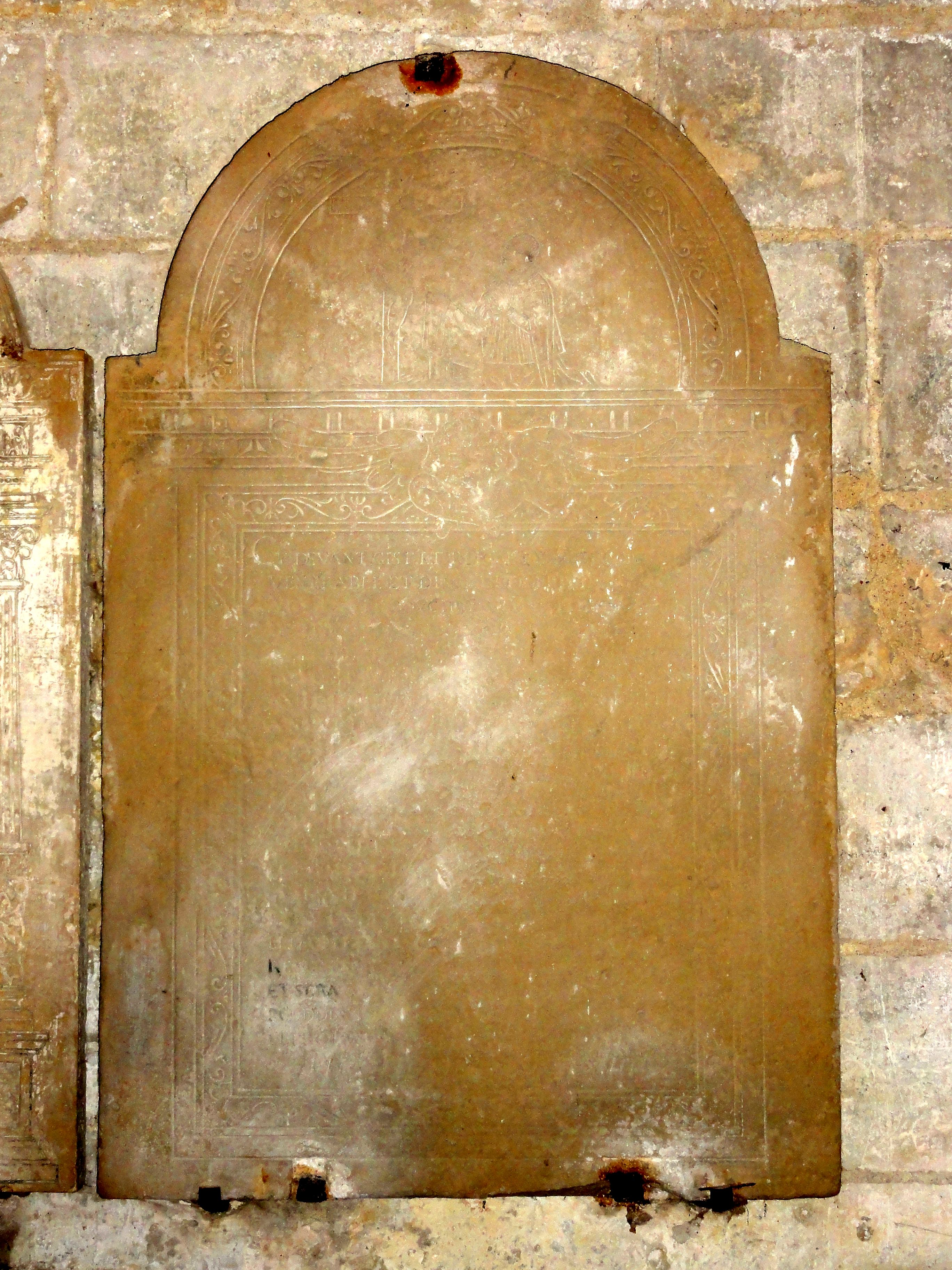
Plaque de fondation d'un curé (indéchiffrable).
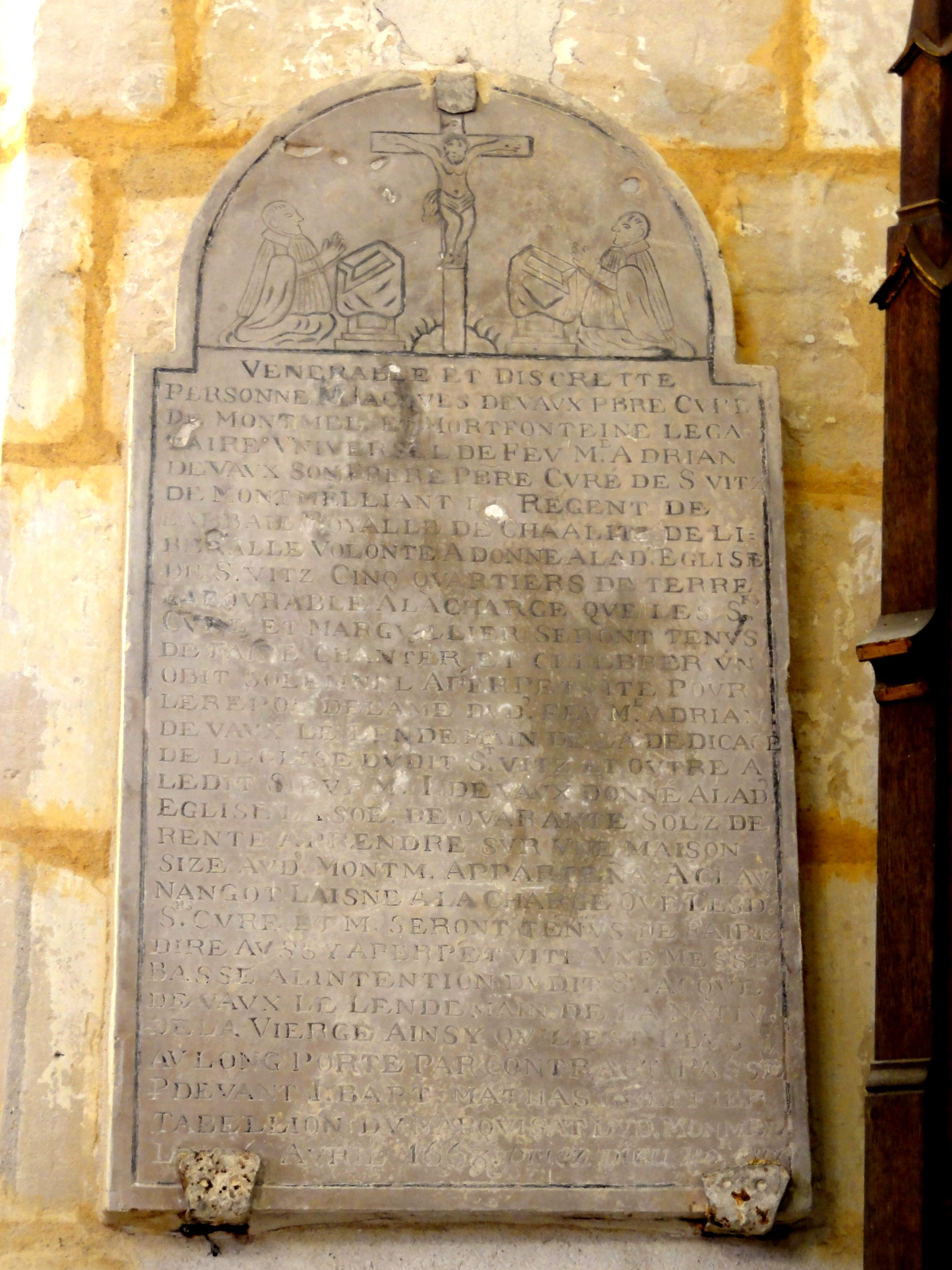
Plaque de fondation de Jacques Devaux.
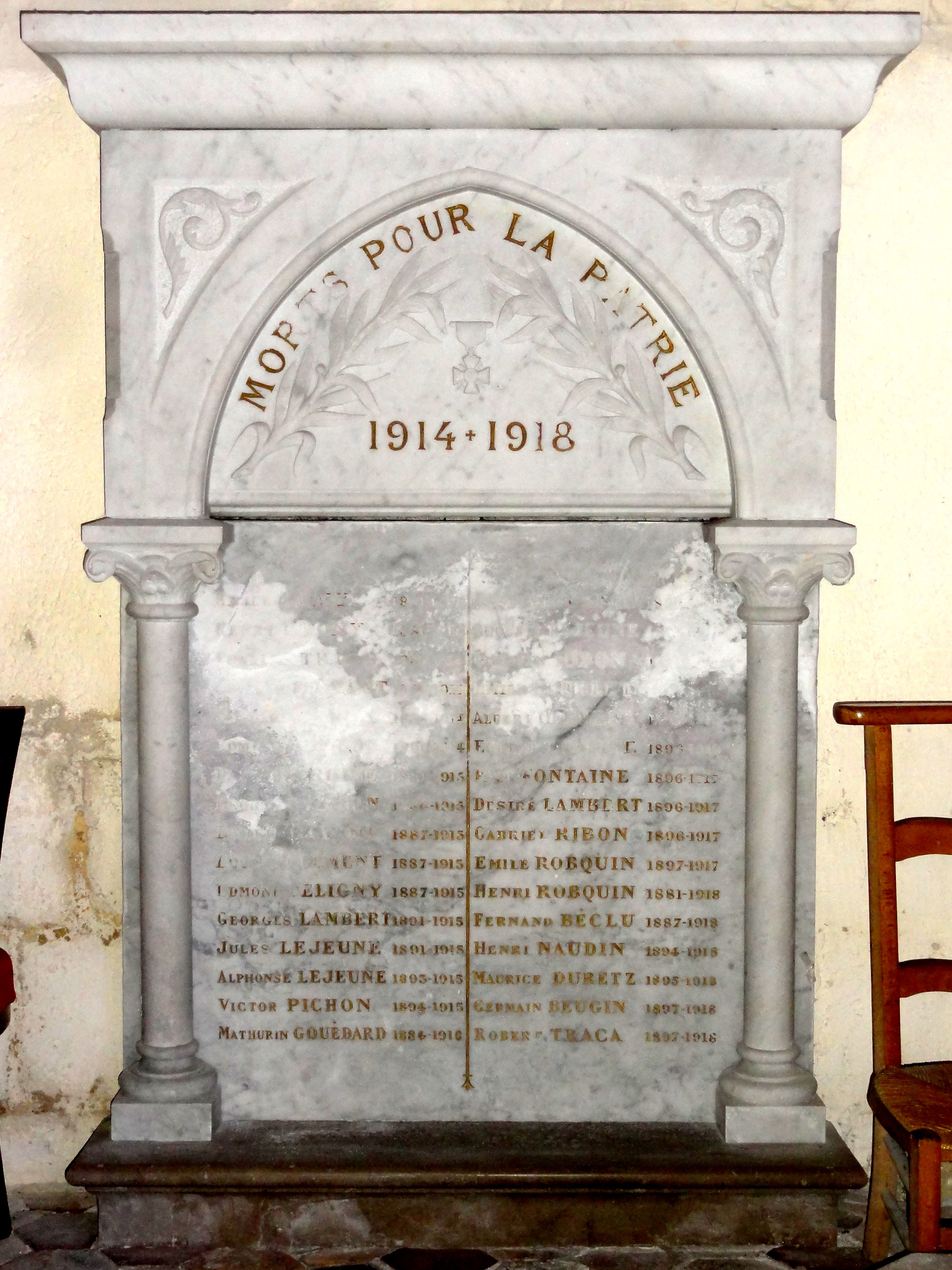
Monument aux morts de la paroisse.